# Військово-морські сили Української Народної Республіки та Української Держави
Військо́во-морські́ си́ли Украї́нської Наро́дної Респу́бліки та Украї́нської Держа́ви — національний флот Української Народної Республіки та Української Держави в 1917—1919 роках. Відомі також під загальною назвою «Украї́нський Держа́вний Флот».
Становлення військово-морських сил Української держави розпочалось після укладення Берестейського мирного договору між УНР та Німеччиною. Основний внесок у розвиток українського Чорноморського флоту було зроблено за часів гетьманату Павла Скоропадського (29 квітня — 14 грудня 1918).
29 квітня 1918 року кораблі Чорноморського флоту перейшли під юрисдикцію Української Народної Республіки. На той момент півтора сторіччя Північне Причорномор’я перебувало в складі Російської імперії, а у портах на території України базувався Чорноморський флот. І це враховуючи те, що моряки-українці складали 2/3 його особового складу.
У ході Української революції 1917—1921 років, у травні 1917 року Перший Всеукраїнський військовий з’їзд визнав необхідність повної українізації Чорноморського флоту, тоді ж уперше було заявлено, що Чорноморський флот має стати частиною збройних сил України.
12 липня 1917 року есмінець «Завидний» став першим кораблем, над яким піднято синьо-жовтий прапор. 25 (12) листопада 1917 року у зв’язку з проголошенням ІІІ Універсалом Української Народної Республіки багато кораблів підняли українські прапори, а в Севастополі відбувся велелюдний парад за участю військових. Про перехід на бік української влади заявили команди низки великих військових кораблів, зокрема крейсера «Пам'ять Меркурія» та лінкора-дредноута «Воля» — найпотужнішого корабля Чорноморського флоту.
У грудні 1917 року більшовикам вдалося захопити владу на Чорноморському флоті. Задля закріплення свого режиму вони вдалися до масового терору, згадуваного очевидцями під назвою «варфоломіївські ночі». За різними оцінками, тільки 23—24 лютого 1919 року в Севастополі були вбиті 600 осіб — морських та сухопутних офіцерів, членів їхніх родин, жителів міста. 23 лютого 1918 року більшовики стратили лідера кримськотатарського руху Номана Челебіджихана.
У 20-х числах квітня 1918 року Кримська група військ УНР під командуванням підполковника Петра Болбочана разом із німцями звільнила Крим від більшовиків: 22 квітня українські війська зайняли Джанкой, 24 квітня — Сімферополь, 25 квітня — Бахчисарай.
Завершилось існування військово-морських сил УНР на Чорному морі після зайняття півдня України Добровольчою армією та Антантою (грудень 1918 — літо 1919). Підрозділи Морської піхоти УНР існували до кінця 1921 року. Органи управління флотом були розформовані наприкінці 1924 року.

## Флот у часи Центральної Ради

### Передумови створення українського флоту
Український національний рух став поширюватися в армії та флоті після демократичних змін у російському суспільстві, що були прямими здобутками Лютневої Революції 1917 року, та після утворення в березні того ж року Української Центральної Ради. Революція ініціювала процеси українського відродження по всій імперії, національні організації стихійно виникали в армії та флоті, поступово охоплюючи все ширше й ширше коло національних елементів. Разом із тим, ідеї та гасла національно-територіальної автономії все більше захоплювали настрої всього українського населення. Професор Грушевський, голова Центральної Ради, визначаючи тодішній ідеал українського державотворення — автономію — писав:
...деякі колонії Англії як Канада, Австралія, Нова Зеландія, Полуднева Африка…наближаються до повної державності, мають своє військо та фльоту, гроші й марки, своє законодавство й суд….
Саме на таких ідейних засадах в 1917 р. і планувалося будувати українську державу, її армію та флот.

Генерал-хорунжий флоту Володимир Савченко-Більський, в 1917 р. визначний діяч українізації на Чорноморському флоті, потім на чільних посадах служив в українському морському міністерстві. Видатний український воєнно-морський стратег, автор багатьох статей.

Особливо сприятливі умови склалися для створення українського флоту. Загалом флот, як і вся армія, був тепер переведений на демократичний лад, — в квітні тут був заведений так званий «Центрофлот», колегіальний орган управління флотом, що був чимось на кшталт матроського парламенту. Українці ще з кінця XVIII століття завжди становили біля двох третіх особового складу Російського Імператорського Флоту, тож, будучи добре організованими, вони тривалий час займали чільні і досить вагомі позиції в Центрофлоті. Першим головою цього колективного органу управління флотом — було обрано представника Українського військового комітету з лінкора «Воля» матроса-українця Євгена Шелестуна. Зрештою, такий стан справ доведе керівництво Центральної Ради та Української Чорноморської Общини до розуміння та ідеї повної українізації й націоналізації всього Чорноморського флоту.
Український національно-просвітницький рух у Севастополі та по всьому Чорноморському узбережжі почав активно розвиватися на початку ХХ століття, особливо після 1905 року. Тут діяли відділи «Просвіти», українські аматорські театри, бібліотеки і таке інше. Організація національного руху активно підтримувалася цими різноманітними українськими просвітницькими та культурними товариствами, які після демократичної революції змогли значно розширили свою діяльність. Найбільш відомою та дієвою з означених організацій була севастопольська спілка «Кобзар», яка в березні 1917 року утворила Українську Чорноморську Громаду під керівництвом В'ячеслава Лащенка, директора місцевої жіночої гімназії, вчителя Коломійця та матроса Пащенка.
Заснований ще в 1905 році, гурток «Кобзар» зробив суттєвий вклад в справу пробудження національної самосвідомості серед українських моряків. Ця, та інші організації всіляко поширювали українські книжки, ставили українські театральні вистави, звертали увагу моряків на історію України та козацького флоту, вели активну українську агітацію. Багато морських офіцерів-українців вже більш як десять років були постійними членами «Кобзаря», а потім і Української Чорноморської Громади.
Воєнну секцію Громади очолив капітан другого рангу Микола Некліевич, просвітницьку секцію очолювали підполковник Володимир Савченко-Більський (потім на чільних посадах служив в українському морському міністерстві) та В'ячеслав Лащенко, агітаційними справами відали підполковник військово-морського судового відомства Вадим Богомолець та матрос Пащенко. Серед членів общини значився і капітан першого рангу Михайло Остроградський, майбутній командувач українського флоту (в 1917 році на посаді коменданта Севастопольської фортеці). В складі Ради також були представники від флотської авіації — пілот Сліпченко та поручник Михайлик.
Українська Чорноморська Громада об'єднала моряків-українців із головною метою — шляхом українізації створити в майбутньому на базі колишнього російського чорноморського флоту новий, цілком автономний український флот, із підпорядкуванням до української влади Центральної Ради. Український рух успішно розгортався, і вже незабаром став масовим. Від середини березня 1917 року в громаді було лише 200 членів, а вже на перших зборах 11 квітня 1917 року, присвячених відкриттю Ради Української Чорноморської Громади зібралося близько 5000 матросів-українців.

Старший лейтенант Василь Пилишенко, голова Української Військово-Морської Ради Одеської округи (світлина з 1967 року). Учасник революційного руху, в 1918 р. учасник січневих боїв із більшовиками в Одесі. Був останнім живучим ветераном українського флоту, доживши до 99 років. Помер у 1989 році

В Одесі головним осередком українського руху ще з довоєнних часів було товариство «Українська хата». За діяльної допомоги цього товариства, на початку квітня 1917 року було засновано Українську Військово-Морську Раду Одеської округи. Головою ради було обрано старшого лейтенанта Василя Пилишенка; почесним головою цієї організації був Володимир Чехівський, пізніше прем'єр-міністр уряду УНР.
Вже по тому, влітку 1917 року за згодою російського Тимчасового Уряду, на всіх російських флотах, а найбільше в Чорноморському, на вимогу Центральної Ради та за підсумками рішень Першого Всеукраїнського Військового З'їзду, що відбувся 5 травня 1917 р. (там були присутні і великі українські делегації з моряків і Української Чорноморської Громади) почалася поступова українізація екіпажів кораблів. Тоді ж вперше було висунуто вимогу українців, щоб чорноморський флот став частиною збройних сил автономної України. На тому ж з'їзді було вирішено українізувати кілька кораблів Балтійського флоту.

Матрос балтійського флоту Степан Письменний, член Українського Генерального військового комітету в 1917 р.

Згідно з рішенням з'їзду було створено Генеральний Військовий Комітет — найвищу в Україні військову організація, яка мала вирішувати проблеми українізації в армії та флоті. Головою цього органу був призначений Симон Петлюра, а справами флоту в Військовому Комітеті опікувався матрос Степан Письменний. У випадку із флотом, українізація означала сукупність організаційно-просвітницьких заходів, головною метою яких було створення сильних українських корабельних рад та земляцтв, що групувалися за національною ознакою.

### Початок українізації флоту (весна-літо 1917р.)

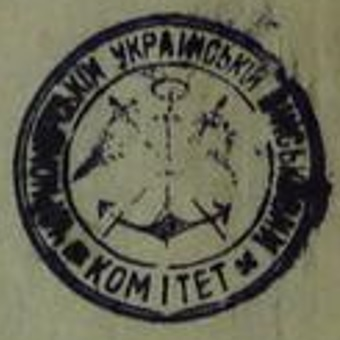
Печатка Чорноморського українського військового комітету, що діяв у 1917 році в Севастополі

Вже з кінця квітня майже на всіх кораблях Чорноморського флоту існували свої корабельні ради чи гуртки, які контролювалися підполковником Савченко-Більським. З цих рад найдіяльнішими були Ради лінійних кораблів — «Іоанн Златоуст», «Св. Євстафій», «Ростислав», крейсерів — «Пам'ять Меркурія», «Кагул», «Прут», мінної бригади, есмінця «Завидний». З їхньої основи та з нових поповнень потім і почали утворюватися перші суто українські команди. Українізовані екіпажі частіше за все утворювалися шляхом обміну особовим складом з іншими кораблями. А на тих кораблях, де процентний склад українців серед екіпажу від початку був занадто високим, відбувалося поступове вилучення з його особового складу всіх не українців з поступовим заміщенням останніх українцями.

Згуртовані таким чином українці флоту ще від літа звернули на себе увагу командування флоту кількома чисельними демонстраціями. Капітан другого рангу Микола Нєкліевич згадував:
Відбулось кілька надзвичайно численних українських маніфестацій і походів в Севастополі, які показали міць українського руху і були гарно улаштовані, великою кількістю жовто-блакитних прапорів з учасниками, одягненими в національні українські одяги. А в одній маніфестації, то брав участь чумацький віз з круторогими волами і цілий відділ матросів з лінійного корабля „Св. Євстафій“ перебраний за запорожців і на конях».
Крім того, як згадує мічман Яким Христич, в севастопольській урочистій ході, присвяченій Зеленим Святам, взяла участь «в мальовничому полтавському старовинно-козацькому жіночому строю» Оксана Колчак, дружина командувача флотом адмірала Колчака. Цього ж дня на щоглах усіх кораблів Флоту, на фортеці берегової охорони та касарнях морської піхоти вперше вивісили український національний прапор.

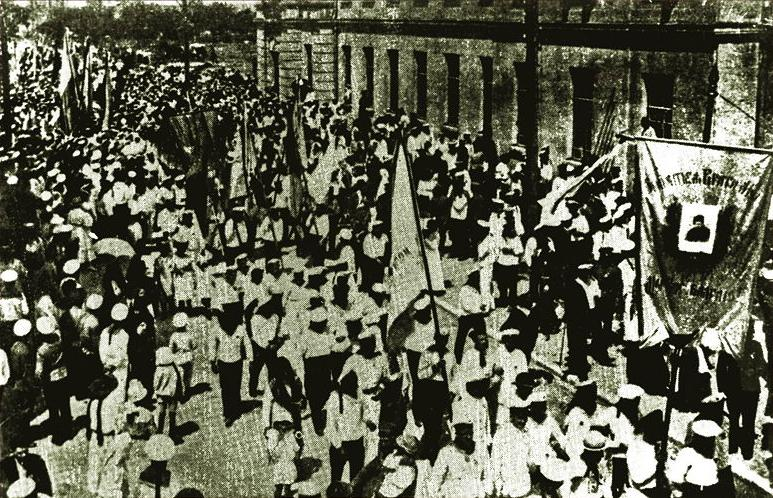
Український прапор Севастопольського флотського півекіпажу.

Останній факт яскраво свідчить, що керівництво флоту вітало та підтримувало українізацію. Так, перед українцями, які взяли участь у маніфестації 7 квітня 1917 року, командувач чорноморського флоту віце-адмірал Колчак виступив з такими словами:
Ось мені припадає честь говорити з українцями, що зібралися тут заявити своє існування: Чорноморська Фльота, керувати якою я маю собі за честь, на 90 відсотків складається з синів цієї нації. Я не можу не вітати українську націю, яка дала мені найліпших моряків, які тільки існують на світі…».
Командування флоту вбачало в українізації порятунок від більшовицької пропаганди, що дедалі сильніше почала заявляти про себе. Особливо багато послідовників потім здобули собі більшовики на кораблях мінної бригади. Але влітку 1917 року рух більшовиків був ще заслабкий і не мав багато прихильників. Комуністів, як згадують самі більшовики, було дуже мало, їм було дуже складно працювати.

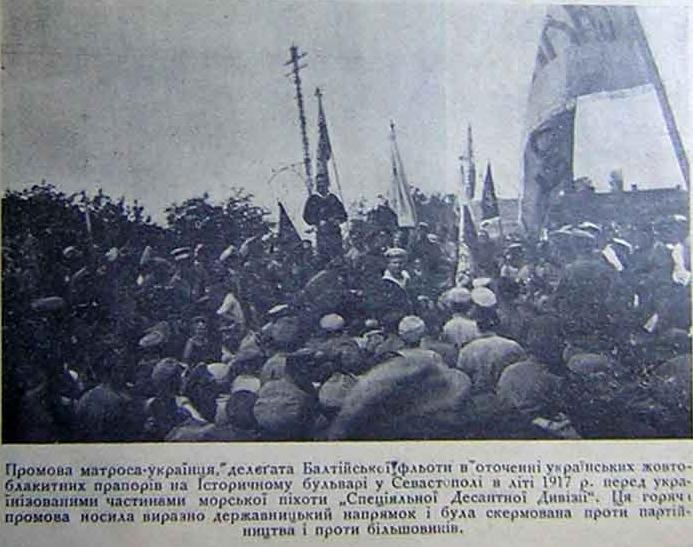
Українська матроська маніфестація, 1917 рік.

І так було по всіх чорноморських портах, де існували українські громади. Під час великої маніфестації українців в Одесі, влаштованої на честь проголошення I-ого Універсалу, промаршувало вулицями міста декілька десятків тисяч українців з різних організацій. Моряки йшли першими, несучи на трьох держаках український прапор і величезний портрет Шевченка. Одеська Морська Рада з тієї нагоди вислала до Києва своїх представників — старшого лейтенанта Пилишенка і матроса Кошельного.
Тим часом українізація флоту ширилася. З великих кораблів чорноморського флоту, що до осені 1917 р. майже повністю були українізовані — новозбудований лінійний корабель-дредноут «Воля», крейсер «Пам'ять Меркурія», з малих — есмінці «Завидний», «Завєтний», «Зоркій», «Звонкій», «Жаркій» та інші. На всіх інших кораблях чорноморського флоту, як вже зазначалося, діяли досить сильні українські ради, земляцтва та комітети.
Морські піхотні частини, слід зазначити, також були в значній мірі українізовані. Севастопольський флотський півекіпаж під командуванням підполковника Савченка-Більського ще з літа 1917 р. мав свого українського прапора із портретом Тараса Шевченка. Оркестр цієї частини першим на флоті почав виконувати гімн «Ще не вмерла Україна». Українські відділи були створені в Окремій десантній дивізії в Севастополі, у частинах морських фортець Севастополя, Очакова, а також в Балтійській морській дивізії, що знаходилася в гирлі Дунаю. Українські Ради були утворені і в сухопутних частинах Севастопольської фортеці, в частинах воєнно-морської авіації.
Літом українці флоту вперше почали вимагати від керівництва флоту дозволу на підняття українських прапорів на своїх кораблях. Слід зазначити, що прапори куплялися моряками заздалегідь. Так, ще 15 квітня 1917 року судовий комітет міноносця «Жуткий» передав казначею «Союзу матросів» 20 карбованців і 89 копійок, зібраних офіцерами, кондукторами, матросами міноносця на придбання національного українського прапора. Однак перші спроби підняття українських прапорів на кораблях зустріли опір зі сторони матросів російської національності та консервативно налаштованого офіцерства. Наприклад, в липні 1917 р., за ініціативи керівника української ради корабля В. Прокоповича вперше піднімає українського прапора есмінець «Завидний», але тоді ж через протести командування він мусив його спустити.

Теж саме відбулося і на новозбудованому лінкорі «Воля». Останній був укомплектований виключно українцями, які перед переходом з Миколаєва в Севастополь, хотіли підняти над кораблем українського прапора. Та офіцери відмовилися виходити під ним в море. Почав розгорятися конфлікт, але виконувач обов'язків командувача флотом контр-адмірал В. Лукін умовив матросів не піднімати українського прапора до проведення Установчих зборів. Як згадує Н. А. Монастирьов, офіцер Чорноморського флоту, сучасник описуваних подій,
...коли лінкор відходив, на його щоглі віяв Андріївський прапор, але на гарматних баштах було безліч інших прапорів, які відображали політичні настрої різних угруповань, яких на борту такого великого корабля було дуже багато».
Корабель прибув в Севастополь 4 липня 1917 р., де його на Приморському бульварі зустрів великий натовп людей, серед яких особливо виділялися українські організації з великою кількістю національних прапорів. Згодом, в листопаді 1917 р., після оголошення автономії України, «Воля» стане першим українським лінкором-дредноутом.

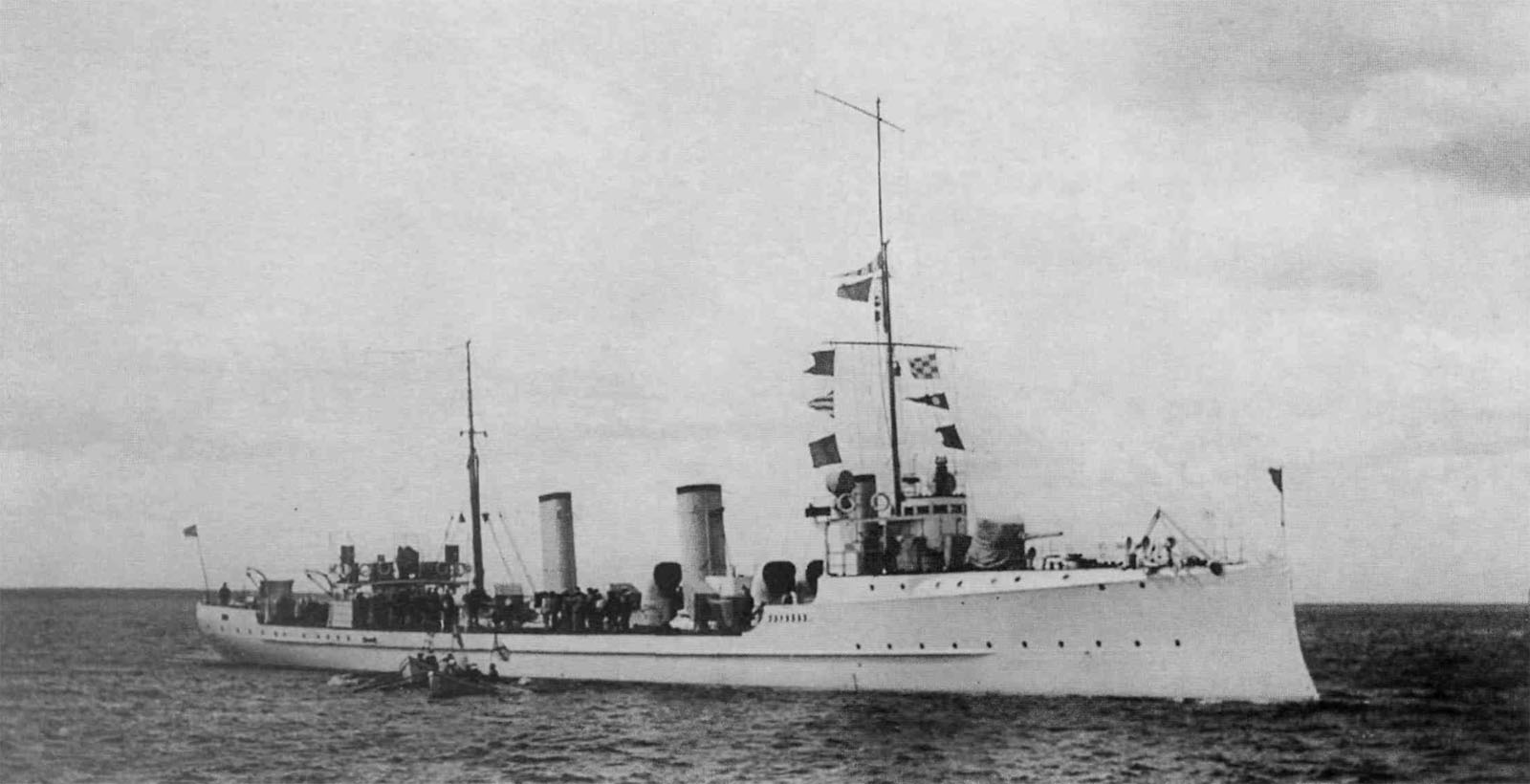
Есмінець «Україна»

Звістка про національний уряд сколихнула українців й на інших флотах. В Балтійському флоті зусиллями Українського Революційного Військово-морського Штабу на чолі із капітаном другого рангу Михайлом Злобіним, старшим лейтенантом Михайлом Білинським та лейтенантом Святославом Шрамченком (в майбутньому, останні двоє займали чільні посади в морському міністерстві УНР) було українізовано есмінці «Україна» та «Гайдамак». Також було українізовано підготовлений екіпаж для легкого крейсера «Свєтлана», на якому по добудові планувалося підняти українського прапора, але цьому тоді завадили більшовики.

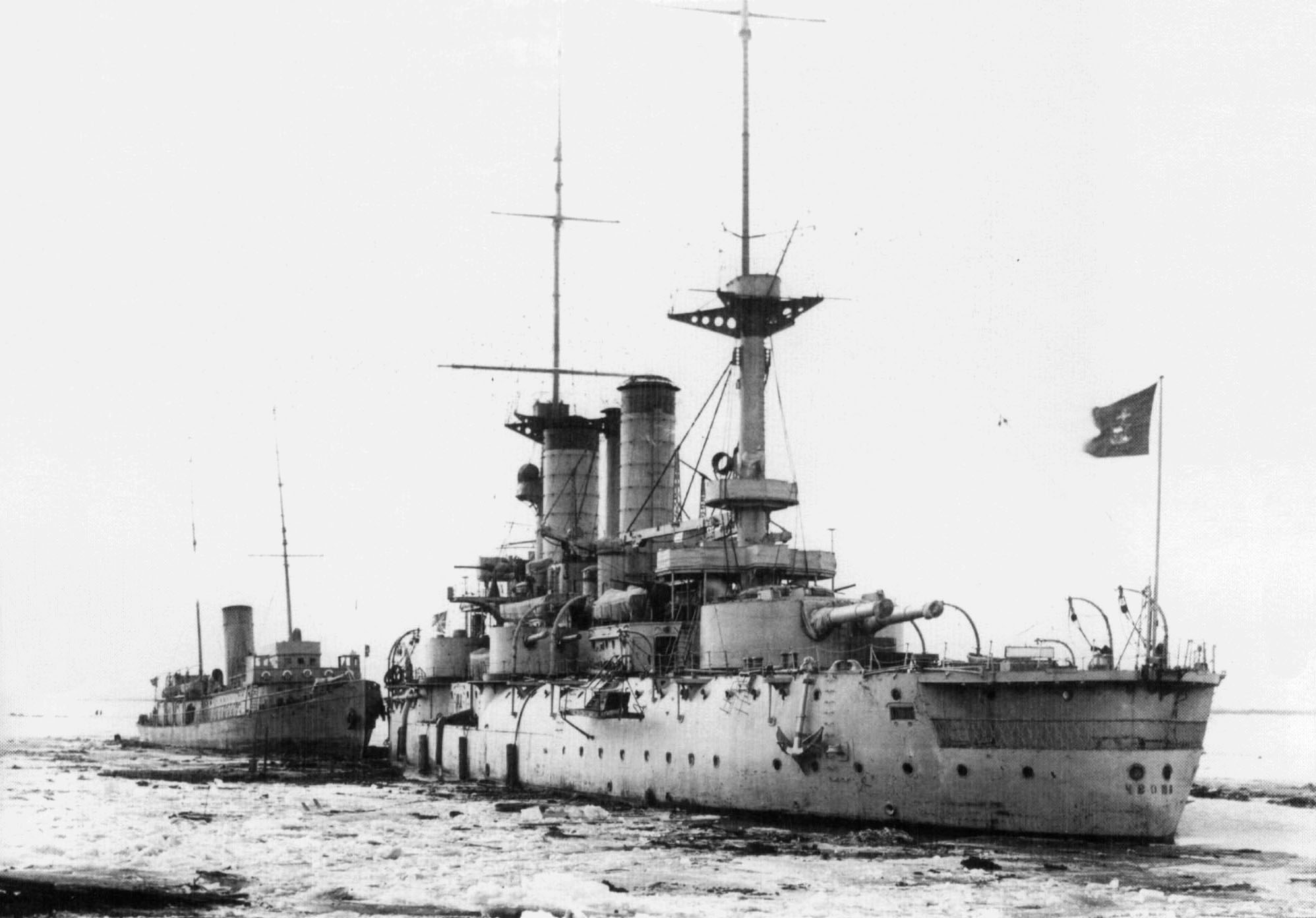
Лінійний корабель «Чесма»

Після війни штаб планував перевести ці кораблі на Чорноморський флот. Окрім цього українські ради існували також і в інших флотиліях — в каспійській, сибірській, амурській, північно-льодовитій флотиліях. Між іншим, в північно-льодовитій флотилії було українізовано цілий лінійний корабель «Чєсма», в сибірській флотилії — канонірський човен «Вьюга». Його командиром був капітан першого рангу Микола Злобін, в майбутньому морський міністр УНР.
Загалом, українізація в 1917 р. стала першим кроком, важливою підвалиною для відтворення українського національного флоту. В загальному хаосі політичних та партійних інтриг, саме українізовані кораблі в 1917 р. стали боєздатним ядром російського флоту. Фактично, вже літом 1917 р. український флот, як і армію, можна визначати як автономну частку російських воєнно-морських сил.

### Становлення флоту УНР (осінь — зима 1917р.)

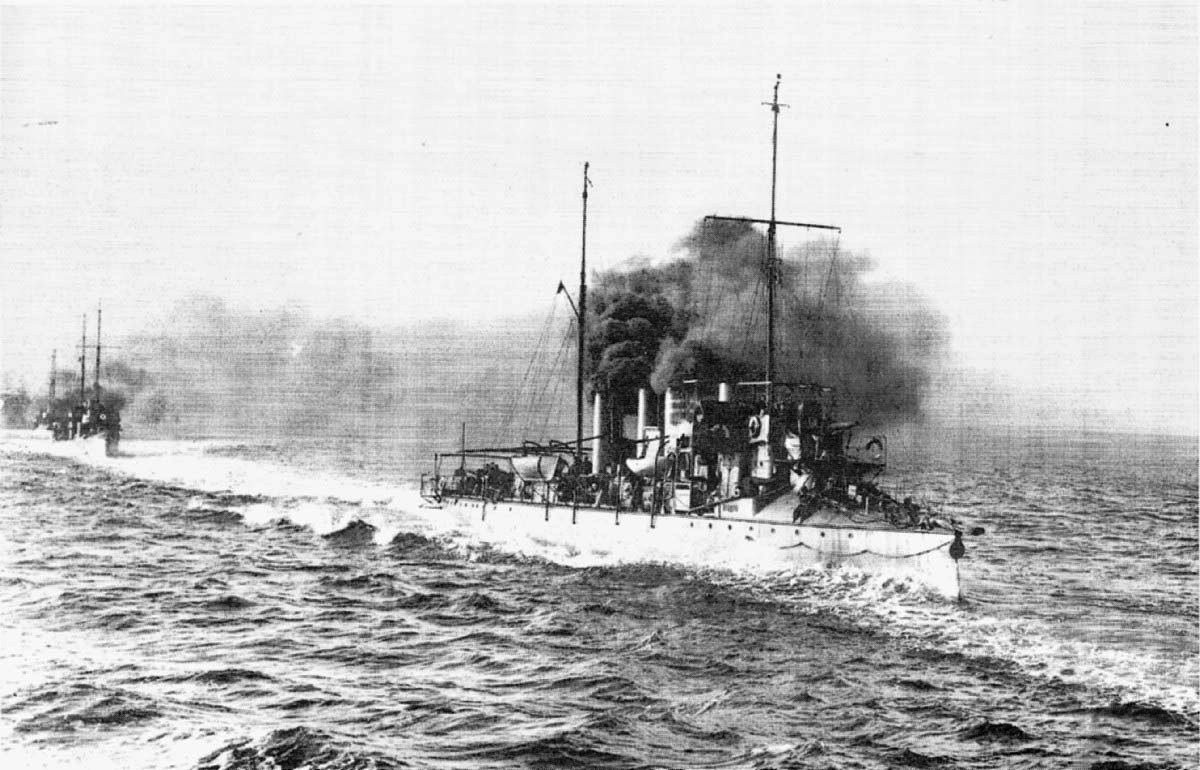
Есмінець «Завидний»

Восени 1917 р. українізовані екіпажі почали відкрито проявляти свої національні настрої. Тоді на більшості з вищеперерахованих кораблів командою був піднятий український прапор. 12 жовтня 1917 р. есмінець «Завидний» першим з усіх Чорноморських кораблів зробив це. Команда, незважаючи на активну протидію російського командування, вирішила попри все тримати українського прапора до оголошення результатів Установчих Зборів.
В той же день у всіх газетах був опублікований маніфест команди есмінця:

«Ми, українці ескадрового міноносця „Завидний“, підняли свій національний український прапор на гафелі задля того, щоби показати, що недивлячись на віковий гніт, все-таки живі ще сини нашої славної матері-України, а значить жива та сила, яка повинна відновити права нашої славної, дорогої матері-України. Цим ми показали, що ми, як і вся демократія Росії, вимагаємо проголошення російської федеративної демократичної республіки, а значить вимагаємо автономії як для інших, так і для всієї рідної і дорогої матері-України. Підняттям прапора ми показали, що являємо собою силу, і що цю силу ми застосуємо для досягнення своїх омріяних цілей задля відновлення всіх прав пригнічених народів. Нашим ворогам, і тим людям, які не ознайомившись з нашими переконаннями, звинувачують нас в анархії, у відокремленні, у створенні хаосу і т.і. ми заявляємо, що не відокремлюємося од великої Росії, а йдемо рука об руку із всім пригніченим народом, ми більше ніж хто-небудь, не бажаємо роздорів, а лише стараємося втілити в життя гасло свободи, рівенства, братерства, щоб вони не залишились лише криком волаючого в пустелі, як це було досі. Цим ми лише нагадали всій демократії, що вона заснула, що ми закликаємо її піднятися, і йти з нами на боротьбу проти буржуазії за реалізацію прав всіх пригнічених народів і за мир во всьому світі. Ми, українці ескадрового міноносця „Завидний“, закликаємо всіх вірних синів дорогої України, а також всю російську демократію підтримати нас в боротьбі за кращі ідеали. Так, ми, українці, не спустимо піднятий нами наш національний прапор до того часу, як існуємо ми і існує міноносець „Завидний“. Голова судового комітету Кубко. Голова гуртка Курілович, секретар прапорщик Кіслін. Члени: Семесенко, Дегтярьов і Скакун».Оригінальний текст (рос.)
«Мы, украинцы эскадренного миноносца «Завидный», подняли свой национальный украинский флаг на гафеле для того, чтобы показать, что, несмотря на вековой гнет, все-таки живы сыны нашей славной матери-Украины, следовательно жива та сила, которая должна восстановить права нашей славной, дорогой матери-Украины. Этим мы показали, что мы, равно как и вся демократия России, требуем провозглашения российской федеративной демократической республики, а следовательно требуем автономии как для других, так и для всей родной и дорогой матери-Украины. Поднятием флага мы показали, что представляем собой силу и что эту силу мы применим для достижения своих заветных стремлений для восстановления прав всех угнетенных народов. Нашим недоброжелателям и тем людям, которые, не ознакомившись с нашими убеждениями, обвиняют нас в анархии, в отделении, во внесении раздора и т. п. мы заявляем, что не отделяемся от великой России, а идем рука об руку со всем угнетенным народом, мы больше, чем кто бы то ни был, не желаем раздора, что мы только лишь стараемся провести в жизнь лозунг свободы, равенства и братства, чтобы они не остались только гласом вопиющего в пустыне, как это было до сих пор. Этим мы только напомнили всей демократии, что она заснула, что мы призываем её воспрянуть и идти с нами на борьбу против буржуазии за осуществление прав всех угнетенных народов и за мир всего мира. Мы, украинцы эскадренного миноносца «Завидный», призываем всех верных сынов дорогой Украины, а также всю российскую демократию поддержать нас в борьбе за лучшие идеалы. Так, мы, украинцы, не спустим поднятый нами наш национальный флаг до тех пор, пока живы мы и существует миноносец «Завидный». Председатель судового комитета Кубко. Голова гуртка Курилович, секретарь прапорщик Кислин. Члены: Семененко, Дегтярёв й Скакун».

Тоді ж чорноморцями було отримано звістку про українізацію на Балтійському флоті. На відзначення цієї події, за попередньою домовленістю із командуванням флоту, всі кораблі й порти чорноморського флоту на один день прикрасилися українськими стягами, водночас просигналивши прапорами «Хай живе вільна Україна». Українці Севастополя влаштували на честь цього багатотисячну урочисту ходу та парад біля пам'ятника адміралу Нахімову.
9 листопада 1917 р. команда лінкору «Георгій Побідоносець» ухвалила резолюцію, в якій визнавала владу Центральної Ради, вважаючи її дії «справедливими та законними». Однак через активну протидію матросів-росіян, броненосець українського прапора тоді так і не підняв.
Проголошення III Універсалу Центральної Ради про автономію України послужило головною причиною для переходу на сторону української влади декількох великих воєнних кораблів. Найбільш відомими і значущими для українського флоту стали листопадові події на крейсері «Пам'ять Меркурія».

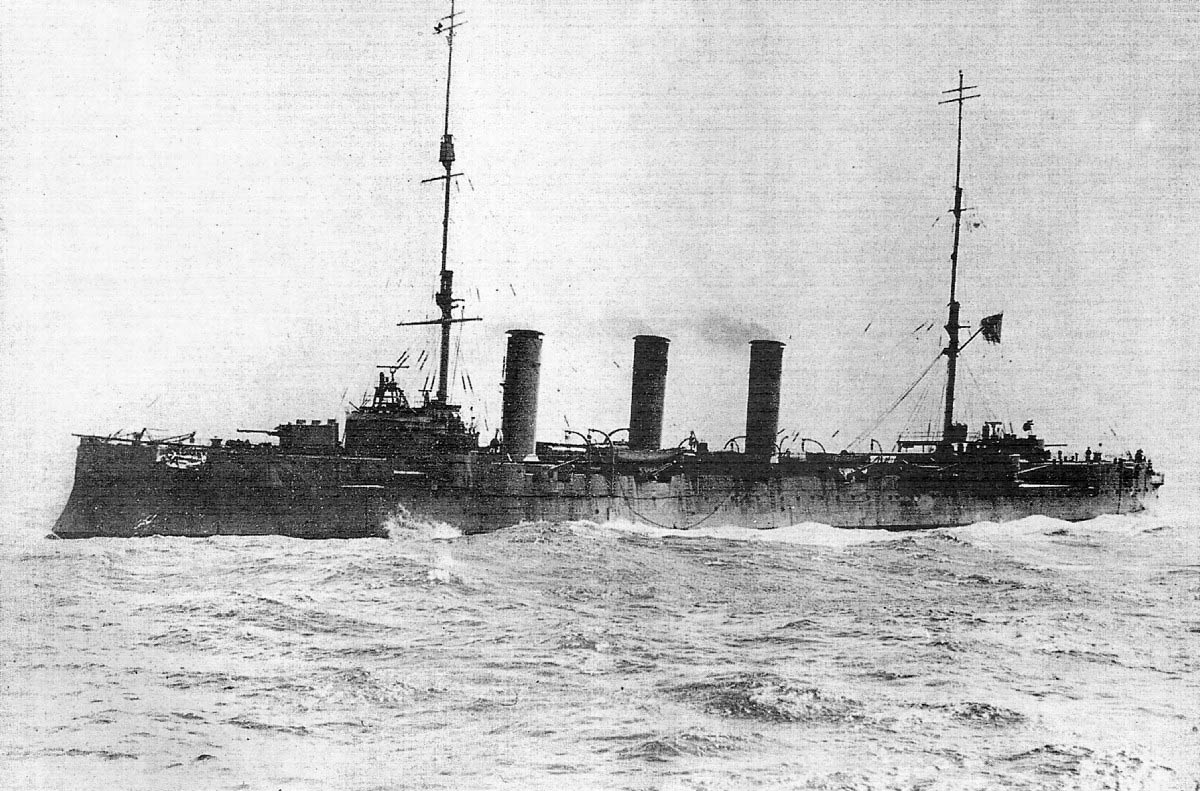
Крейсер «Память Меркурия»

12 листопада, невдовзі після проголошення III Універсалу, на крейсері «Пам'ять Меркурія», де більшість становили саме українці, замість Андріївського Георгіївського прапора було піднесено український. Але близько 200 матросів-росіян ще за день до того, знаючи про такі наміри українців, запротестували проти таких дій і покинули корабель. Командуючому флоту матроси російської національності одразу ж передали прохання підняти Андріївський прапор на одному з крейсерів, що тоді добудовувався на Миколаївському заводі. Офіційна телефонограма до штабу командуючого флотом від 11 листопада 1917 р. голосила:

«Судовий комітет крейсера „Пам'ять Меркурія“ повідомляє: завтра, 12 листопада, о 8 годині ранку замість кормового Андріївського прапору українцями вирішено підняти українського національного прапора. Великороси і не співчуваючі підйому українського прапора, через непримиренність двох сторін в числі 200 чоловік вирішили з'їхатись в екіпаж, через що судовий комітет прохає якнайскоріше вирішити питання про укомплектацію крейсера українцями замість тих що покинули корабель, списки останніх будуть надіслані додатково».Оригінальний текст (рос.)
«Судовой комитет крейсера «Память Меркурия» сообщает: завтра, 12 ноября, в 8 часов утра вместо кормового Андреевского флага украинцами решено поднять украинский национальный флаг. Великороссы и не сочувствующие подъему украинского флага ввиду непримиримости двух сторон в числе около 200 человек решились съехать в экипаж, из-за чего судовой комитет просит срочным порядком разрешить вопрос об укомплектовании крейсера украинцами вместо ушедших, списки уходящих будут присланы дополнительно».

Севастопольська газета «Русское слово» так повідомляла про тодішні події на крейсері:

«У зв'язку з підняттям на крейсері „Пам'ять Меркурія“ українського прапору, відбувся офіційний вихід з крейсера всіх матросів-неукраїнців, до яких приєдналися всі офіцери. Сталося перенесення єдиного на всьому російському флоті Георгіївського Андріївського прапору, який отримав бриг „Меркурій“ за свої геройські діла з турками та внаслідованого крейсером. До борта крейсера було підведено баржу, на яку перейшли всі великороси і офіцери, за виключенням одного мічмана. Розгорнули Георгіївського прапора, і під звуки музики відійшли на буксирі катера. З'їхали на берег, направилися до казарм. Сцена була велична, матроси і офіцери плакали. Після прибуття на берег, прапор, прострілений ворожими снарядами, був перенесений в Морське зібрання».Оригінальний текст (рос.)
«В связи с поднятием на крейсере «Память Меркурия» украинского флага состоялся официальный уход с крейсера всех матросов-неукраинцев, к которым присоединились все офицеры. Совершилось перенесение единственного во всем русском флоте Георгиевского Андреевского флага, полученного бригом «Меркурий» за геройские дела с турками и унаследованного крейсером. К борту крейсера была подведена баржа, на которую перешли все великороссы и офицеры, за исключением одного мичмана. Развернули Георгиевский флаг и под звуки музыки отчалили на буксире катера. Съехав на берег, направились в казармы. Сцена была потрясающая, матросы и офицеры плакали. По прибытии на берег флаг, простреленный неприятельскими снарядами, был перенесен в Морское собрание».

Після того командир крейсера капітан 2 рангу Терентьєв доніс рапортом, що обов'язки командира крейсера «Пам'ять Меркурия» та майно корабля він здав мічманові-українцю Вадиму Дяченко. Командуючий чорноморським флотом адмірал О. Немітц передав крейсер у розпорядження комісара Центральної Ради капітана другого рангу Євграфа Акімова. Центрофлот одразу після цього визнав його повноваження. Корабель таким чином офіційно став першим українським крейсером сучасності.
Севастополь в ті осінні дні весь був весь охоплений українським національним піднесенням. На відзначення подій останніх днів, 15 листопада Українською Чорноморською Общиною був організований великий військовий парад, який завершився урочистою церковною службою. У параді брали участь як українці, так і бажаючі інших національностей. Того дня всі кораблі чорноморського флоту цілу добу тримали українські прапори, а також сигнал «Слава Українській Народній Республіці».

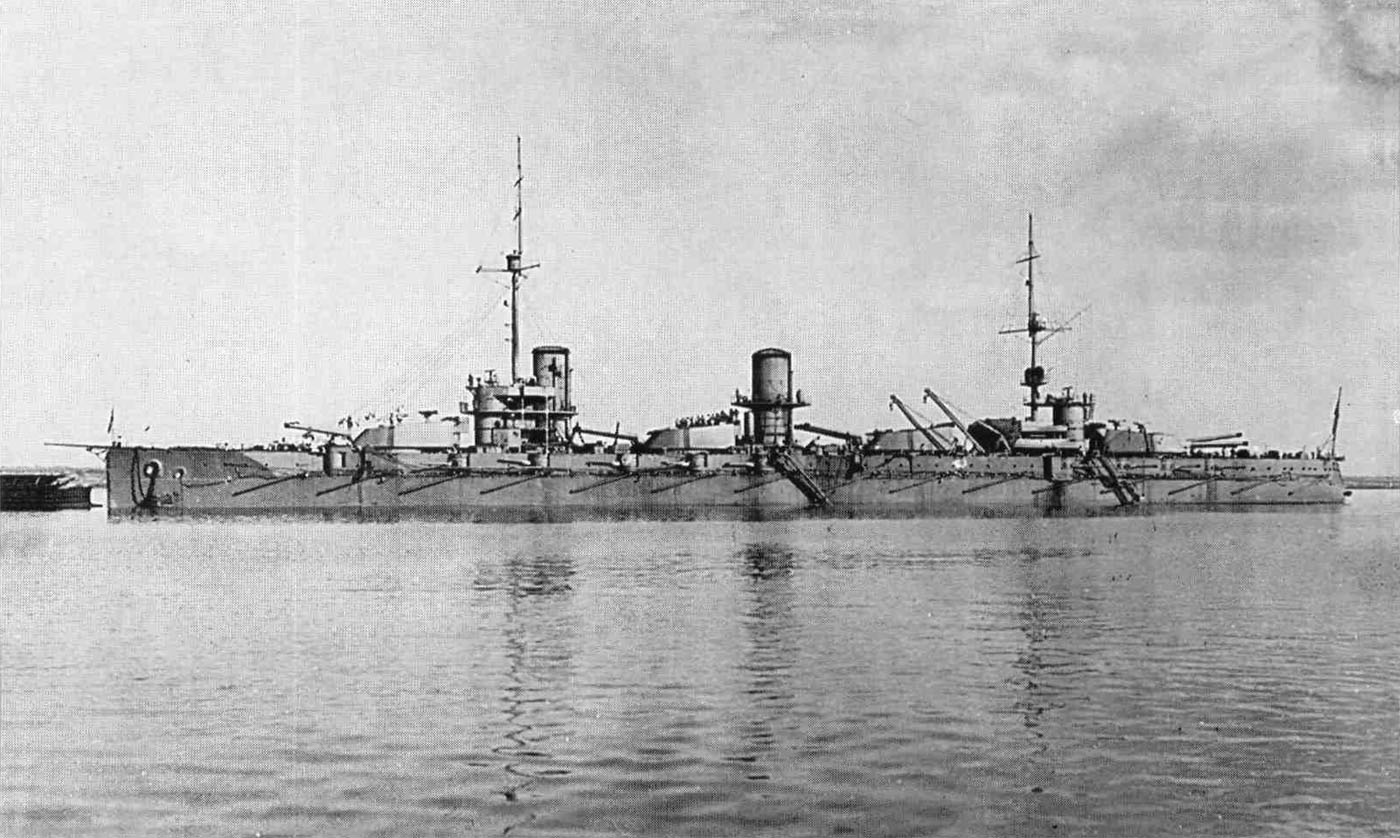
Лінійний корабель «Воля»

А 22 листопада, за прикладом крейсера «Пам'ять Меркурія», українського прапора підняв лінкор-дредноут «Воля», найпотужніший корабель чорноморського флоту. Українська громада цього корабля була найбільшою в Чорноморському флоті. За ним послідкувало ще кілька есмінців, міноносців та інших малих кораблів. Загалом, восени 1917 р. під українським прапором опинилося більше половини кораблів Чорноморського флоту. Крім того, Центральну Раду визнали штаб флоту, майже всі військові підприємства й установи, берегові та фортифікаційні споруди.
В ці ж дні піднімає українського прапора лінійний корабель північно-льодовитої флотилії «Чєсма», що стояв тоді у Владивостоці. Екіпаж для цього корабля був сформований в Чорноморському флоті та відправлений на далекий схід для подальшої переведення корабля до порту призначення. Тоді ж українська воєнно-морська рада Каспійської флотилії планувала перевести українізовані кораблі до устя ріки Терек, де Україна мала мати свій вихід до Каспійського моря. Із цим питанням вона зверталася до Української Морської Ради, а потім і до уряду Кубанської Республіки, але різні обставини зашкодили реалізації цього плану.
Організувалися і перші суто українські воєнно-морські піхотні частини. З основи севастопольського флотського півекіпажу підполковника Савченка-Більського чорноморці організували морський курінь імені Сагайдачного, чисельністю в 600 багнетів, який під командою мічмана Якима Христича 9 листопада 1917 р. було відправлено в Київ задля посилення військової моці Центральної Ради. Саме морякам довелося вперше репрезентувати українську збройну силу перед іноземними воєнними атташе. Коли восени 1917 р. до Києва прибули військові місії країн Антанти, то український уряд вислав їм назустріч почесну варту з 60 матросів під проводом ад'ютанта військового генерального секретаря Юрія Гасенка.
Загалом, восени 1917 року український рух на флоті став настільки потужним, що навіть сам командувач Чорноморським флотом контр-адмірал Олександр Нємітц 6 листопада закликав делегатів 1-го Загальнофлотського з'їзду підтримати Центральну Раду, а 23 листопада 1917 року надіслав їй офіційне прохання взяти флот під свою юрисдикцію.
Події останніх днів вимагали створення українських органів управління флотом, які провадили б свою політику окремо від загальноросійських. Вже 1 листопада в Києві відкрилася Українська генеральна морська рада, що займалася організаційними флотськими питаннями. Вона стала прототипом майбутнього українського морського відомства. Морська рада та Українська чорноморська община, спираючись на процес українізації, результати всеукраїнських військових з'їздів, та сильні національні настрої українців, запроектували скору націоналізацію всього Чорноморського флоту. Тоді ж Українською чорноморською общиною була висунута перша, і надзвичайно амбітна українська воєнна-морська доктрина. Її пункти проголошували:

«1) мати фльоту в півтора рази сильнішу від усіх воєнних фльот у чорноморському просторі. 2) Приєднати до Севастопільської фльоти всі українські морські сили в Балтійському і Каспійському просторах та на Японському просторі Зеленого Клину. 3) Мати в своєму складі напочаток три бригади лінійних кораблів, бригаду крейсерів, гідрокрейсерів, три дивізії міноносців, підводних човнів та деяку кількість кораблів окремого призначення. 4) До складу фльоти мала теж входити гідроавіація».
Однак війна із більшовиками та подальший розвиток подій відтягнули реалізацію цих великих задумів.
Таким чином, восени 1917 р., із проголошенням III Універсалу Центральної Ради, вперше за багато століть знову яскраво означилася українська державність, а разом із нею і український флот, існування якого офіційно визнавалося тодішнім російським урядом. Подальшій його розбудові завадило захоплення всеросійської влади більшовиками, які вороже ставилися до національного руху.

### Руйнація флоту УНР в Першій Українсько-Більшовицькій війні (зима 1917—1918рр.).
Більшовики, які скинувши владу Тимчасового Уряду, фактично захопили владу в Росії, почали боятися такого росту українських симпатій, то ж в кінці листопада — на початку грудня 1917 р. їхніми зусиллями через Центрофлот та інші загальноросійські органи управління флотом (на той час вже цілком знаходилися під впливом більшовиків) всіх українців Балтійського та інших флотів було переведено на Чорне море. 11 грудня 1917 р. на засіданні Законодавчої Ради російського морського відомства роздивлялося питання про відправлення всіх матросів-українців та офіцерів з Балтійського на Чорноморський флот. У схваленій резолюції Законодавча Рада категорично заперечувала українізацію Чорноморського флоту. Українізація на інших флотах таким чином була припинена, подекуди навіть шляхом ультиматумів та погроз. Так, лінійний корабель Північно-льодовитої флотилії «Чєсма» був змушений спустити українського прапора, оскільки портове керівництво відмовилося забезпечувати харчами лінійний корабель під українським прапором. Така ж доля спіткала і канонерський човен сибірської флотилії «Вьюга». Залога корабля на чолі із капітаном Злобіним була переведена на Чорноморський флот.
Відтоді Чорноморський флот мусив стати єдиним центром українського військово-морського руху. Користуючись підписаним 5 грудня перемир'ям між Росією та країнами Четверного Союзу, українізовані кораблі чорноморського флоту за наказом Генеральної Морської Ради протягом місяця почали проводити евакуацію з Трапезунда українських частин 127-ї пішої дивізії. В цій операції брав участь і лінкор «Воля». Ця евакуація була першою, та останньою операцією Республіканського Флоту Центральної Ради.
Більшовики ще з листопада розпочали активну агітацію, пік якої припав на початок грудня 1917 р. Вкрадлива агітація більшовиків, гасла світової революції, класової боротьби та інтернаціоналу розкололи єдність матросів Чорноморського флоту. Успіхові більшовицької пропаганди сприяла позиція тодішнього командувача флоту адмірала Немітца, який хоч і визнавав Центральну Раду, але восени та взимку 1917 р. став потроху схилятися до більшовиків.
Така поведінка командуючого довела до повної анархії, якою кримські більшовики дуже вдало скористалися. 30 листопада з Маріуполю було отримано телеграму військової ради 24 запасового полку: "Власть переходит в руки большевиков, которые, не считаясь с распоряжением Центральной рады, арестовали полковника, помогают этому матросы «Гневного», «Пронзительного» и «Капитана Сакена». Просим отозвать, которые мешают украинизировать полки, мешают населению. Немедленно выслать на помощь «П. Меркурия».
Більшовицька агітація ширилася. Вже 3 грудня 1917 р. всі кораблі мінної бригади, окрім міноносця «Завидний», підняли червоного прапора, опустивши як українські, так і Андріївські прапори. Як зазначає кандидат історичних наук полковник Лубенець А. В., після жовтневого перевороту відносини між українською стороною та російськими більшовиками надзвичайно загострились. Комуністи своїми соціалістичними прокламаціями змогли в значній мірі заразити більшовизмом більшість моряків чорноморського флоту, в тому числі і українців. Тоді більшовикам вдалося тимчасово дискредитувати керівництво Центральної Ради. Окрім того, більшовики для встановлення свого режиму почали застосовувати терор, який досяг свого апогею в кінці грудня 1917 р. Трохи менше ніж через рік подібна доля спіткала всі великі військові флоти світу — спочатку німецький, а потім англійський та французький. Український та російський флоти ставали в цій черзі першими жертвами більшовизму.

17 грудня 1917 р. Ленін заявив Центральній Раді свій ультиматум, який був відкинутий, після чого між Центральною Радою та Радянською Росією почалося відкрите воєнне протистояння. Отримавши звістку про ультиматум та оголошення війни більшовиками, крейсер «Пам'ять Меркурія» одразу надіслав до Києва радіограму:
Ультиматум Леніна — Троцького є грубе посягнення на право Української Народної Республіки. Прохаємо рішуче откинути. Протестуємо проти оголошення братовбивчої війни. Негайно сповіщайте, що нам робити».
У зв'язку із оголошенням війни УНР, обстановка в Севастополі загострювалася з кожним днем. Більшовики готувалися збройним шляхом захопити владу на флоті. 24 грудня 1917 р. більшовиками було захоплено стоячий в Севастополі український дредноут «Воля», на якому, не зважаючи на всі сигнали, телеграми та накази з українського морського відомства, того ж дня був піднятий червоний прапор. Його українська залога була розформована.
В цей же день, останні воєнні кораблі українського флоту, чиї залоги виявилися найстійкішими і не піддалися більшовицькій агітації і, зрештою, так і не підняли червоного прапора — крейсер «Пам'ять Меркурія» та есмінець «Завидний», через загрозу захоплення більшовиками, за наказом українського морського міністерства перемістилися в Одесу, що тоді фактично стала єдиним українським портом.

Багато українців та неприхильників більшовиків просто покинули Севастополь. Більшовик Зедін в ті дні писав:
Как на всем юге, так и в Черноморском флоте, благодаря провокационным приказам контрреволюционеров, сидящих в Раде, идет разложение в войсковых частях и оголение всего Черноморского побережья от воинских частей. По приказу Петлюры крепость Севастополь оставлена без гарнизона: уехали не только великороссы, но и украинцы. Крепость, пороховые погреба, мастерские брошены без охраны.
А вже незабаром місто охопила кривава хвиля червоного терору. В ході цих драматичних подій багато українських організацій в Севастополі було розгромлено, а чимало їхніх учасників — розстріляні. Севастопольське українське життя, не сприйнявши більшовизму, мусило тимчасово податися в запілля.
В цих надзвичайно складних умовах, коли між ворогуючими сторонами починав виростати серйозний збройний конфлікт, продовжувалася евакуація українських підрозділів з турецького фронту. 7 січня 1918 р. Генеральним секретаріатом на прохання Дмитра Антоновича було виділено 300 тисяч карбованців на закупівлю в Маріуполі палива для кораблів українського флоту, що знаходилися в Одесі, звідки останні здійснювали свої рейси до Кавказу з метою евакуації українських військ.
Однак і в Одесі ситуація поступово виходила з-під контролю. Як зазначає старший лейтенант Василь Пилишенко:

В Одесі щораз більшої сили набувала третя організація, тобто отих 35 тисяч злодіїв і «нальотчиків», з тією різницею, що до революції вони працювали потайки, а тепер явно і були озброєні з ніг до голови. Називали вони себе «Красною гвардією».

Назрівав серйозний конфлікт. В цій ситуації політичними неприхильниками більшовиків було обрано так званий «міський комітет десятьох», що мав забезпечувати порядок в місті. Лейтенантом Пилишенко, який в «комітеті десятьох» відповідав за адміністрацію міста, були організовані озброєні патрулі українських матросів, які наглядали за спокоєм:

Свою роботу я почав з того, що зажадав, щоб мені дали три вантажних авта. В кожному повинно бути по чотири скоростріли і по 10 матросів обслуги. На «вахті» по черзі було одно авто, а інші два «відпочивали». Якщо з якогось місця телефонували про грабіж чи іншого роду безчинство, чергове авто негайно спішило з допомогою. Такі випадки траплялися часто, особливо один був цікавий. Оті дезертири якось натрапили на великий склад французького коньяку. Виламавши двері, стали пробувати коньяк тут же на місці. В скорому часі тих аматорів коньяку зібралася така сила, що я послав туди одне авто, а потім друге. Не було ради, я мусив викликати пожежну команду і тільки холодною водою з брандспойтів удалося розігнати той натовп п'яних людей.

Так тривало до 3 січня 1918 р. Того дня в місті розпочалося відкрите більшовицьке повстання, яке спочатку вдавалося стримати. Але вже 17 січня 1918 р. збільшовизовані лінкори «Ростислав», «Три Святителі» та «Синоп» разом із крейсером «Алмаз» прибули з Севастополя в Одесу, та заявили українським кораблям свій ультиматум, після чого останні, перед націленими на них більшовицькими гарматами, змушені були спочатку заявити свій нейтралітет, а потім здатися. Через кілька днів, після жорстоких вуличних боїв між червоною гвардією та юнкерсько-гайдамацькими частинами Центральної Ради, Одеса остаточно опинилася під контролем більшовиків.
В ході січневих боїв за Одесу, більшовики також захопили корабельне майно Дунайської флотилії що тут знаходилося, а саме 3 канонірські човни, дивізіон бронекатерів, всю транспортну флотилію що тут дислокувалася, та тральщики (більшість з перерахованих кораблів зазначеної флотилії до захоплення вже стояла під українськими прапорами). Із цим закінчив своє існування Український Республіканський Флот.
Сумною виявилася доля і перших організованих українських морських піхотних частин. Окремий морський курінь ім. Сагайдачного весь загинув в ході боїв із більшовиками на вулицях Києва в січні 1918 р. Від інших українізованих морських частин, як згадував С. Шрамченко, мало що залишилось.
«…упали перші вартові українського моря. Кров'ю припечатали відродження княжного й козацького панування на Чорнім морі».

### Січневе військово-морське законодавство та військово-морська політика УНР (початок 1918р.).

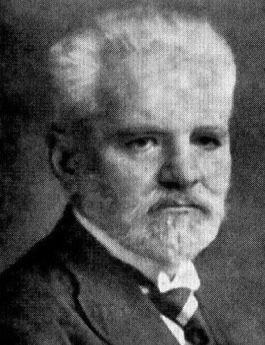
Дмитро Антонович, перший морський міністр УНР.

Та ця перша невдача не була кінцем українського флоту. Ще в грудні з Генеральної Морської Ради було організовано морське міністерство, на чолі якого став відомий громадський діяч Дмитро Антонович. В складі Генерального Секретарства Морських Справ працювало три офіцери: підполковник Володимир Савченко-Більський, який став директором канцелярії міністерства, підполковник Вадим Богомолець став юридичним консультантом, старший лейтенант Михайло Білинський став завідувачем контролю міністерства. Директором інженерно-механічного відділу став корабельний інженер Коваленко, в секретаріаті на різних посадах також працювали лейтенант Святослав Шрамченко, капітан другого рангу Євграф Акімов, капітан другого рангу Микола Місників, та багато інших видатних офіцерів. На початку 1918 р. на службу до українського міністерства вступили віце-адмірал Андрій Покровський, капітан першого рангу Володимир Шрамченко, капітан першого рангу Микола Максимів (за гетьмана — морський міністр), капітан другого рангу Озеров, капітан другого рангу Хомотиян, капітан першого рангу Степанів, та багато інших воєнно-морських фахівців.

Інженер Олександр Коваленко, директор інженерно-механічного відділу за часів Центральної Ради, визначний український революціонер, в 1905 році один із організаторів повстання на панцернику «Потьомкін»

Головним результатом діяльності міністерства стало прийняття морських законів від 2, 4 та 11 січня (т. зв. «Тимчасовий закон про флот») 1918 р., відтак в майбутньому виникала юридична законодавча база для утворення українського флоту. Автором цих законів був Володимир Савченко-Більський. Відповідно цих історичних законів: «Російський Чорноморський флот… проголошується флотом Української Народної Республіки…» та «Українська Народна Республіка переймає на себе всі зобов'язання російського уряду щодо Чорноморського флоту й щодо утримання флоту й портів».
Згідно з цими ж законами, на Український Чорноморський флот у майбутньому поширювався принцип добровільного найму на службу, також окремим параграфом закону від 11 січня (29 грудня за старим стилем) встановлювався перший воєнно-морський прапор УНР. В «Тимчасовому законі про флот» повідомлялося: «2. Прапором Української військової фльоти є полотнище о двох: блакитному і жовтому кольорах. В кряжі блакитного кольору історичний золотий тризубець з білим внутрішнім полем в ньому. 3. Прапором Української торговельної фльоти є полотнище в двох — , блакитному і жовтому кольорах». Зазначений прапор став першим офіційним українським воєнно-морським прапором ХХ сторіччя.

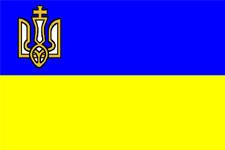
Прапор флоту УНР від 14.01.1918

Та закон від 11 січня, що був зроблений за участі морського міністра Д. Антоновича, був помилкою. Він проголошував, що Україні потрібен лише малий флот берегової оборони (а саме лише 2 броненосці та флотилія міноносців), решту кораблів тим часом планувалося демобілізувати. В умовах що складуться після 29 квітня, цей закон надовго загальмує розвиток національного флоту. Всі ці закони було оголошено 13 березня 1918 р., невдовзі по поверненню Центральної Ради в Київ. До того ж, на момент ухвалення, всі ці закони, як зазначає історик Я. Тинченко, тоді несли лише декларативний характер, оскільки весь флот на той момент ще був захоплений більшовиками.
Іншою великою помилкою уряду була відмова української делегації на Берестейській мирній конференції від території Криму як від частини УНР, через що в майбутньому, особливо на початку, виникало питання легітимності українських претензій на флот зосереджений у Севастополі.
Не зважаючи на відмову уряду УНР від Криму, представник українського морського міністерства Хоменко, даючи 26 лютого 1918 р. інтерв'ю турецькій газеті «Османський Ллойд» оголосив про приналежність українського півострова до Криму. Така ж сама інформація подавалася і в другому українському інтерв'ю в цій же газеті. Так кримська політика уряду та міністерства пішли різними шляхами.

### Відновлення флоту УНР в Одесі (березень-квітень 1918р.)
Боротьба з більшовиками тим часом тривала. Більшовицька агресія проти України змусила український уряд вести негайні пошуки союзника. В умовах що складалися, такими могли стати лише країни Четверного союзу. Заключивши в лютому мир із Центральними державами та заручившись їхньою військовою підтримкою, вже цілком незалежна УНР разом із своїми новими союзниками повела наступ проти більшовиків. Територія України поступово звільнялася, згодом з'явилася можливість відновити діяльність флоту. 13 березня союзними військами було звільнено Одесу та Миколаїв.
Тікаючи з Одеси, більшовики вивели в Севастополь захоплені ними в січневих боях крейсер «Пам'ять Меркурія» та есмінець «Завидний», також вони забрали із собою канонірський човен Дунайської флотилії «Терець», 4 бронекатери та деякі з транспортних суден. Ті кораблі що вони вивести не змогли (канонірські човни «Кубанець» та «Донець») із декількома бронекатерами, 20 тральщиками та транспортами були кинуті в Одеському порті. Тут же знаходилося 11 озброєних самохідних барж типу «Боліндер» (баржі за № 27, 432, 437, 447, 606 та шість інших барж, чиї номери невідомі), які потім були зараховані до Транспортної флотилії. Кораблі, що таким чином залишилися в Одесі, і стали першими воєнними кораблями заново відродженого українського флоту. Німецькі підводні човни, ще 26 березня 1918 р. отримали радіограму, що всі кораблі під жовто-блакитним прапором слід приймати за дружні.

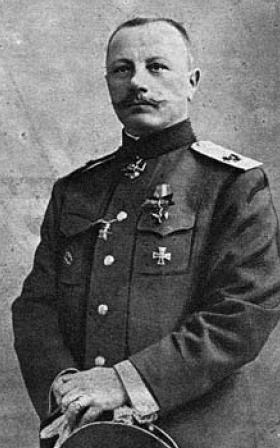
Віце-адмірал Андрій Покровський, адмірал Українського Державного Флоту, головний командир портів Чорного та Азовського морів, морський міністр Української Держави.

А вже наступного дня, 27 березня 1918 р., виходять накази про створення Дунайської та Транспортної флотилії. Дунайську флотилію очолив капітан другого рангу Хомотиян, транспортну — капітан першого рангу Степанів. Начальником відділу морських перевезень став капітан першого рангу В. Шрамченко, комендантом одеського воєнного порту — капітан другого рангу Озеров. 24 квітня 1918 р. головним комендантом портів Чорного та Азовського морів було призначено віце-адмірала А. Покровського (потім зі своїм штабом виїхав з Києва в Одесу). Багато досвідчених фахівців та морських офіцерів із колишнього російського флоту тоді ж перейшло на українську службу.
На той час морського міністерства як окремого відомства вже не існувало, позаяк 13 березня 1918 р. воно стало частиною воєнного міністерства. Обов'язки морського міністра перебрав на себе військовий міністр полковник Олександр Жуковський.

Останній, хоч і був прихильником нових революційних свобод, та за досить обмежений час перебування на посаді зміг багато зробити як для війська, так і для флоту. У його зверненні від 15 квітня 1918 р. «До моряків транспортної флотилії Чорного моря, які находяться на службі військової повинності з 1 березня 1918 року», зазначалося:
Війна скінчилась, настав час… ліквідувати той розлад і безладдя, які принесла держава з большевитськими прапорами… Народне міністерство морських справ закликає до громадянського почуття всіх чорноморців, які мусили покинути порти України, пропонуємо повернутися на свої місця і приступити до роботи на користь рідного краю, організуйте професіональні спілки для захисту своїх політичних і економічних прав й домагань. Підписав Морський міністр Жуковський».
Однак з огляду на складність загальної ситуації, великого майнового та організаційного безладу, що залишився після більшовиків, відтворений воєнний флот виявився майже бездіяльним, а тому не брав ніякої участі у подальших боях із більшовиками. Тральщики здійснили лише кілька виходів у море, щоб прийняти захоплені німецькими підводними човнами більшовицькі пароплави-призи.
22 квітня 1918 р. додатково в Одесі був створений Перший Український Гідроавіаційний дивізіон Чорноморського флоту (20 гідропланів), що став першою українською флотською авіаційною формацією. Як зазначає А. В. Лубенець, день 22 квітня 1918 р. можна вважати днем народження української морської авіації.

## День 29 квітня 1918р. в історії України і флоту
Звільнення України від більшовиків продовжувалося. Нарешті, коли в квітні 1918 р. українськими та німецькими військами було звільнено більшу частину Криму, влада більшовицьких комітетів в Севастополі остаточно похитнулася. Панувала цілковита дезорганізація, в Севастополі більшовики перебували в панічному стані. Вони почали залишати місто, тікаючи до Новоросійська та Керчі. Однак більшовики досі тримали сильні позиції в мінній бригаді, на крейсері «Алмаз», та на деяких інших окремих кораблях. Останні навіть здійснювали рейди на комунікації німецько-українських військ і татарських відділів.
Під час більшовицької окупації моряки-українці трималися осібно і поводилися досить незалежно. Більшовики не наважувалися вступати з ними у конфлікт, у Севастополі над помешканням Української Громади навіть висів український прапор. А звістка про те, що до Севастополя наближається українське військо, примусила бандитський елемент, який керував флотом, серйозно задуматися над своєю долею, а разом з тим дала змогу поміркованій матроській масі опанувати настроями команд кораблів. Влада більшовиків послабилася, містом прокотилася хвиля повстань проти більшовиків, політика та жорстокість яких викликала все більше невдоволення.

Відбилися ці події і на моральному стані моряків. Н. А. Монастирьов згадував:
Події останніх днів сильно змінили матросів. Вони зрозуміли, що їхні так звані «народні вожді» втекли з награбованими грошима та коштовностями, кинувши обманутих моряків на поталу долі. Матроси почали розуміти, що пішли за боягузами та покидьками вбивати своїх командирів, які всі роки війни першими йшли назустріч небезпеці. Як діти, що нашкодили, дивились теперь матроси на своїх офіцерів, очікуючи, що ті знайдуть вихід з того глухого кута, куди їх завели «революційні вожді».
І на флоті, як зазначає С. Шрамченко, таким чином знову почала потроху встановлюватися стара військова дисципліна. У середині квітня на чолі флоту постають капітан першого рангу Михайло Остроградський (свідомий українець, член Української Чорноморської Общини, нащадок гетьмана Данила Апостола) та адмірал Михайло Саблін (росіянин, невдовзі до того був випущений з тюрми, куди потрапив під час перебування більшовиків в Севастополі).
Тим часом, українці та моряки з Чорноморської Общини, відчуваючи послаблення більшовицького гніту, нарешті почали діяти сміливіше. У місті, що звільнялося від більшовиків, знову почав потроху заводитися український лад. У Севастополі знову з'явилася українська агітація, а деінде, в місті, та навіть на деяких кораблях, попри всі перешкоди знову були підняті жовто-сині прапори. Над першим українським крейсером «Пам'ять Меркурія», що був у січні захоплений більшовиками, та над деякими іншими кораблями в двадцятих числах квітня знову появився український стяг. Українська агітація швидко поширювалася, і мала успіх. Тоді ж, створений в останньому тижні квітня севастопольський комісаріат Української Народної Республіки та Рада Української Чорноморської Общини звернулися до жителів Севастополя із пропозицією прикрасити міські будинки українськими прапорами та вийти на демонстрацію в підтримку приєднання міста до УНР. А з 27 по 30 квітня біля будівлі Українського комісаріату на Нахимівській вулиці стояли довжелезні черги людей, що бажали прийняти українське підданство.
Українське та німецьке військо в цей же час поволі, не зустрічаючи жодного організованого спротиву, наближалося до Севастополя. 19 квітня 1918 р. наказом по Морському Відомству ч. 31 капітан другого рангу Микола Місників, що рухався до міста із військами отамана Болбачана, наперед оголошувався начальником оборони Кримського узбережжя та комендантом Севастопольської фортеці. В той же день на засіданні Ради Народних Міністрів в Києві було заслухано лист німецького посла барона Альфреда фон Мумма у справі Чорноморського флоту. Рада Народних Міністрів постановила: 1) доручити Голові Ради народних міністрів і міністру закордонних справ відповісти барону Мумму, що законом Центральної ради Чорноморський флот оголошений флотом Української Народної Республіки, що уряд України просить допомогти йому очистити флот од тих злочинних більшовицьких елементів, котрі захопили його, і привести флот до послуху Українському уряду; що проти германських військових сил український флот, як такий, не виступає; тому Рада народних міністрів зазначає, що ті кораблі, котрі зараз під орудою злочинних елементів виступають проти германських військових сил, вважалися морським призом; 2) послати телеграму Чорноморському флоту, що він не повинен боротися с германськими військовими силами.

Після того, голова уряду УНР Всеволод Голубович 20 квітня 1918 року надіслав на ім'я барона фон Мумма заяву:
Весь Чорноморський флот належить Українській Народній Республіці. Правда, деякі його частини перебувають поки що в руках банд, проти яких за допомогою ваших славних вояків ми ведемо боротьбу і надіємося скоро довести її до кінця. Виходячи з цього штадтпункта, я прошу Вас, Пане После, не змушуйте себе до надмірних заходів у боротьбі з бандами, які безсовісно захопили наші судна. Я прошу далі повідомити відповідні Ваші власті, що всі без виїмку кораблі Чорноморського флоту належать Українській Народній Республіці, не вважаючи на вчинки банд, які їх захопили, а через те ні в якому випадку не мають бути трактовані, як приз.
На флоті, тим часом, як згадує лейтенант Шрамченко, «кипіло». Команди кораблів Чорноморського флоту, як вже зазначалося на початку, складалися переважно з матросів української національності, які з наближенням українських військ до Севастополя змогли відверто виявити своє національне обличчя. Незважаючи на перешкоди і протести матросів російської національності, що найбільш уперто відстоювали ідеї Інтернаціоналу, на всіх кораблях почалися мітинги, на яких виносили постанови про те, що Чорноморський флот є флотом України. 22 квітня 1918 р., зусиллями моряків-українців було видано прокламацію Центрофлоту, у якій зазначалося про приналежність чорноморського флоту до УНР. Тоді ж по радіо було оголошено наказ адмірала Сабліна:
Всі кораблі, портове майно і укріплення, які розташовані на узбережжі, є власністю Української Народної Республіки. Тому скрізь де треба, наказую підняти український прапор.
Через день, 23 квітня 1918 р., коли німецькі війська та відділи УНР підходили до Сімферополя, капітан 2 рангу Місників віддав наказ підняти українські прапори не лише на кораблях, але і по всьому Кримському узбережжю та повідомив, що «всякий збройний напад проти УНР, її влади та майна, виступ окремих осіб і організацій вважається розбійним». Скоро в Севастополь для перемовин із керівництвом флоту прибула делегація УНР, яка домовилася про повний перехід флоту під український прапор. 29 квітня 1918 р. в 16:00, адмірал Саблін, який незадовго до цього погодився обняти посаду командувача, врахувавши настрої української більшості команд, нарешті офіційно оголосив весь чорноморський флот флотом УНР, та урочисто підняв українського прапора.

Підйом українського прапора 29 квітня 1918 року в інтерпретації художника Леоніда Перфецького

Святослав Шрамченко, що був свідком тих історичних подій, пізніше згадував:
»29 квітня 1918 року був чудовий день. Севастопольський рейд вилискував як люстро. В год. 16. флягманський корабель Чорноморської фльоти, лінійний корабель «Георгій Побідоносець» з наказу командуючого фльотою підніс сигнал: «Фльоті підняти український прапор!». На більшості кораблів почулася команда: «Стати до борту!». На цю команду, по-старому, як це було в бойовій Чорноморській Фльоті, не розбештаній ще революцією, стали моряки вздовж борту лицем до середини корабля. «На прапор і гюйс — струнко! Український прапор піднести!». Під сурми і свист підстаршин-моряків злетіли угору матроські кашкети, піднеслися над цілою Фльотою синьо-жовті прапори і залопотіли в повітрі. «Розійтись. Продовжувати працю!» — пролунала команда. Цей день, 29 квітня 1918 р., коли в год. 16. ціла Чорноморська Фльота виявила свою приналежність до своєї матері-України, став найвидатнішим днем Української Державної Фльоти і святом Українського моря.

Після того в Київ було надіслано відповідну телеграму, а до штабу німецьких військ — чисельну делегацію із моряків та севастопольських урядовців на чолі із капітаном першого рангу Вячеславом Клочковським (поляк), начальником дивізії підводних човнів.

## Вчинок адмірала Сабліна та його наслідки

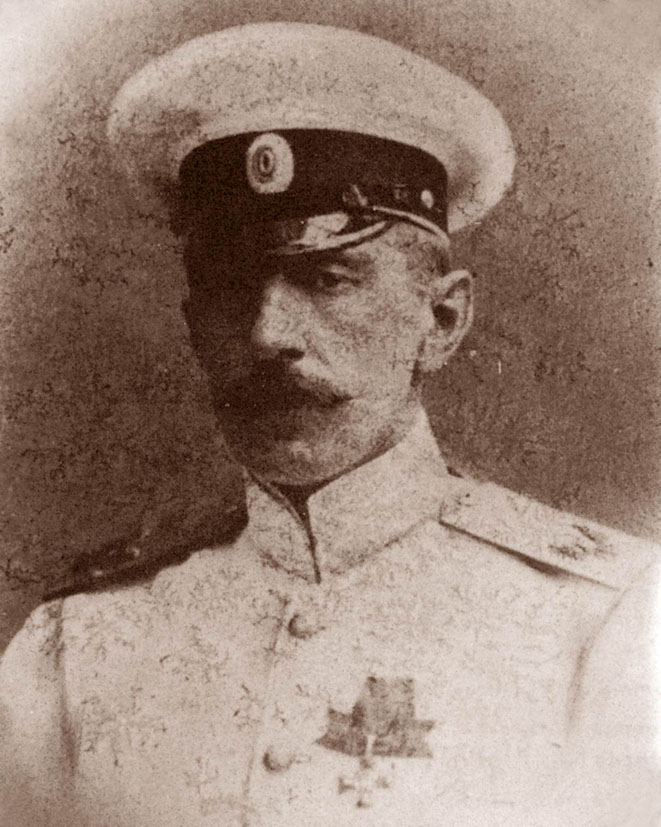
Адмірал Михайло Саблін, ком. Чорноморським флотом в грудні 1917 — квітні 1918 рр.

Та мінливість характеру адмірала Михайла Сабліна призвела до того, що більшовики під проводом лейтенантів Кукеля та Безсмертного, зберігши свій вплив над мінною бригадою, в ніч з 29 на 30 квітня під червоним прапором без всіляких проблем самочинно вивели 14 есмінців із кількома допоміжними кораблями та транспортами. Загалом в ту ніч з Севастополю під червоними
прапорами вийшли: «Пронзительний», «Керч», «Каліакрія», «Пилкій», «Поспішний», «Громкій», «Гаджибей», «Живой», «Жаркій», «Лейтенант Шостаков», «Капітан-лейтенант Баранов», «Сметлівий», «Строгій», «Стрємітельний», транспорти «Оксюс», «Херсон», «Ніколай», «Олександр Михайлович», а також десять бронекатерів. Всі вони на чолі із есмінцем «Керч» пішли в Новоросійськ, куди незадовго до цього моменту на розвідку були вислані яхта «Крєста» і гідрокрейсер «Імператор Траян».
Саблін, головне через свою політичну невизначеність, не захотів перешкоджати більшовикам, хоча мав для того в своєму розпорядженні всі засоби. Цей відхід був прямим порушенням умов Берестейського мирного договору, тому коли німецький генерал Роберт Кош дізнався про це, він наказав своїм військам захопити Севастополь. Він не мав, і не міг мати впевненості, що весь інший флот залишиться в Севастополі. Флотська делегація на чолі із капітаном першого рангу В. Клочковським, яка мусила німців запевнити в цьому, генералом Кошем не була прийнята лише через непорозуміння. Попередньо, Кош вислав радіограму до командувача німецько-турецьким флотом адмірала Ребейра-Пашвіца, аби той вислав до Севастополя ударне угрупування на чолі із крейсером «Гебен». Тоді ж німці, спираючись на урядове відмовлення Центральної Ради від території Криму, змусили українське військо вийти за межі півострова, після чого почали самостійний наступ на Севастополь.
Дізнавшись про такий перебіг подій, моряки флоту, особливо з тих, що раніше мали справи з більшовиками, серйозно захвилювалися за свою долю. Тоді більшовицькі агенти (зокрема сумнозвісний організатор масових розстрілів латиш Юрій Гавен) запевнили Сабліна та частину моряків, що німці, як будуть в Севастополі, то неодмінно захоплять собі увесь флот та влаштують репресії. Збаламучені більшовиками залоги дредноутів «Вільна Росія» та «Воля» вимагали від Сабліна вивести весь флот в Новоросійськ. Зрештою, адмірал Саблін піддався на ці умовляння, і, рятуючись від всілякої відповідальності, в ніч з 30 квітня на 1 травня сам вивів ці кораблі під «нейтральним» Андріївським прапором. Тоді ж він наказав всьому флотові переміститися до Новоросійська. Та до втікачів зі всього флоту приєдналося лише 3 міноносці — «Дерзкій», «Гнєвний» та «Беспокойний».
Саблін, віддаючи цей наказ, сподівався потім вирвати флот від більшовиків, і довести його, зрештою, до добровольців Денікіна. Однак, як відомо, це йому так і не вдалося (частку флоту в червні більшовики затопили в Цемесській бухті, а інша, відмовившись виконувати цей наказ, пішла в окупований німцями Севастополь).
Виходячи, з Севастополя, кораблі-втікачі потрапили під вогонь німецьких польових батарей, що розташувалися поблизу Костянтиновської батареї та Братського кладовища. Дредноути ніяких серйозних пошкоджень не отримали, але есмінець «Гнєвний» був підбитий німцями, через що той змушений був викинутися на берег. Рятуючись, більшовики намагалися нищити флотське майно, щоб воно нікому не дісталося. Прямо в порту ними було затоплено есмінець «Завєтний». Вони також намагалися вивести підводні човни, але українські моряки цього зробити їм не дозволили. Тоді більшовики на деяких з них зламали механізми.
Всі ж інші кораблі не пішли за адміралом Сабліним. В Севастополі під українським прапором залишилися 7 броненосців, 3 крейсери, 12 міноносців, всі гідрокрейсери, допоміжні кораблі та дивізія підводних човнів. Відмова українських моряків підкорятися таким наказам Сабліна стала головним результатом українізації та півторарічної діяльності Української Чорноморської Общини, доктрина якої найближче тоді стала до повного виконання. Не зважаючи на подальший розвиток подій, день 29 квітня зафіксував появу на міжнародній арені українського чорноморського флоту, став справжнім тріумфом національної волі, на довгі роки ставши святом Українського Державного Флоту.
В цій ситуації, коли зрада Сабліна вже остаточно вияснилася, командування флотом на себе перебрав капітан першого рангу Михайло Остроградський, який із штабом розташувався на штабному лінкорі «Георгій Побідоносець». Та саме відхід більшовизованої частини флоту дозволив німцям легітимно захопити весь український чорноморський флот що залишився в Севастополі. Командуючий флотом Саблін, своїми вчинками прямо порушив умови Берестейського мирного договору і виставив порушником цих умов весь Чорноморський флот.

Лінійний корабель «Юрій Побідоносець» під німецьким прапором, травень 1918 року.

Не забували німці і про відмову УНР від території Криму, що також зіграло свою негативну роль — відтак ще й виходило, що флот поки що не міг вважатися українським. Справдилися найгірші сподівання українців. 3 травня генерал Р. Кош оголосив весь флот тимчасово полоненим, змусивши українських моряків під гарматами німецько-турецьких крейсерів «Гебен» та «Гамідіе» полишити свої кораблі. Німці, оголосили кораблі призами та виставивши на них свої озброєні караули, підняли свої прапори. У ситуації що склалася, справу із флотом за попередньою домовленістю мав вирішувати призовий суд (втім цю справу німці примусово відтягували, щоб більше скористатися із захоплення кораблів; зрештою, він так і не був організований). При цьому генералом Кошем оголошувалося, що весь Чорноморський флот є інтернований до кінця світової війни, і лише після цього буде переданий Україні.
До всього цього, в кінці квітня Україну охопив морок політичної кризи, що не могло не відбитися на моральному стані українського війська, яке почало повільно розкладатися. Хитрі союзники, не гаючи часу, скористалися з всього цього безладу, та по всій країні почали захоплювати собі різне військове майно. Загалом же, таке гнітюче положення, коли на флоті панували самі німці, зберігалося майже цілий травень.

## Флот Української Держави (травень — грудень 1918р.)

### Воєнно-морська політика Української Держави

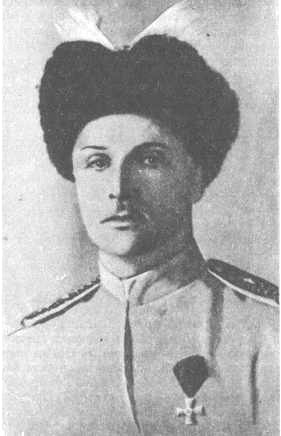
Павло Скоропадський — гетьман усієї України, верховний воєвода армії і флоту Української Держави

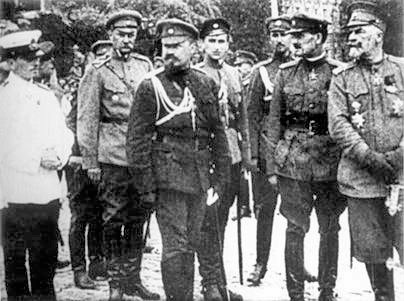
Службовці воєнного міністерства Української Держави — Микола Лаврентійович Максимов (крайній зліва, в білій українській морській формі) і воєнний міністр генерал Олександр Рогоза (крайній справа).

В той же день 29 квітня, коли флот підняв українського прапора, в Києві відбувся переворот генерала Скоропадського, що оголосив себе гетьманом України. Новий одноосібний володар України, хоч і не пов'язав свого життя із флотом, але за характером був затятим мореманом, що відтак дуже позитивно відбилося на подальшій розбудові українського флоту.
Гетьман дуже полюбляв річкові подорожі зі своєю родиною, та купання Дніпром. Ці подорожі були гетьманові, як він сам згадував «єдиним моїм відносним видом відпочинку, який я собі дуже рідко дозволяв». Ці захоплення гетьмана, враховуючи початкову невирішеність тодішньої ситуації із українським флотом, іноді приймали досить комічні форми. Одного разу, в травні 1918 р., гетьман наказав на маленькому дніпровському пароплаві підняти штандарт гетьмана — адмірала українського флоту, за участю почесного караулу, з музикою, та артилерією в його присутності. Однак це зустріло рішучий спротив зі сторони товариша міністра іноземних справ Олександра Палтова. Останній доводив, що флоту в Україні поки що немає, а тому такі заходи зайві. Зрештою, церемонію було проведено тихо, а на пароплаві було піднято простий родовий прапор Скоропадських. Тоді Палтов іронічно назвав гетьмана «адміралом барок на Дніпрі». Однак вже скоро ситуація із українським флотом виправилася, і гетьмана так називати більше ніхто не наважувався.

Звичайна цікавість гетьмана до флоту виявилася також під час його вересневого візиту до Німеччини, коли в ході своєї подорожі гетьман завітав до Кіля, в гості до командувача Балтійського флоту адмірала принца Генріха Прусського, молодшого брата кайзера Вільгельма. Там гетьману були улаштовані екскурсії німецькими кораблями. Гетьман затим з великим теплом згадував, що
…я їздив на підводному човні, причому він маневрував та занурювався на глибину. Я ніколи цього не бачив, мені, все це здавалося дуже цікавим […] Після того під звуки «Ще не вмерла Україна», я перейшов на пароплав, і мене познайомили з Кільським каналом».
Вищеперераховані факти яскраво свідчать, що гетьман був далеко небайдужим до флоту, його проблем та подальшої долі. Він, як професійний військовий чудово розумів місце й значення флоту в процесі державотворення. Новий уряд Скоропадського, на відміну від розбурханої соціалістичними ілюзіями Центральної Ради реально намагався збудувати сильне українське військо, подолати та пом'якшити обставини, що спричинили захоплення німцями українського флоту. Зрештою, це частково йому вдалося.
Із зайняттям німецьким військом Севастополя закінчився революційний етап становлення українського флоту і починався зовсім новий етап, етап становлення регулярного гетьманського флоту. Саме за Гетьманату організація морських справ входить в регулярні рамки. Фактично, після 29 квітня всю морську справу довелося починати спочатку. Прийшовши до влади, Павло Скоропадський одразу ж взявся за нову розбудову українських збройних сил. У перші ж дні гетьман реорганізував воєнне міністерство.

Військовим та одночасно морським міністром гетьман поставив генерала Олександра Рогозу. За гетьмана морське відомство як і в часи Центральної Ради було частиною воєнного міністерства. Воно було виділено в окремий орган військового управління лише в листопаді 1918 р., із поверненням всього флоту до української розпорядності. Морське відомство більшу частину 1918 р. знаходилося під головуванням товариша морського міністра капітана першого рангу Миколи Максимова. Цей видатний офіцер, як згадував гетьман
…був щиро вірний своїй праці та прикладав всіх зусиль, щоб як-небудь зібрати залишки того колосального майна, яке ще так недавно являв собою наш Чорноморський флот.
Як зазначає А. В. Лубенець, в загальному вигляді українське морське відомство складалося з наступних структур: головний морський штаб, генеральний морський штаб, головна морська господарська управа, головний відділ кораблебудування, головна морська медично-санітарна управа, головна військово-судочинна управа, особливий відділ воєнно-морської освіти та канцелярія міністра. Загалом, організація морського відомства наслідувала російський зразок.
Відбудова українського флоту відбувалася за надзвичайно складних повоєнних економічних та юридичних обставин. Захоплення кораблів українського флоту в Севастополі 3 травня, хоч і було юридично виправдане з німецької сторони, але це зрештою, викликало таку напругу взаємин між Україною та Німеччиною, що незважаючи на призначення до Києва німецького військово-морського аташе, такий же представник в Німеччину своєчасно так і не був призначений.
При цьому гетьман сподівався і рішуче наполягав на беззаперечному та швидкому поверненні під свою юрисдикцію всього Чорноморського флоту. Саме тому Воєнним міністерством Української Держави і урядом продовжували найматися кадри досвідчених морських офіцерів, техніків і фахівців, надавалися значні кошти на підтримання в порядку чорноморських портів. Загалом же, на службу до українського флоту перейшло більше ніж 50 % колишнього офіцерського складу Російської Імперії.
Однак коли в червні видалися зручна можливість повернення Україні флоту, то на перешкоді до повернення флоту спочатку стали старе морське законодавство Центральної Ради та кримське питання, крім цього, німці мали свої плани щодо захопленого ними флоту. Не зважаючи на ці несприятливі обставини, уряд Української Держави наполегливо домагався передачі всього флоту в Севастополі та берегових укріплень, і зрештою, німці, незважаючи на свої попередні заяви про інтернування флоту до кінця війни, почали поступово повертати морське майно.

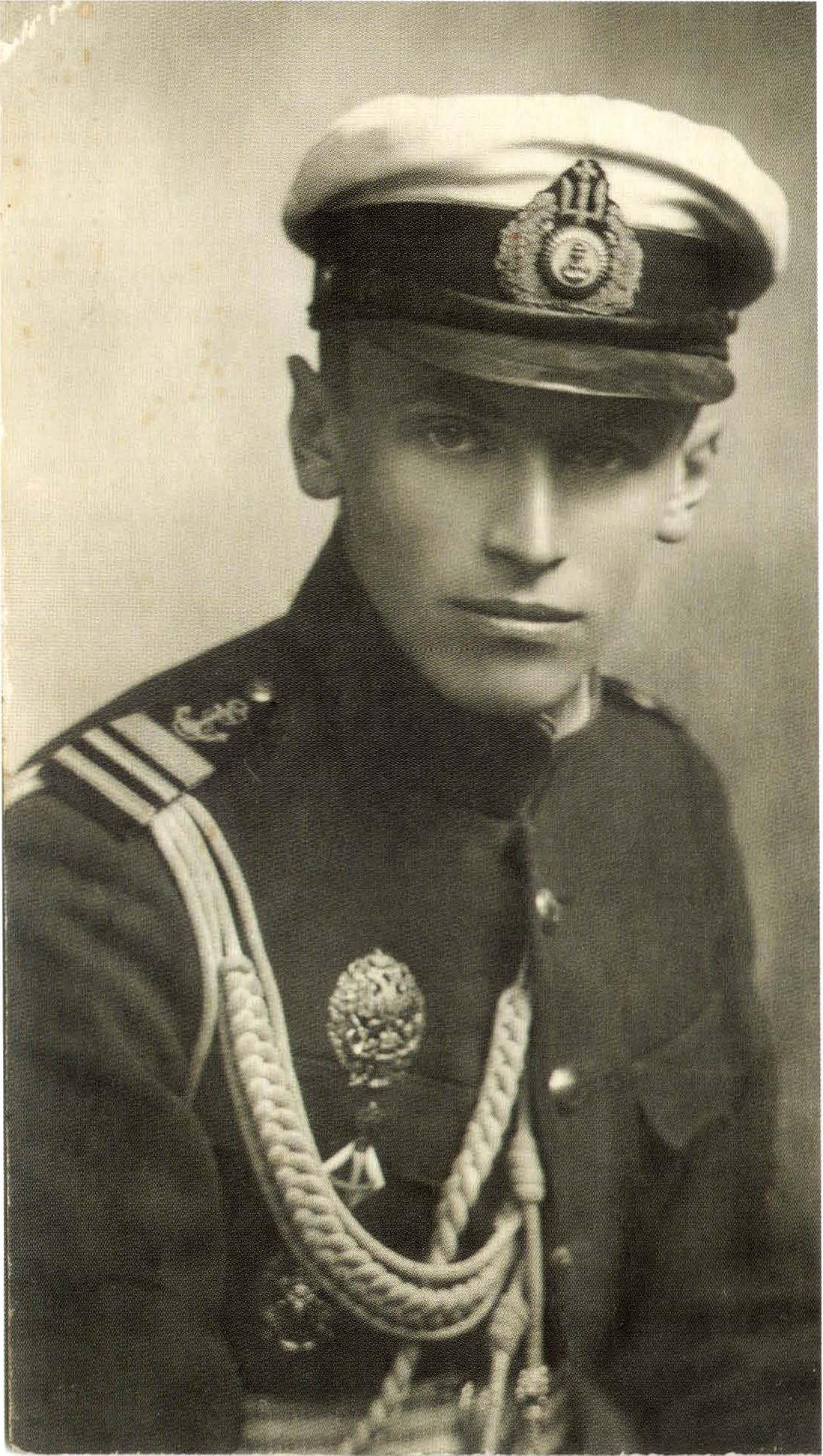
Лейтенант Святослав Шрамченко, активний учасник українізації на балтійському флоті в 1917 р., за часів Гетьманщини та Директорії — постійний ад'ютант морських міністрів Української Держави та УНР, в 1919 р. деякий час виконував обов'язки морського міністра. Автор багатьох спогадів та воєнно-історичних праць.

Але влітку з тих кораблів була повернена лише порівняно невелика кількість воєнних кораблів (лише 2 крейсери та один старий броненосець), при тому обумовлювалося, що в разі потреби, німецьке командування може знову включити ці кораблі в склад свого флоту. На всіх інших кораблях, що не використовувались німцями, поступово знову були підняті українські прапори, однак кораблі все одно залишалися під німецьким контролем, і могли бути включені в склад дієвого німецького флоту в будь-який потрібний для німецької сторони момент. Зрештою, восени німці все-таки включили до складу свого флоту додредноути «Св. Євстафій», «Іоанн Златоуст» та лінкор «Воля», планували ввести в склад свого флоту крейсер «Кагул», який тоді використовувався українським флотом як рятівний корабель. Есмінці були включені до складу німецького флоту ще раніше.
У цей же час було розглянуто проблему торговельного флоту та кораблів, що були мобілізовані за війни. Було утворено безліч різних демобілізаційних комісій з питання роззброєння та повернення торговельних пароплавів своїм колишнім власникам. Багато кораблів нарешті опинилося в руках своїх колишніх господарів. Процес демобілізації та повернення кораблів тягнувся аж до кінця Гетьманату.
Досягнуті результати не задовольнили гетьмана та його співробітників. Повернення всіх інших кораблів в Севастополі стало предметом тривалих перемовин. Зрештою, як зазначає дослідник Гетьманщини Павло Гай-Нижник, вже наприкінці літа 1918 року німці почали схилятися до того, аби повернути Україні весь Чорноморський флот. Проте при цьому було висунуто умову, щоб Український флот вийшов під українськими прапорами в Середземне море для збройної демонстрації проти Антанти. Звістка про можливий похід українського флоту поширилася і за кордон. В американському українському часописі Свобода, ч. 74 за 22 червня 1918 р., є замітка про те на першій шпальті під назвою «Співучасть чорноморської фльоти у боротьбі проти аліянтів». Треба мати на увазі, що ця звістка в певній мірі схвилювала керівництво Антанти, адже це означало б відкритий перехід гетьмана на сторону Четверного Союзу. Однак така вимога була відхилена гетьманом, хоч в Україні і були прихильники цієї ідеї, зокрема цього дуже бажав товариш морського міністра Микола Максимов.
Тоді проблему повернення Українській Державі чорноморського флоту було вирішено з іншої сторони. В другій половині серпня 1918 року до Берліна як воєнно-морський агент виїхав капітан першого рангу Юрій Свірський. З ним також виїхали до Берліну найвищі чиновники Української Держави — голова ради народних міністрів Ф. Лизогуб, та товариш міністра іноземних справ О. Палтов. Повноваження українських послів передбачали ведення переговорів із німецьким урядом щодо передачі Українській Державі всіх військових кораблів Чорноморського флоту, що були в Севастополі. До списку кораблів які повинні були перейти під український прапор було внесено: дредноут «Воля», крейсер «Кагул», 11 міноносців, група підводних човнів, 7 лінійних кораблів («Пантелеймон», «Євстафій», «Іван Златоустий», «Ростислав», «Три Святителя», «Сіноп», «Юрій Побідоносець»), транспортні та допоміжні судна. Тоді ж українськими послами також було успішно укладено декілька важливих угод із німецькими фахівцями із відомої корабельні «Блом і Фосс».
Окремо слід зазначити, що в цьому списку, що наводить професор Дмитро Дорошенко (тоді — міністр іноземних справ) немає крейсера «Пам'ять Меркурія», адже цей корабель оминаючи німецьку окупацію, до того моменту вже був остаточно повернений до складу українського флоту, без можливості дальшої реквізиції німецькими військами в своїх потребах.

У результаті серпневих перемовин, німці погодилися передати Україні весь флот, але сталося так, що передача кораблів в Севастополі затягнулася аж до поразки Німеччини в Світовій війні. Гетьман згадував:
...поїздка ця в Берлін дала добрі результати, і питання Криму й флоту, здавалося, були вирішені на нашу користь[…] Із флотом справа також нібито налагоджувалась […] однак німці, як виявилось, пов'язували це з питанням розрахунку наших грошових зобов'язанностей із Німеччиною.
За повернення флоту, німці запропонували гетьманові заплатити 200 мільйонів карбованців. Гетьман саме готувався це зробити, але міністр фінансів Ржепецький відмовив його від такого кроку.
Значно пришвидшив процес повернення флоту лише вересневий урядовий візит гетьмана до кайзера в Берлін (одразу після завершення цього візиту Україні було передано дивізії з 17 підводних човнів, 23 тральщиків та 23 катерів-нищителів).
На час вирішення всіх проблем із флотом в Севастополі, головним морським центром України ставала Одеса. 6 липня 1918 р. в Одесі з кораблів Дунайської флотилії була організована українська бригада тралення (2 канонірські човни та 20 тральщиків) під командою капітана першого рангу Олександра Гадда, яка протягом місяця виконала успішне тралення Одеського рейду, Дніпрово-Бузького лиману та його околиць.
У цей же час, морським відомством велася важлива підготовча робота. На основі «Тимчасового закону про флот УНР» розроблявся новий закон про флот, який остаточно закріплював право УНР на чорноморський флот (Закон буде прийнято вже при Директорії). Виробляються і законодавчо проходять «Положення про корпус старшини воєнно-морського санітарного відомства», «Положення про воєнно-морських агентів за кордоном», «Положення про демобілізацію кораблів торговельної фльоти», «Штати Лоцмайстерських дистанцій», «Штати корпусу морської охорони побережжя», «Положення про раду Морського Міністра» та багато інших. 23 травня 1918 р. Скоропадський видав наказ «Про початок формування бригади Морської піхоти в складі трьох полків для несення служби».

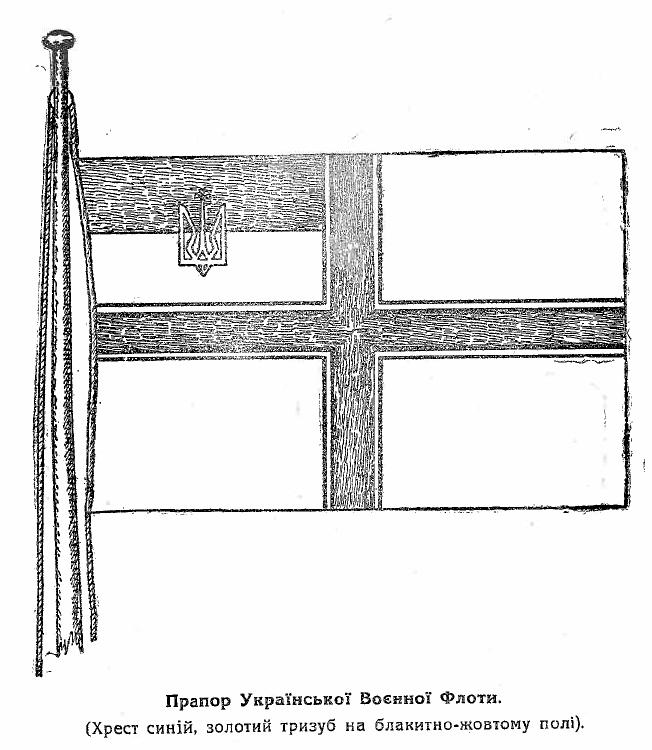
Воєнний прапор Української Держави та УНР від липня 1918 р.

15 липня був виданий закон про флотські уніформи, які спеціальним наказом були введені 10 вересня того ж року, а 16 липня гетьманом був затверджений новий військово-морський прапор, який і до сьогодні, будучи одним з найстаріших клейнодів української армії, в злегка зміненому вигляді є українським воєнним прапором. Оригінал опису нового флотського прапора звучав:

«Військовий прапор Украінської Держави — білий прапор з рівним синім хрестом, якій ділить прапор на чотири рівних частини. Ширина хреста — 1/11 всеї довжини прапора. Відступивши 1/8 ширини хреста, проходить кругом нього такої ж ширини (і.г. теж 1/8 ширини хреста) синя смужка, крім тих його боків які прилягають до крижа. В крижі ж теж відступивши 1/8 ширини хреста від його боків міститься національний прапор Держави, (складений з блакитної і жовтої горизонтальних смуг), в центрі якого міститься золота печатка Св. Володимира такої ж ширини як хрест і в 1 ½ рази вище своєї ширини. Прапор шиється з матерії відповідного кольору, а печатка малюється бронзовою фарбою».

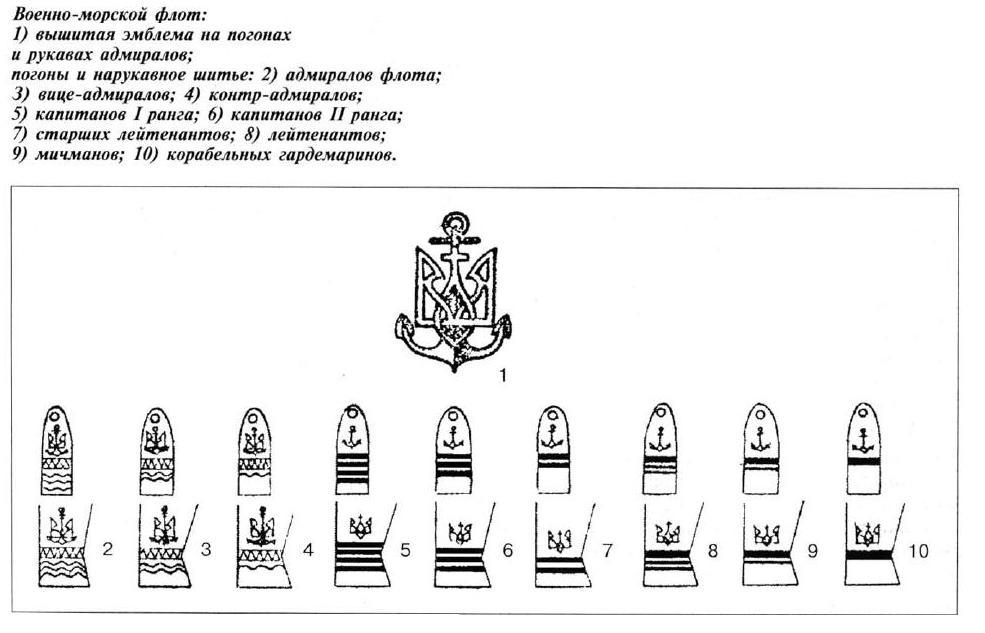
Елементи нарукавних відзнак з уніформ Українського Державного Флоту

Хрест над тризубом був збережений «яко традиція, що походить від того хреста, який був на запорозьких прапорах, під якими вони плавали на чайках Чорним морем у дні далекої славної минувщини», а прямий синій грецький хрест на прапорі, повторював мотиви старої козацької корогви, символізуючи славу Чорноморської флотилії Війська Вірних Козаків, яка в кінці XVIII сторіччя уславилася в боях за Очаків, Одесу та Ізмаїл. 17 липня 1918 року товариш морського міністра Максимов надіслав міністрові іноземних справ Дмитрові Дорошенку опис та малюнок цього прапора. Однак, як те видно із різних спогадів, в українській флотській практиці в 1918 році поруч із новим прапором ще тривалий час використовувалися старі республіканські і навіть звичайні національні прапори.

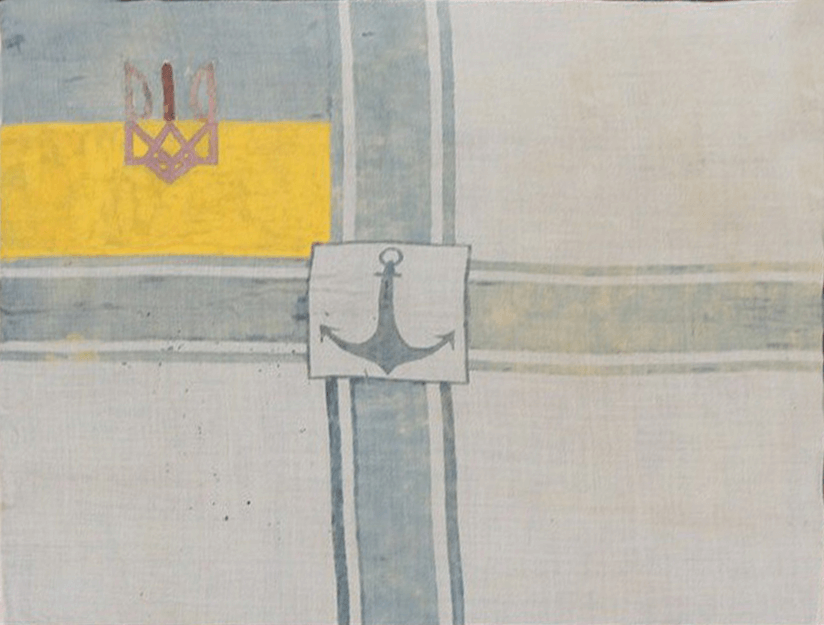
Оригінальний прапор морського міністра Української Держави, що був збережений лейтенантом Шрамченком. Затверджений у вересні 1918 року

17 вересня 1918 р. окремими наказами також були встановлені посадові воєнно-морські прапори та вимпел (майвець) флоту, про що були негайно сповіщені всі великі морські держави світу. Доктор Роман Климкевич у своїй статті з цього питання повідомляє:

«Про встановлення нової майви для українського флоту було повідомлено своєчасно і як слід великі морські держави. Від д-ра О. Нойбекера, передового німецького геральдиста і генерального секретаря геральдично-генеалогічного наукового товариства „Дер Адлер“ у Берліні, знаємо, що в архіві цієї ж установи зберігається лист від німецької мореплавської технічної комісії на Чорному морі від 26 вересня 1918 р., в якому стоїть між іншим (подаємо в дослівному перекладі): „…українське військово-морське міністерство повідомило, що встановлено білий майвець з синім рівностороннім хрестом у накутнику. Висота хреста рівняється ширині майовця“

Тоді ж вперше порушилося питання відкриття українських воєнно-морських закладів. Розроблявся проект утворення в Миколаєві Морського Кадетського Корпусу та Гардемаринської Школи, що від жовтня 1918 року мали відкритися під головуванням контр-адмірала Сергія Фролова. Питаннями українських воєнно-морських закладів також відав старший лейтенант Володимир Афанасіїв, начальник Гардемаринського відділу навчальної частини Головного Морського Штабу, колишній командир роти гардемарин в Петрограді. Від вересня 1918 р. в розпорядженні гардемаринського відділу знаходився канонірський човен «Кубанець», раніше приписаний до Української Бригади Тралення. Цей корабель, що базувався в Одесі, став першим українським навчальним кораблем ХХ сторіччя.
Як і кожна велика морська держава, від серпня Українська Держава, згідно із законом від 4 липня «Положення про воєнно-морських агентів за кордоном» почала розсилати по різних країнах своїх воєнно-морських аташе та морських агентів. В Німеччині представником українського міністерства був капітан першого рангу Юрій Свірський, в Австро-Угорщині — капітан другого рангу Дашкевич-Горбацький, в Румунії — капітан першого рангу Бачманів, в Болгарії — адмірал Веселкін, в Туреччині — капітан першого рангу Зарудний. Останній, із великою урочистістю вирушив 23 жовтня 1918 р. в складі української дипломатичної місії до Константинополя, що стало однією з найпомітніших подій українського воєнно-морського життя. В майбутньому проектувалося завести українських морських аташе в Радянській Росії, США та Японії.
Стосовно кримського питання, по перевороту одразу відбулася зміна політичного курсу — гетьман та його урядовці вважали півострів невід'ємною частиною Української Держави. Враховуючи вимоги та настрої місцевого населення, гетьман планував надати Криму територіальну автономію. Але у кінці червня німці, явно на перешкоду гетьману (однак формально слідуючи умов Берестейського миру), організували тут кримський краєвий уряд генерала Сулькевича (литовський татарин), що хотів для Криму незалежності. Втім ніякої реальної влади на Кримі Сулькевич не мав. Зокрема, наказом від 1 липня 1918 р. ч. 129/10 пояснювалося, що всі старшини і підстаршини флоту, які зараховані до резерву українського флоту, можуть перебувати в Севастополі і в Криму все одно, що на території самої України. Після того, як Скоропадський в серпні оголосить економічну блокаду півострова, Сулькевич остаточно розгубить більшу частину свого колишнього політичного авторитету і погодиться на автономію.

Святослав Шрамченко згадував про Крим:
Українське Морське Відомство, базуючись на здоровому державному розумі, ніколи не дивилося на Крим, як на якусь, окрему від України, землю і не рахуючись з існуванням бутафорного кримського краєвого уряду ґен. Сулькевича, безупинно і неухильно провадило українську воєнно-морську політику у Криму, розпоряджаючись чорноморською флотою в тій чи більшій мірі, що зрештою поступово все більше і більше допускало німецьке окупаційне командування.
Більше того, як зазначає Святослав Шрамченко, з оголошенням чорноморського флоту власністю України, український уряд прийняв на себе всі права і обов'язки, зв'язані з цим, тому він не тільки не зупинявся над видатками на різні порти України, в тому числі і кримські, але часом задовольняв навіть вимоги чужих портів, хоч і ліквідаційні, наприклад, грузинського порту Батума, особистий склад якого в більшості вступив на службу в український флот.
Восени 1918 року в українському флоті почалися перші зміни корабельних назв. Першим був перейменований канонірський човен «Кубанець», що 17 вересня став «Запорожцем». Пізніше крейсер «Пам'ять Меркурія» став «Гетьманом Іваном Мазепою». Катери-нищителі та тральщики що базувалися в Севастополі, 15 вересня 1918 р. отримали нові цифрові індекси. Перейменовувалися і деякі інші кораблі. Криголам № 2 з кінця 1918 р. іменувався «Гайдамак», № 3 — «Джигіт».
Не зважаючи на те, що всі кораблі флоту через цілу низку політичних причин влітку 1918 р. повернути так і не вдалося, станом на 20 вересня 1918 р. Український Державний Флот можна вважати другим за військовою міццю чорноморським флотом (після німецько-турецького), випереджаючи Румунію, Болгарію, Радянську та Білу Росію. Українському флотові прямо належали тоді 2 крейсери (з них, фактично, — один), 2 канонірських човни, 1 старий штабний броненосець, 17 підводних човнів, 27 бронекатерів та близько 40 тральщиків.
Весь інший воєнний флот, не рахуючи кораблів, що німецьке командування тимчасово собі реквізувало (9 есмінців, деяка кількість сторожових пароплавів, плавуча майстерня, два нових додредноути і один дредноут), також знову опинився під українським прапором, однак ці кораблі повністю контролювалися німецьким командуванням, та могли бути включені в склад німецького флоту в будь який потрібний для німецької сторони момент. Сухопутні та прибережні комунікації охоронялися 3 полками морської піхоти неповного складу. Флотська авіація, що базувалася в Одесі, нараховувала 20 гідропланів.
З того часу зародження українського флоту стає геополітичною реальністю. Головний внесок в розбудову військового флоту Української Держави зробив саме гетьман Павло Скоропадський. Відновлення воєнного флоту загалом мало дуже велике значення для кінцевого затвердження на світовій арені Української Держави, яка під кінець свого існування була вже визнаною по всій Європі.

### Німецько-український флот у Севастополі

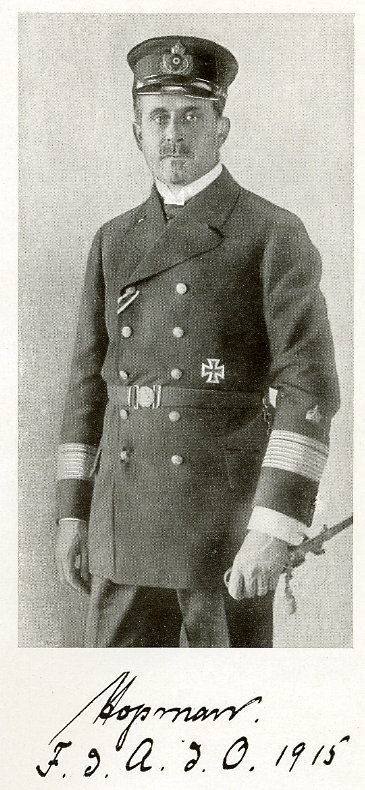
Контр-адмірал (пізніше віце-адмірал) Альберт Гопман, німецький воєнно-морський атташе в Українській Державі, голова навігаційно-технічної комісії в Севастополі. На перших часах німецької окупації Севастополя зосередив більшу частину влади в своїх руках.

На початку травня весь флот, що перебував в Севастополі, цілком опинився під німецьким контролем. Більшовицька окупація змінилася окупацією німецькою. Як вже зазначалося, процес розбудови флоту значно ускладнювали наслідки політики уряду Центральної Ради, а саме недосконале січневе морське законодавство та невизначений статус Кримського півострова. Лише із часом, після активних зусиль та протестів з боку українського морського міністерства та самого гетьмана, німці почали передавати Українській Державі військові кораблі що тут знаходилися.
Спочатку було вирішено справи із торговельними пароплавами. 8 травня німці організували міжнаціональну навігаційно-технічну комісію (Nateko) на чолі з адміралом Альбертом Гопманом, яка вирішувала всі питання стосовно руху та переміщень кораблів, в тому числі і торговельних, в Севастополі та по всьому Чорному Морю. В неї увійшли також і представники Української Держави. Представником Української Держави в навігаційно-технічній комісії був капітан першого рангу князь Карл Лівен.

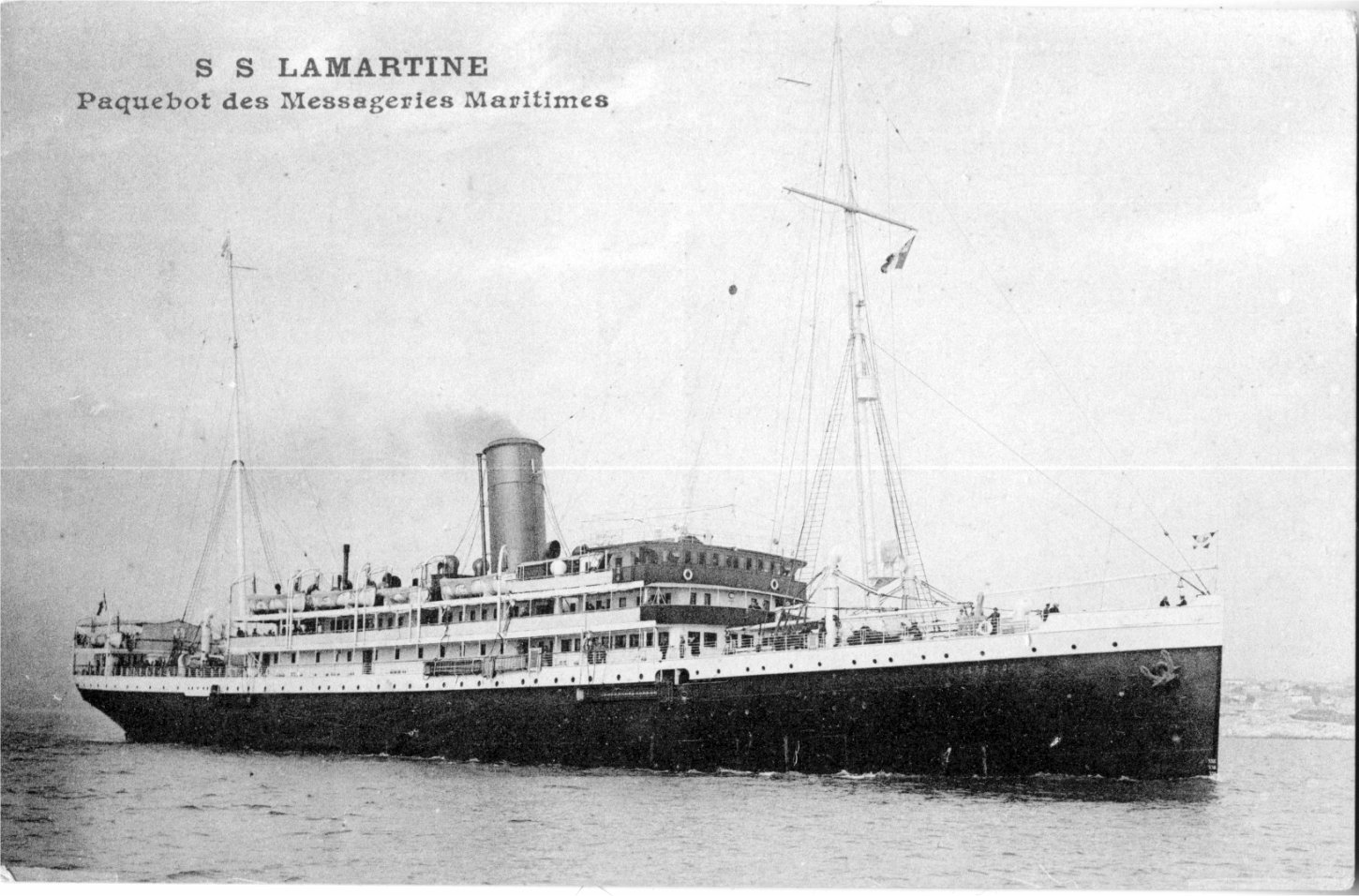
Вантажопасажирський лайнер «Олександр Перший», що за часів Гетьманату належав до українського торгового флоту.

Нарешті, в кінці травня, із торговельним флотом в Севастополі, що дотепер перебував під цілковитим німецьким контролем, почали відбуватися перші позитивні зміни. 20 травня Адмірал Покровський домігся повернення під український прапор трьох великих кораблів, що за війни були мобілізовані до складу військового флоту. Пароплави «Микола І», «Петро Великий» та «Олександр І», що до війни належали РОПіТ, згідно із чинним законодавством були роззброєні та повернені в український торговельний флот. Взагалі ж, на час самостійності Української Держави в українському торговельному флоті було 6 великих пароплавів місткістю 9155 тонн.
У другій половині 1918 р. українським власникам зусиллями членів навігаційної комісії було повернено близько 40 торговельних кораблів, що за війни були зараховані до військового флоту. Всі портові та лоцманські кораблі, окрім тих що тимчасово використовувалися німцями в своїх цілях, також стали власністю Української Держави. Однак через великі обсяги роботи та зважаючи на загальну зайнятість комісії, справа із передачею власникам майже сотні інших мобілізованих торговельних кораблів затягнулася аж до листопада 1918 р, і, зрештою, ця проблема вирішилася сама собою вже після кінця війни та поразки Німеччини.

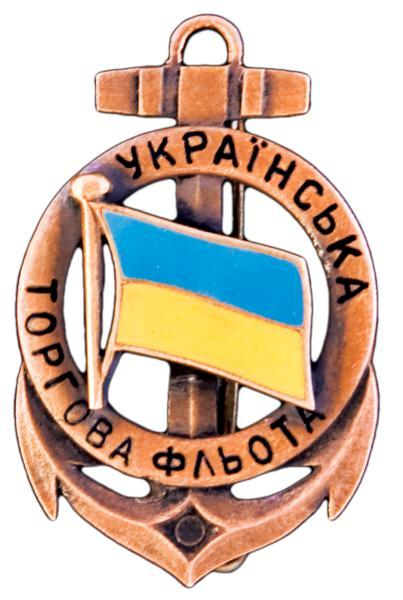
Нагрудна відзнака українського торгового флоту

Вирішилася також проблема із іноземними пароплавами. Румунії за Бухарестським мировим договором поверталися три гідрокрейсери-лайнери («Імператуль Кароль», «Дакія», «Принчипесса Марія»), що були румунськими реквізованими пароплавами, що їх з 1916 року викупив та мобілізував царський уряд. 19 інших німецьких, турецьких, болгарських та румунських торговельних кораблів, що за війни були затримані та стали морськими призами, протягом літа 1918 р. було повернено своїм колишнім власникам.
Трохи інакше складалися справи з воєнним флотом, який через відхід збільшовизованих есмінців та ескадри Сабліна був оголошений інтернованим до самого кінця світової війни. Прибравши до рук владу в Севастополі і зайнявши своїми вартами всі воєнні кораблі, німці організували вивіз різних потрібних для себе воєнних матеріалів, через що між представниками українського уряду та німецькою військовою владою постійно, особливо на початку, виникали гострі конфлікти. 13 травня німці самочинно, без попередніх узгоджень з українською стороною повернули туркам крейсер «Прут», колишній турецький «Меджидіє», що затонув на мінному полі біля Одеси 24 червня 1915 р..

Тим часом в Севастополі організовувалося офіційне українське воєнно-морське представництво. 21 травня 1918 р. був виданий наказ наступного змісту:
По наказу Ясновельможного Пана Гетьмана Всієї України капітан І ранги Михайло Остроградський призначається офіційним представником Морського Міністерства Української Держави до м. Севастополя для зв'язку з германським командуванням на Кримі по питанням, котрі торкаються: воєнних кораблів, транспортів і пароплавів, що базуються у Севастополі, їх особистого складу, севастопольського портового правління, а також по всіх воєнно-морських питаннях на Кримі.
27 травня 1918 року Остроградський розпочав поступовий залік до резерву в Севастополі всіх бажаючих офіцерів та унтер-офіцерів флоту, які не залишилися на дійсній службі. М. А. Монастирьов згадував, що український уряд щиро намагався допомогти тим офіцерам, стан яких був особливо тяжким. Усіх зареєстрованих у Морському міністерстві оформлювали як резервістів з видатками в 450 карбованців.
23 травня із дна Севастопольської бухти було здобуто затонулий в кінці 1916 р. корпус лінкору «Імператриця Марія», який потім також було визнано за Українською Державою. Малося на меті ґрунтовно реставрувати лінкор, попередньо перегорнувши та завівши його до Севастопольського сухого доку, однак яким саме чином це зробити тоді ще ніхто не знав. Були пропозиції зробити з корпусу лінійного корабля плавучий зерновий склад або транспортний корабель. Військові моряки жадали відновлення «Імператриці Марії» як воєнної одиниці.

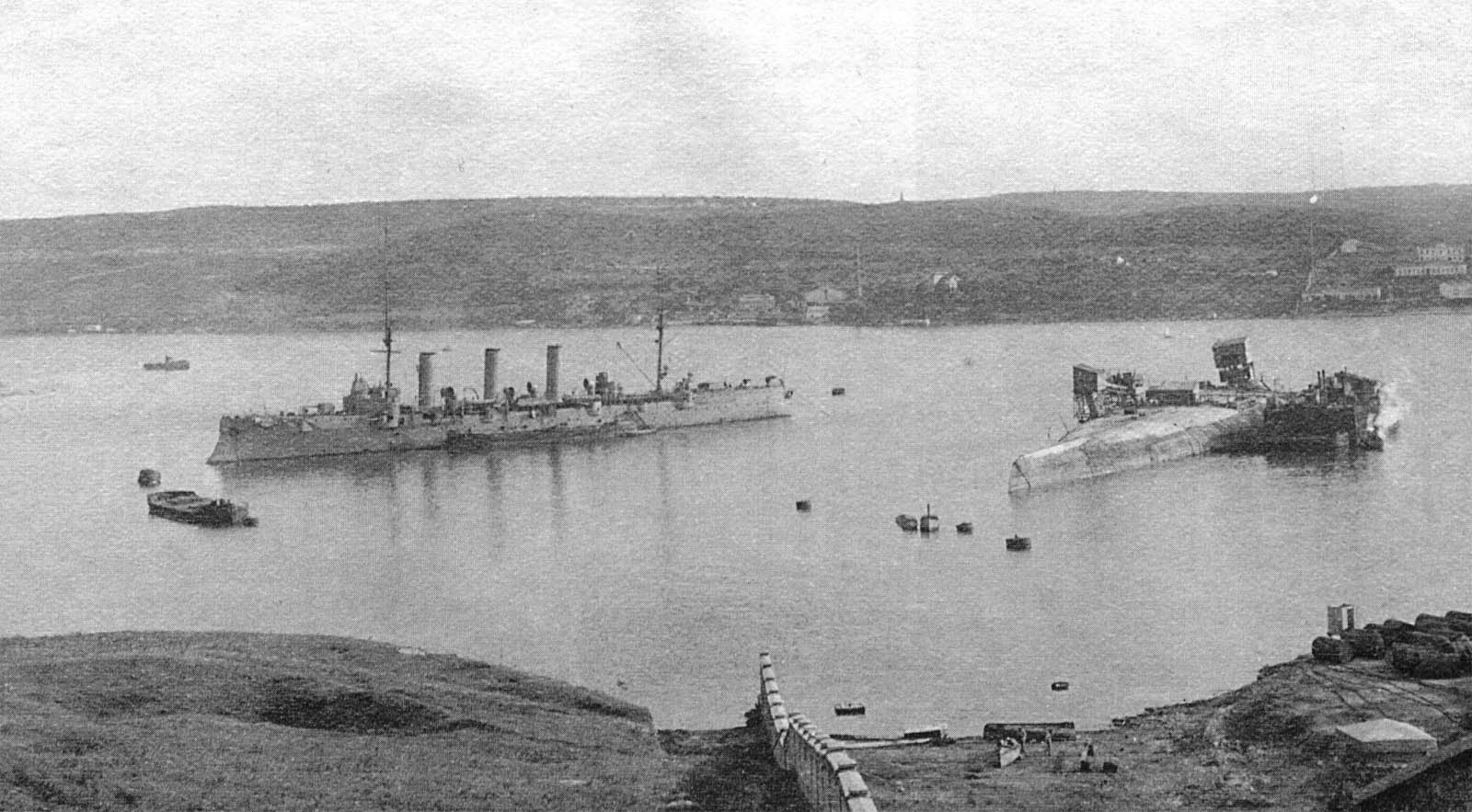
Крейсер «Кагул», що 1918 року в українському флоті використовувався як рятівний корабель, та піднятий корпус лінкора «Імператриця Марія»

Після дипломатичного визнання Української Держави (2 червня Німеччина офіційно визнала Українську Державу), німці, зваживши на постійні прохання морського міністерства та гетьмана повернути Україні флот, значно пом'якшили умови інтернування чорноморського флоту, після чого почали поступово вертати Українській Державі воєнні кораблі у Севастополі.
Але тоді, влітку 1918 р., до повного повернення всього флоту, на заваді стали, як це вже неодноразово згадувалося, оборонний закон від 4 січня 1918 р., та невирішеність кримського питання (самопроголошений кримський уряд Сулькевича навіть намагався робити закиди на флот), а головне — бажання німецької адміністрації розпоряджуватися всіма захопленими військовими кораблями. І хоча закон від 4 січня 1918 р. був вже скасований, німці не спішили передавати Україні одразу весь флот. Німці, не бажаючи повертати Україні весь флот, посилались на старе республіканське морське законодавство, постійно запевняючи гетьмана, що Україні потрібен лише флот берегової оборони. Дмитро Донцов, який був тоді керівником Телеграфної Агенції, згадував про свою розмову із гетьманом з цього приводу: »…Гетьман здементував мені чутки, як брехливі, про те, що наша армія ще не формується. Похвалився, що з фльотою добре. Москалям признали балтійську фльоту, нам — чорноморську. Але, довірочно заявив мені, що не цілу. Підводні човни і ще деякий дріб'язок забирають німці собі за гроші. Заявили вони гетьманові, що Україні потрібна ж тільки оборонна фльота… ".
Загалом, всі ці фактори призвели до того, що влітку з кораблів в Севастополі Українській Державі реально були повернені лише старий лінійний корабель (фактично — броненосець берегової оборони) «Георгій Побідоносець» (на ньому одночасно перебували штаб українського флоту та німецькі радисти з «Гебена», які обслуговували радіостанцію лінкору), а також крейсер «Кагул» (на той час через своє слабке озброєння рахувався за авізо), який був переданий як плавуча база для рятівної партії, що працювала на лінкорі «Імператриця Марія» під командою інженера фон Сіденснера (росіянин, в 1918 р. в українському флоті), та крейсер «Пам'ять Меркурія», який ще в липні слугував житлом для частин німецької середземноморської дивізії, а потім з серпня 1918 р. стояв під українським прапором та належав до українського флоту. Обумовлювалося, що ці кораблі, окрім крейсера «Пам'ять Меркурія», в разі потреби можуть бути знову включені до складу німецького флоту. Морське відомство такий стан справ а також кількість повернених кораблів не влаштовувала, оскільки очікувалось негайно отримати весь флот.
Процес повернення флоту під український прапор від самого початку німецької окупації супроводжувався різними постійними суперечками та скандалами між німецьким та українським командуванням. Капітан першого рангу М. Остроградський, бажав негайного повернення всіх кораблів флоту до української розпорядності. Саме тому він відмовився задовольнити ряд німецьких вимог, а головне — відмовився від візиту до генерала Р. Коша, що німців, як згадує лейтенант С. Шрамченко, дуже образило. З цього виник цілий конфлікт, і не бажаючи його поглиблення, М. Остроградський 10 червня 1918 р. за своїм власним бажанням полишає посаду командувача флоту, після чого, будучи призначеним в розпорядження головного коменданта всіх портів Чорного і Азовського морів (адмірал Покровський), очолює штаб майбутньої 2-ї бригади лінійних кораблів, який тоді щойно почав формуватися.

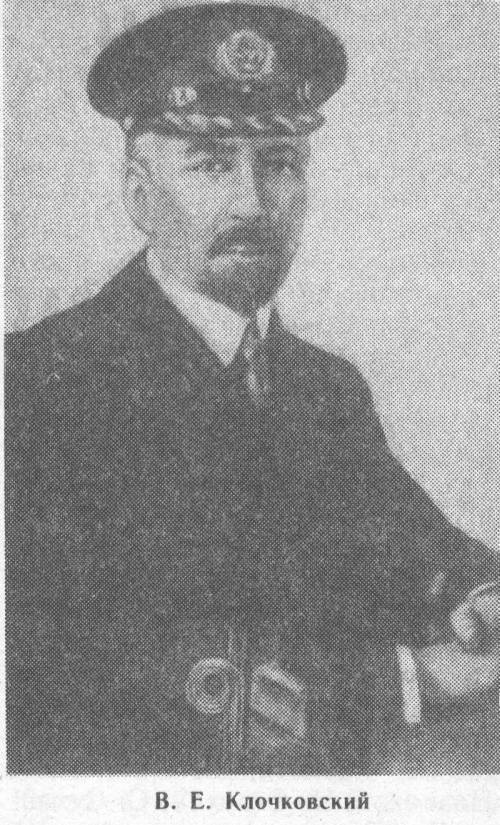
Капітан першого рангу В'ячеслав Клочковський, командувач українським флотом в другій половині 1918 р.

Розуміючи, що в таких конфліктних умовах співпраця з українським морським міністерством буде неможливою, німці вдалися до деяких поступок. Коли 10 червня новим командувачем українського флоту було призначено командира дивізіону підводних човнів капітана першого рангу В'ячеслава Клочковського, то більш поступливий та дипломатичний Клочковський зміг досягти деяких домовленостей із німецьким командуванням. Тоді, як згадує лейтенант Шрамченко, на деяких із кораблів, де була хоч і некомплектна команда, німці перестали піднімати свій прапор, і на них був лише український, але ці кораблі все одно продовжували знаходитися під німецьким контролем. Зокрема відомо, що капітан першого рангу Остроградський до 1 жовтня 1918 р. (до включення корабля в німецький флот) тримав свого прапора на броненосці «Св. Евстафій». Капітан другого рангу Сергій Холодовський, більшовик, член радянської мирової делегації тоді згадував, що «кораблі чорноморського флоту…стоять в Севастополі… хто під українським, хто під німецьким, а хто і зовсім без прапора».
Фактично, саме український прапор на всіх кораблях чорноморського флоту і привів до дальшої, не зовсім вірної, але нині часто цитованої думки багатьох українських (між іншим, не лише українських) дослідників, ніби «влітку 1918 року український військовий флот складався з 3 бригад лінійних кораблів, бригади крейсерів, бригади гідрокрейсерів, дивізій міноносців у складі 27 ескадрених міноносців, 22 підводних човнів та інших суден різного призначення». В дійсності ж, влада українського коменданта в часи німецької окупації Севастополя була досить обмеженою. Німці поки що мали значний пріоритет в розпорядженні морським майном.
Користуючись тим складним юридичним положенням, яке склалося із флотом після подій 29 квітня, німці влітку 1918 р. декілька кораблів (зокрема плавучу майстерню «Кронштадт», перейменовану на «Фляйс»), вивели у Босфор, а 9 есмінців («Щасливий», «Бистрий», «Гнєвний», «Капітан Сакен», «Зоркій», «Звонкій», «Жуткій», «Живой», «Завідний»), 3 кораблі типу «Ельпіфідор», 4 підводних човни («Буревісник», «Орлан», «Гагара», «Утка»), 4 буксири, 1 яхту та 2 інших пароплава використовували у своїх потребах, запевняючи, що це все тимчасово. Канонірські човни типу «Ельпіфідор» німці використовували як гідрокрейсери, інші кораблі використовувалися як сторожові, та несли по кримському узбережжю поліцейські функції. Кораблі що знаходились на німецькій службі отримували нові літерно-цифрові індекси. Есмінці позначалися літерою «R» (що воно значить, достеменно не відомо) та відповідним номером, підводні човни мали маркування «US» (Untersee Schiff — підводний корабель), сторожові пароплави несли на борті літеру «F» (Flachdampfer — сторожове судно). «Лукулл», колишня яхта головнокомандувача флотом, плавала в німецькому флоті під індексом «AY», що означало озброєну яхту — Armierte Yacht.
Поміж усім іншим, коли німці включали ці кораблі до складу свого флоту, то офіцерам та матросам цих суден пропонувалася тимчасова служба під кайзерівським воєнним прапором, на що багато хто погодився. Зокрема, командиром есмінця «Звонкого», що був уведений до складу німецького флоту під назвою «R-11» був капітан першого рангу Українського Державного Флоту князь Карл Лівен, який одночасно був представником Української Держави в навігаційно-технічній комісії адмірала Гопмана.

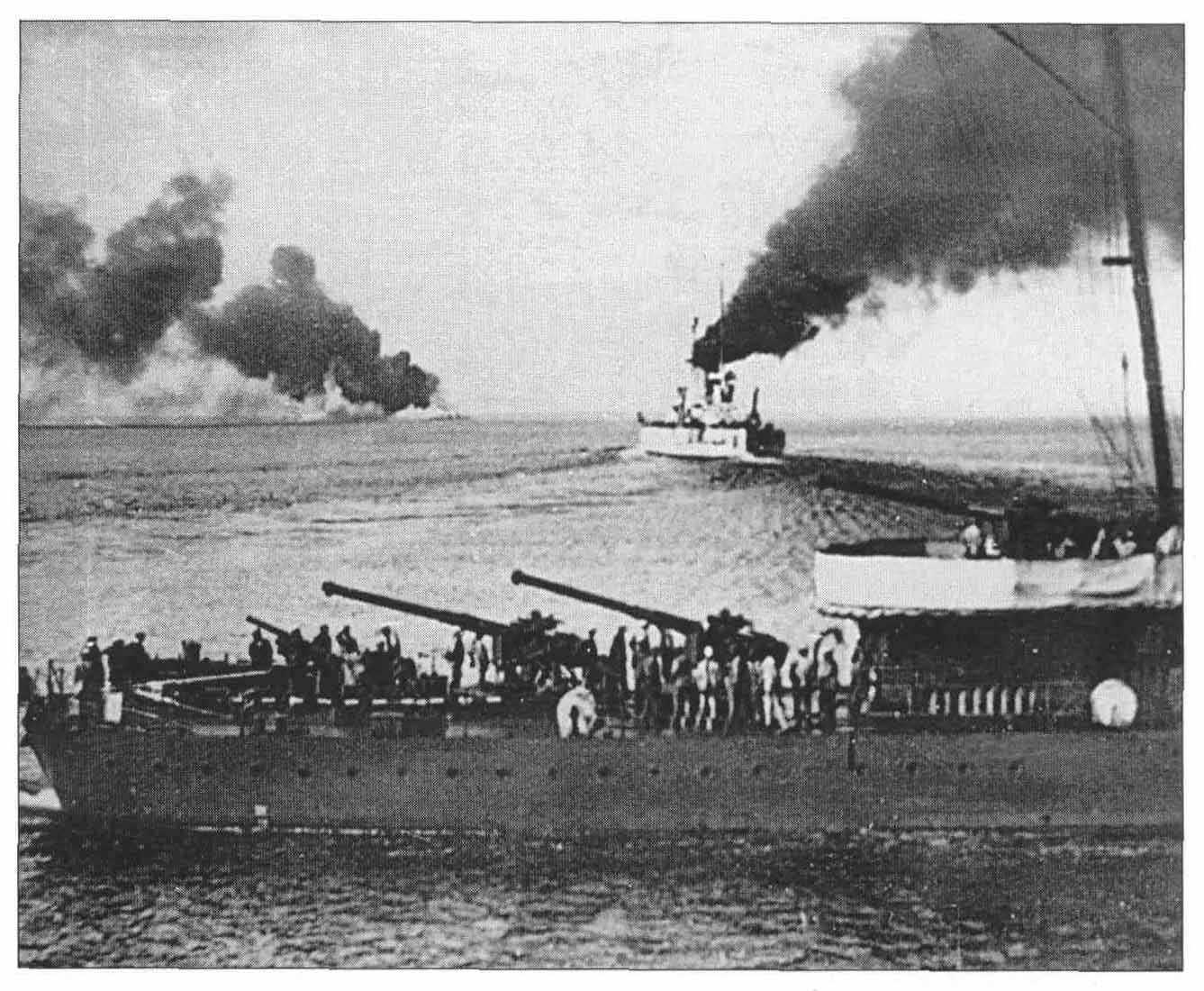
Лінійний корабель «Воля» завертає до Севастополя, 17 червня 1918 р.

А в цей же час, збільшовичена частка флоту, що 29 квітня вийшла в Новоросійськ, отримала від Леніна наказ знищити свої кораблі. Це викликало бурю протесту серед моряків — більша їхня частина відмовилася це робити та проголосувала за повернення до Севастополя. Тоді, 17 червня, піднявши українські та подекуди андріївські прапори, дредноут «Воля», гідрокрейсер «Імператуль Траян», яхта «Крєста» та 7 есмінців («Беспокойний», «Дерзкій», «Живой», «Пилкій», «Жаркій», «Поспішний») під командою капітана першого рангу Тихменєва вийшли із Новоросійська в Севастополь. Під більшовицьким впливом залишилися дредноут «Вільна Росія», 9 есмінців («Громкій», «Керчь», «Гаджибей», «Фідонісі», «Каліакрія», «Капітан Баранов», «Лейтенант Шостаков»), та кілька транспортів. Весь цей флот за наказом Леніна більшовизованими матросами було безжально затоплено.
Ті кораблі, що прийшли в Севастополь, були інтерновані німцями до кінця війни, хоча при цьому вони формально увійшли в склад Кримсько-Української флотилії під командуванням адмірала С. І. Бурлія (воєнний міністр в Кримському уряді Сулькевича). Лінкор «Воля» було роззброєно, при цьому він, як згадував свідок подій Н. А. Монастирьов, весь час стояв під андріївським прапором, і на ньому мешкало біля півсотні російських офіцерів, однак 1 жовтня 1918 р. корабель все-таки був включений в склад німецького воєнного флоту та укомплектований німецьким екіпажем. 11 листопада 1918 р. цей корабель, як і всі інші лінійні кораблі, знову опинився в складі українського флоту. Після повернення ескадри з Новоросійська, гідрокрейсер «Імператуль Траян», було повернено Румунії (оскільки був румунським пароплавом), а яхту «Крєсту» було передано колишньому власнику в український торговельний флот.

Від літа 1918 року із кінцевою ліквідацією більшовицького флоту, на Чорному морі нарешті запанувало спокійне життя. 8 серпня 1918 р. корпус дредноута «Імператриця Марія» було відведено в Севастопольський сухий док. Після цього, крейсер «Кагул» мав вирушити до Новоросійська, щоб підняти з морського дна затонулий бельгійський танкер «Ельборус», для чого на корабель був оголошений набір теслярів та водолазів. У газетах Севастополя було надруковано оголошення:
Для рятівних робіт по підйому транспорту «Ельборус», затонулого в Новоросійську, потрібні на крейсер «Кагул» котельники підручні, слюсарі і теслярі доброго здоров'я для кессонних праць під стиснутим повітрям. За справками та умовами звертатися на крейсер «Кагул», стоячий на рейді у л. к. «Імператриця Марія» до П. С. Романова.

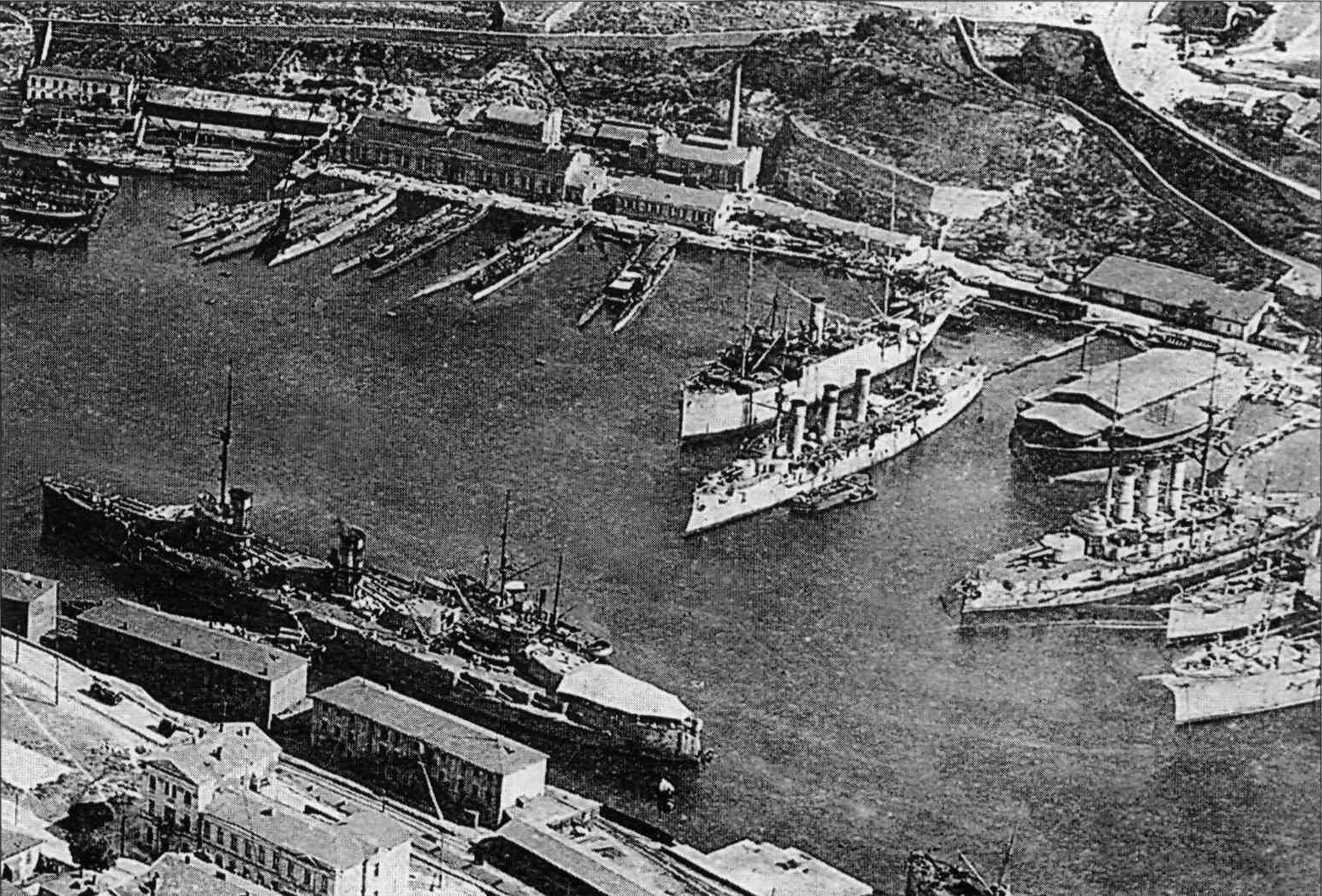
Південна бухта Севастополя, 25 серпня 1918 року. Лінійні кораблі «Воля», «Іоанн Златоуст», крейсер «Пам'ять Меркурия», есмінці та інші кораблі

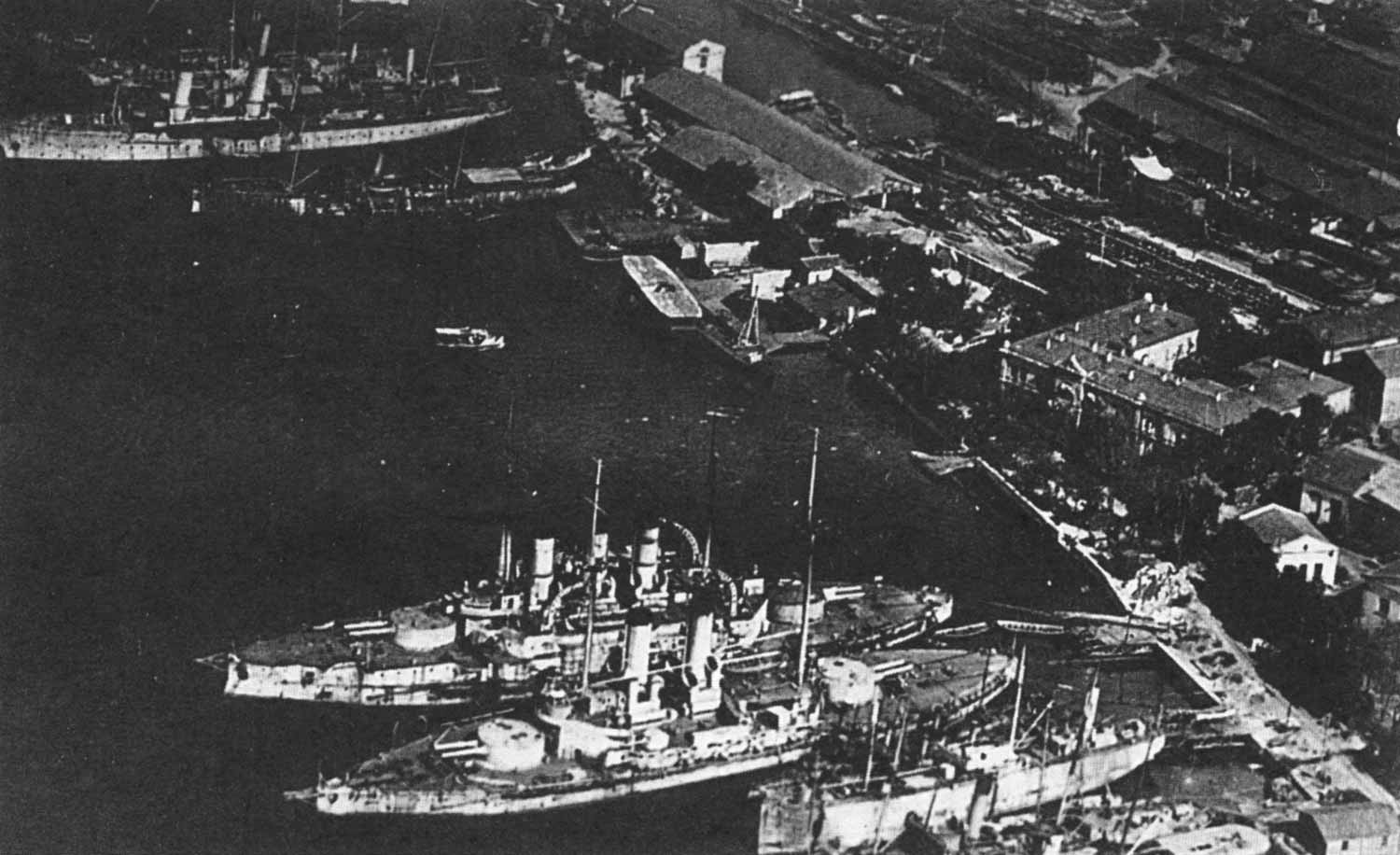
Кораблі в Севастополі, 1918 рік. Лінійні кораблі «Три Святителя», «Борець за Свободу» та ін.

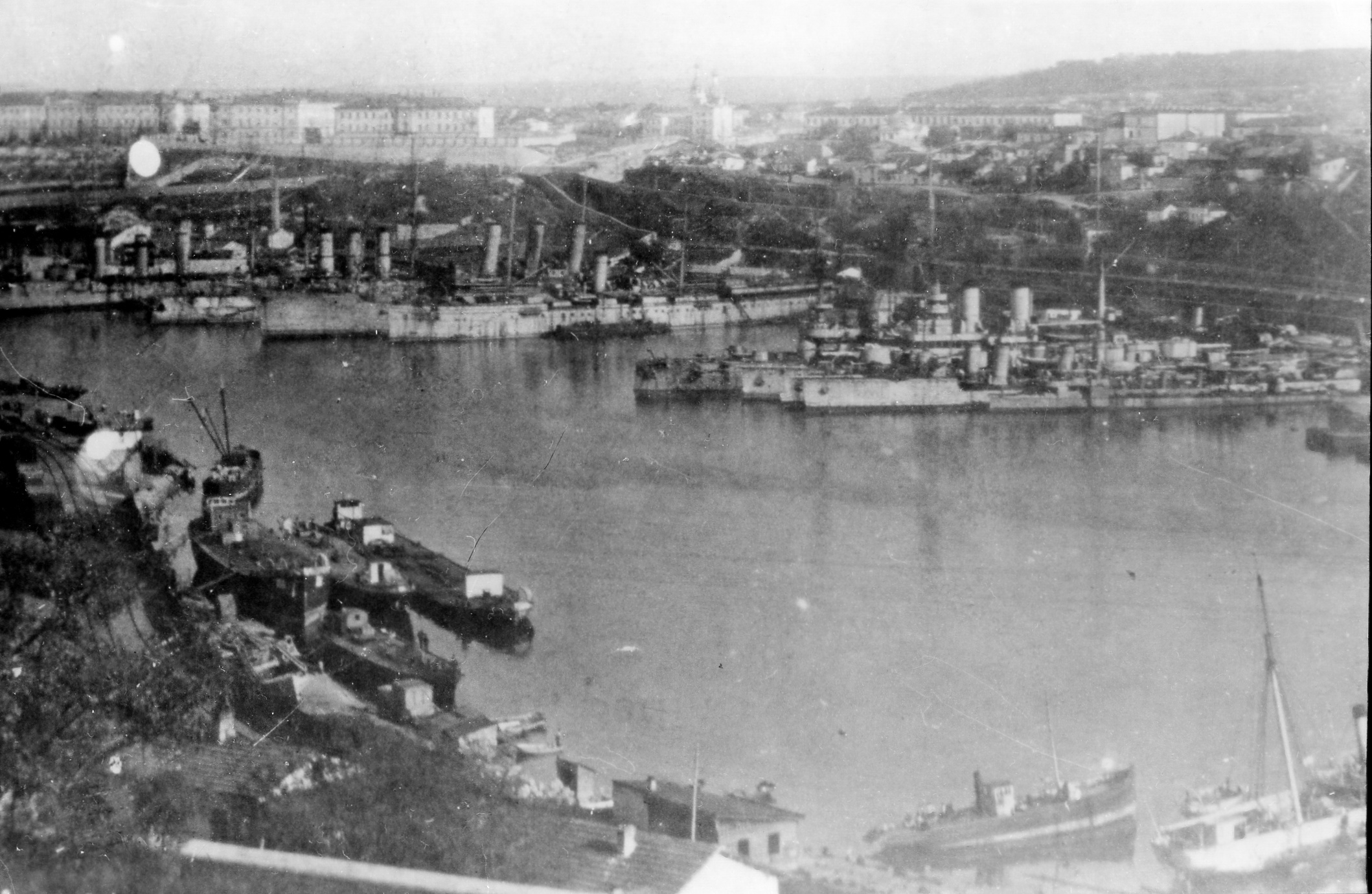
Лінкори «Ростислав», «Синоп», «Евстафій», крейсер «Пам'ять Меркурия», есмінці та інші кораблі

Однак цей похід так і не відбувся. Коли рятівна партія з крейсера «Кагул» в серпні остаточно завершила роботу з підйому «Імператриці Марії», німці оголосили свій намір включити в майбутньому цей крейсер до складу свого флоту. Планувався вивід корабля до Стамбулу, який не відбувся через бунт німецьких моряків. Подальші плани експлуатації корабля було зірвано навігаційною аварією. Одного разу при буксируванні «Кагула», гребний вал крейсера розсунувся, і вода затопила машини корабля, внаслідок чого в його топках виник сольовий наліт, на усунення якого потребувалося дуже багато часу. Корабель що залишився без ходу, до складу німецького флоту включений так і не був. З того часу і до приходу Антанти «Кагул» ніс брандвахту на Північному рейді.
Коли восени 1918 року в українському флоті почалися перші перейменування кораблів, то крейсер «Пам'ять Меркурія», що, фактично, був протягом всього 1918 року найбільшим українським військовим кораблем, отримав нове ім'я «Гетьман Іван Мазепа».

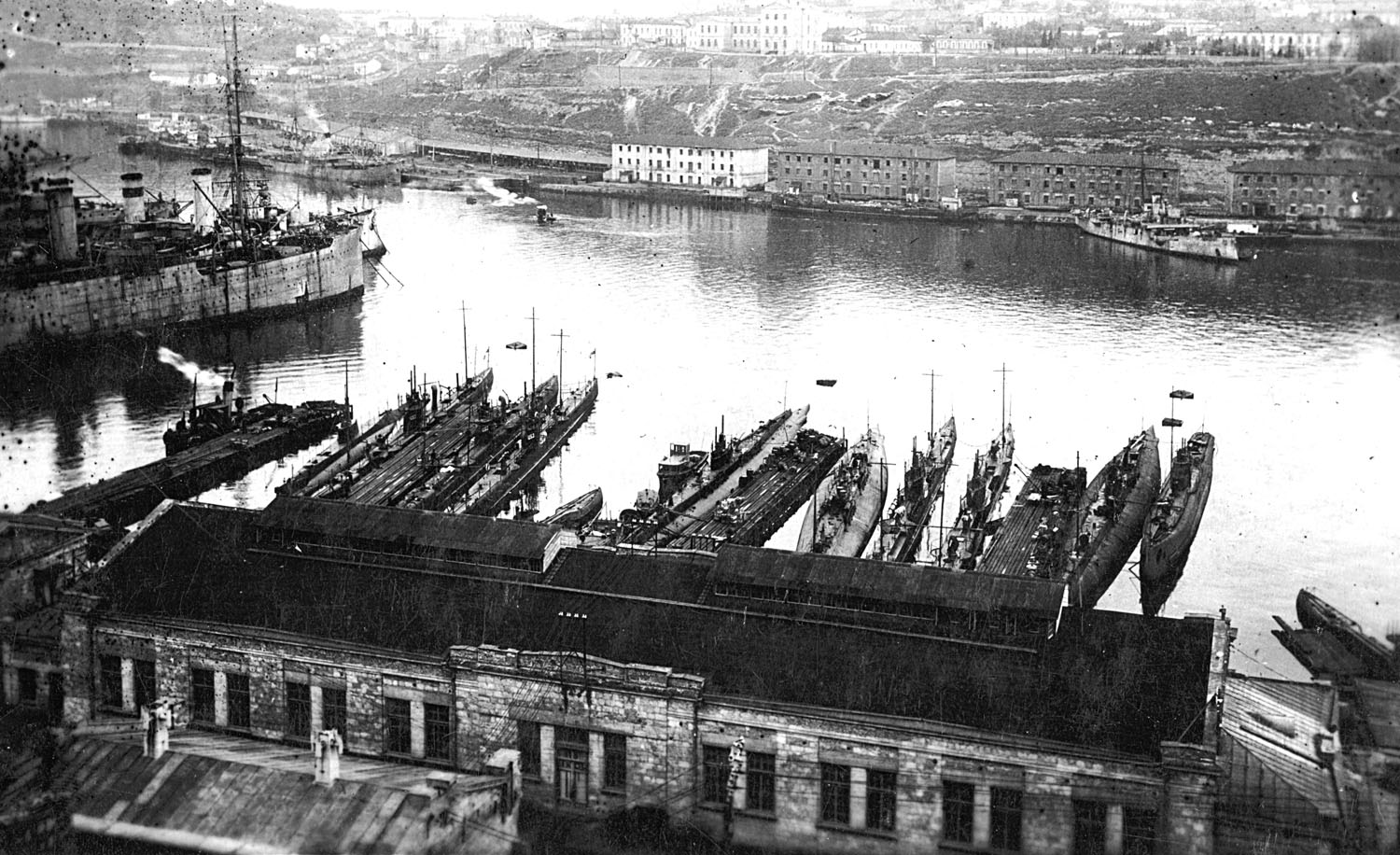
Підводні човни в Севастополі, 1918 рік.

Процес повернення кораблів до української розпорядності пришвидшився із новою силою лише після вересневого візиту гетьмана Скоропадського до кайзера Вільгельма, коли між головами двох держав було встановлено тісні та дружні особисті контакти. 17 вересня 1918 р. німці передали в склад Українського флоту всю підводну дивізію з 17 підводних човнів, яку було укомплектовано старшинськими залогами. Н. А. Монастирьов згадував:
...адмірал Клочковський викликав до себе командира «Тюленя» капітана 2-го ранга Погорецького і повідомив йому приголомшливу звістку: німці рішили передати прямо сьогодні ввечері флотилію підводних човнів знову під командування російських офіцерів. Буквально через час ми вже були на наших човнах і зразу взялися за роботу. Ремонтували та регулювали машини, привели до ладу акумулятори».
Тоді ж під український прапор в Севастополі були повернені 23 тральщиків та 23 катерів-нищителів типу «Грінпорт», які отримали нові номерні позначки.
Отже, станом на 20 вересня 1918 р. дієвий український флот в Севастополі був представлений 1 старим панцерником, на якому працювали одночасно як українські так і німецькі військові моряки, 2 бронепалубними крейсерами (фактично — одним), 23 тральщиками, 23 катерами-нищителями, та 17 підводними човнами, які вже були доведені до стану бойової готовності.
Але справа із повною передачею інших кораблів (7 лінійних кораблів, дредноут «Воля», крейсер «Алмаз», есмінці, окремі судна та деякі транспорти) ще не була доведена до кінця. Всі ці кораблі були частково укомплектовані українськими екіпажами, здебільше старшинськими, і на них деінде навіть були українські військові прапори; щоправда, із цими кораблями ситуація тоді не була певною — ними українське морське міністерство в повній мірі ще не розпоряджалося (лише назначало на них різні технічні комісії). Німецька сторона ці кораблі могла узяти в будь-який потрібний для неї момент, повністю висадивши при цьому з них усіх українців.
Так, не зважаючи на спротив морського міністерства, 1 жовтня 1918 р., німецький воєнно-морський аташе в Україні адмірал А. Гопман заявив командам лінкорів «Іоанн Златоуст» та «Св. Евстафій», що останні, згідно з існуючими домовленостями, мусять залишити ці кораблі, оскільки німецьке командування вирішило тимчасово прийняти лінкори в своє користування. Загалом, восени 1918 р., німці з метою оборони від очікуваного десанту Антанти, включили до свого флоту лінійні кораблі «Іоанн Златоуст», «Св. Євстафій», дредноут «Воля».
І хоч побудова українського флоту стримувалася німецьким фактором, і німці до останнього тягнули справу із передачею Україні всього флоту, в морському міністерстві весь цей час надіялися на скоріше вирішення цього питання. Але остаточно ця проблема була вирішена лише після 11 листопада 1918 р., коли із поразкою Німеччини в Світовій війні весь чорноморський флот знову цілком опинився в руках України.

### Український флот в Одесі

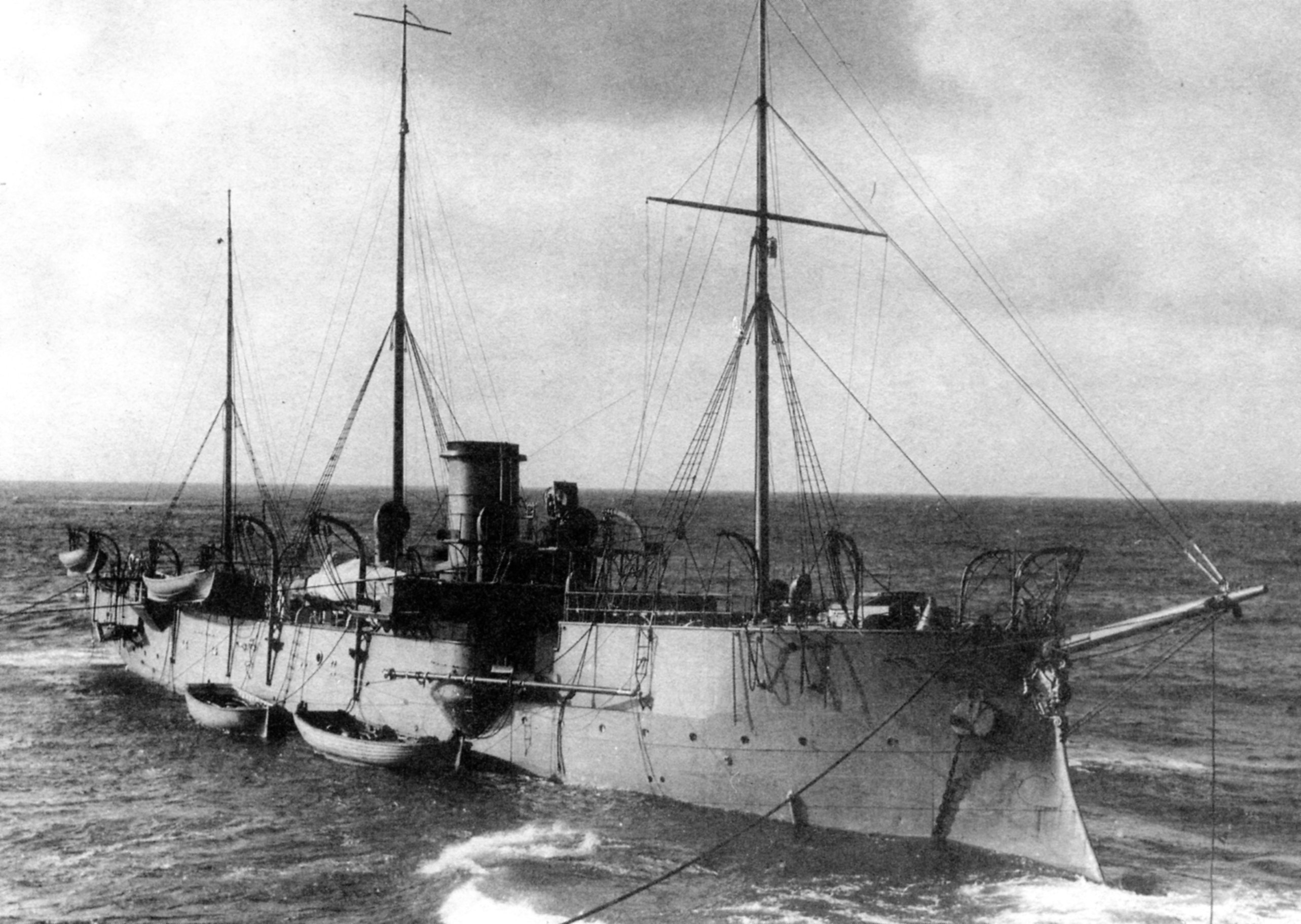
Канонірський човен «Кубанець», 17 вересня 1918 р. перейменований на «Запорожець»

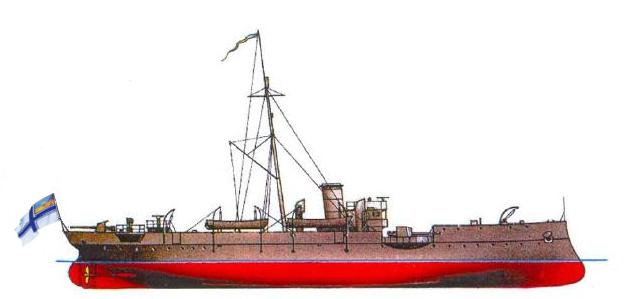
Канонірський човен «Донець», друга половина 1918 р.

Зовсім іншою була обстановка в Одесі, де дії та розвиток флоту не були скованими різними домовленостями. Фактично, в тій політичній ситуації, що склалася із Кримом та флотом в Севастополі, влітку 1918 р. саме Одеса стала головним повноцінним морським центром Української Держави. Тут знаходилися старі (їм було вже 32 роки), але досить потужні канонірські човни «Кубанець» і «Донець», флотилія з 20 тральщиків, певна кількість бронекатерів та транспортна флотилія, що були організовані ще за часів Центральної Ради. Влітку 1918 р. постала проблема розмінування водних шляхів задля відновлення корабельного руху в цьому районі.
Саме тому, 6 липня 1918 р. адмірал Покровський наказав капітану першого рангу Олександру Оттовичу Гадду сформувати бригаду тральщиків. Після того, наказом по Морському Відомству за ч. 350, був оголошений корабельний та офіцерський склад Одеської бригади тралення, в яку увійшли 2 канонірські човни та 20 тральщиків. Бригада організаційно складалася з трьох дивізіонів: першим командував лейтенант Опанасенко, другим — лейтенант Кривицький, а третім — старший лейтенант Благовєщенскій. Наказ про утворення флотилії (виданий російською, хоча в гетьманській армії офіційною мовою була українська) звучав:

«Приказ Начальника Бригады Траления.
Рейд Одесский. 6 июля 1918 г. № 350.
При сем объявляю список тральщиков, с распределением их по дивизионам и список офицеров, состоящих в штабах этих дивизионов.
При штабе бригады.
- Канонерская лодка „Кубанец“(1886 р., 1224 т., 1500 к.с., 8,5 вузлів, 2-152 мм, 1-120 мм, 4-47 мм, 1 кулемет)
- Канонерская лодка „Донец“ (1886 р., 1224 т., 1500 к.с., 8,5 вузлів, 2-152 мм, 1-120 мм, 4-47 мм, 1 кулемет)
- Пароход „Граф Платов“ (1894 р., 684 брт., 700 к.с., 11 вузлів)
- Катер „Этор“ (1896 р., 60 т., 150 к.с., 9 вузлів)
- Баржа № 27 (баржа типу „боліндер“)
- Баржа № 606 (баржа типу „боліндер“)
- Баржа „Ольга“ (баржа типу „боліндер“)
- Баржа „Нина“ (баржа типу „боліндер“)

1-й дивизион тральщиков.
- Тральщик „Мэри“ (1877 р., 180 т., 275 к.с., 9 вузлів, 1 кулемет)
- Тральщик „Димитрий Герой“ (80 т.)
- Тральщик „Роза“ (1910 р., 510 т., 540 к.с., 9 вузлів, 1-120 мм)
- Тральщик „Петр“
- Тральщик „Смелый“ (1895 р., 500 т., 160 к.с., 7 вузлів, 1-75 мм)
- Тральщик „Тесть“ (1883 р., 173 брт., 350 к.с., 7 вузлів, 1-47 мм)

2-й дивизион тральщиков.
- Пароход „Васильев“ (1893 р., 303 брт., 380 к.с., 11 вузлів)
- Пароход „Граф Игнатьев“
- Тральщик „Доброволец“ (1913 р., 102 т. 300 к.с., 9,5 вузлів)
- Тральщик „Альбатрос“ (1905 р., 106 т., 3500 к.с., 9,5 вузлів, 4-37 мм)
- Тральщик „Алкивиадис“
- Тральщик „Амвросия“

3-й дивизион тральщиков.
- Посыльное судно „Салгир“ (1873 р.,276,5 т., 300 к.с., 8,5 вузлів)
- Тральщик „Виктория“
- Тральщик „Анатра“ (1871 р.,100 т., 135 к.с., 7 вузлів, 1 кулемет)
- Тральщик „Анна“
- Тральщик „Первенец“
- Тральщик „Перикл“

[…]
Капитан 1-го ранга Гадд.
Верно: Старший флаг-офицер Оперативной части Штаба Глапора мичман Михайловский».

(технічні дані пароплавів подано за довідником Бережного)

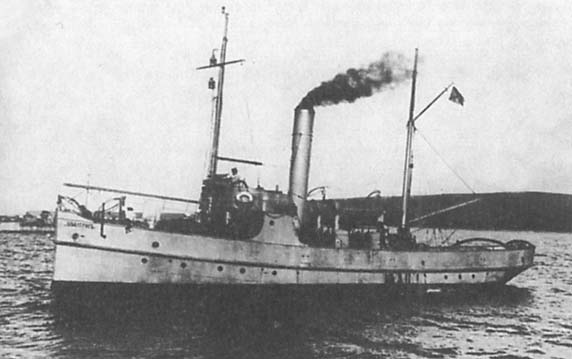
Тральщик ВМС УНР «Альбатрос»

Командир флотилії капітан першого рангу О. Гадд (пізніше — контр-адмірал), очолюючи це корабельне з'єднання протягом місяця виконав успішне тралення Одеського рейду та Дніпрово-Бузького лиману. Німецький воєнно-морський аташе в Україні адмірал Альберт Гопман в своїх спогадах хоч і згадував деякі труднощі, але загалом досить високо оцінив якість роботи української флотилії:
Сформованний Україною дивізіон тралення розчистив мінове загородження поблизу Цареградська. Тепер він працює над розташованим на схід від Одеси великим мінним полем. Робота дивізіону страждала від того, що команди не отримували жалування і відмовлялися виходити на службу. Я поставив це питання перед морським міністром України, обіцяна допомога. За виключенням цього, робота українського дивизіону виглядає добре. На жаль, в Одесі австрійці створили дивізіону зайві труднощі при формуванні.
Оригінальний текст (нім.)
Die von der Ukraine gebildete Minenräumdivision hat die bei Caregradsk liegende Sperre geräumt bzw. festgestellt, daß sie nicht mehr vorhanden ist. Jetzt arbeiten sie an dem östlich von Odessa liegenden ausgedehnten Minenfeld. Ihre Arbeiten haben teilweise daran gelitten, daß die Mannschaften ihre Löhnungen nicht erhielten und deshalb den Dienst versagten. Ich (habe) dementsprechend Vorstellungen bei dem ukrainischen Marineminister erhoben, Abhilfe ist zugesagt. Abgesehen hiervon scheint die Ukrainische Minenräumdivision gut zu arbeiten. Leider sind ihr in Odessa von K.u.K. Behörden bei ihrer Bildung und Ausrüstung unnötige Schwierigkeiten gemacht worden.
Старі мінні загородження перестали існувати, і жодне торговельне судно до самого кінця 1918 р. в цьому районі на мінах більше не підірвалося. Після цього, навігаційна комісія змогла налагодити регулярні морські торговельні перевозки між Одесою, Севастополем та Поті. Це тралення, до речі, стало першою військовою операцією українського флоту в ХХ сторіччі.
Із закінченням тралення, оперативне поле діяльності бригади вичерпалося. Деякі з тральщиків, що були мобілізованими пароплавами, були роззброєні, та повернені в торговельний флот. Після завершення тралення, канонірський човен «Кубанець» був переданий в розпорядження гардемаринського відділу морського міністерства, ставши таким чином першим українським навчальним воєнно-морським кораблем. Командний склад його було укомплектовано в більшості з гардемаринів та морських кадетів. Командиром човна від 1 жовтня 1918 р. був капітан другого рангу Олександр Кисловський.

17 вересня 1918 р. цей корабель отримав свою українську назву — «Запорожець». Наказ по Морському Відомству з цього приводу за ч. 375/160 по Головному Морському Штабу голосив:
По наказу Колегії Верховних Правителів Української Держави оголошую, що канонерський човен «Кубанець» перейменовано на «Запорожець». В. об. Морського Міністра, капітан I ранги Максимів.
На це перейменування, що стало першим в історії українського флоту, була навіть призначена окрема пам'ятна нагрудна відзнака. Композиційно вона нагадувала деякі з відзнак німецького Flottenverein, являючи собою якір, з накладеним на нього рятівним кругом, на якому з однієї сторони був викарбуваний напис «Запорожець», а з іншої — «Україна понад усе!» і дата «17.Х.1918».
На початку жовтня 1918 року головний начальник портів чорноморського узбережжя адмірал А. Покровський повідомив уряд держави, що на двох канонірських човнах (маються на увазі саме «Донець» та «Кубанець») і на кількох винищувачах мін у Чорному морі вже підняті воєнні українські прапори нового зразку, затвердженого гетьманом. До того, всю весну і літо українські кораблі стояли під звичайними національними прапорами. Як зазначає П. А. Варнек, на той момент, як до Одеси прибули союзники, в порту стояли лише українські кораблі колишньої бригади тралення.

### Український флот у Миколаєві
Через революційний безлад та послідуюче захоплення на початку 1918 р. міста більшовиками, діяльність Миколаївських суднобудівних заводів «Наваль» і «Руссуд» остаточно припинилася. В березні місто було звільнене німецькими та українськими військами. Але відновити діяльність заводів не вдалося, і 20 березня 1918 р. місцева влада оголосила про їхнє закриття. Тоді ж в кінці місяця в місті відбулося велике більшовицьке повстання, внаслідок чого міська інфраструктура зазнала серйозних руйнувань.

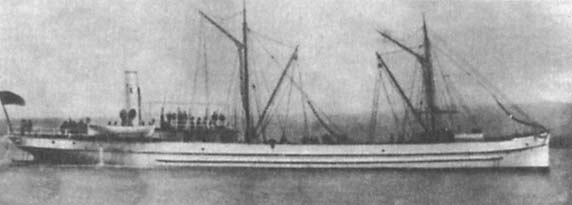
Канонерський човен типу «Ельпіфідор»

Зваживши на тяжке положення та безпорадність місцевої влади, 30 травня 1918 р., командуючий німецькими військами у Миколаєві генерал-майор Моргенштерн-Дерінг мусив оголосити про перехід миколаївських суднобудівних заводів у тимчасове підпорядкування та охорону військової влади. Але такі дії німецького командування викликали рішучий протест зі сторони гетьмана Скоропадського. Врахувавши це, німці вирішили не йти на конфлікт із гетьманом. Вони визнали право Української Держави на ці кораблі, а тому вже на початку червня заводи та всі кораблі були повністю повернені у власність Української Держави. Одночасно українське морське міністерство звернуло особливу увагу на кораблі, що тоді стояли на стапелях.

Начальник відділу кораблебудування Головної військово-морської технічної управи капітан 2-ого рангу Микола Неклієвич, в 1917 р. активний учасник Української Чорноморської Общини та українізації флоту

Загалом в Миколаєві знаходилися: 1 дредноут («Демократія», потім — «Соборна Україна»), 4 легкі крейсери, 12 есмінців, 12 кораблів типу «Ельпіфідор», 8 підводних човнів, 1 канонерка, 1 плавуча база підводних човнів («Ельбрус»), 1 плавучий док та 1 наливний пароплав («Баку»). Майже готовим був крейсер «Адмірал Нахімов» (пізніше «Гетьман Богдан Хмельницький»), який із кількома малими кораблями добудовувався вже на воді. Коли українські інженери здобули із дна Севастополя підірваний корпус дредноута «Імператриця Марія», то його для подальшої реставрації планувалося відбуксувати до Миколаєва, але цей намір так і залишився нездійсненим.

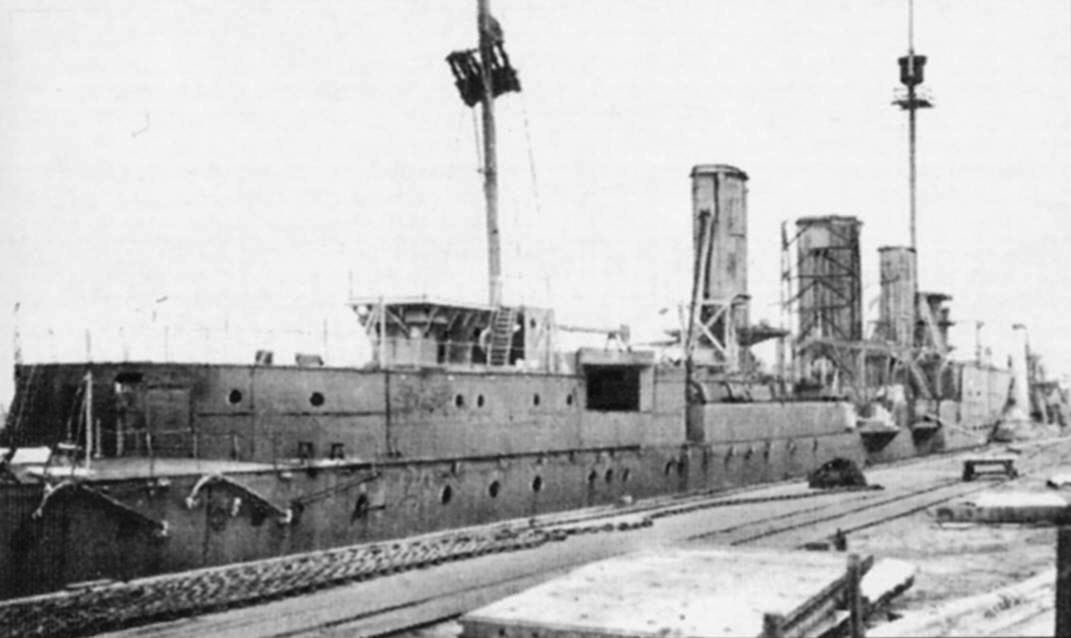
Крейсер «Адмірал Нахімов». За часів Директорії був перейменований на «Гетьмана Богдана Хмельницького».

Добудовою цих кораблів опікувався старий український діяч, тепер начальник відділу кораблебудування Головної військово-морської технічної управи, капітан 2-ого рангу Микола Нєкліевич. Як зазначає Павло Гай-Нижник, згідно із ухваленим Радою міністрів і затвердженим 10 серпня 1918 року гетьманом Законом «Про перетворення бувшого відділу Балтійського корабельно-будівельного і механічного заводу у м. Миколаєві, на Херсонщині, в самостійний казенний завод Української Держави», це підприємство набуло самостійного державного статусу, а військовий і торговельний флоти України необхідну їм ремонтно-будівельну базу. З того часу завод отримав офіційну назву «Державний Миколаївський ремонтний і корабельно-будівельний завод Морського відомства».
Але зваживши на складність повоєнної економічної обстановки, брак палива та потрібних матеріалів, морське міністерство передбачило, що своїми силами своєчасно добудувати ці кораблі не зможе. Тому українські урядовці мусили звернутися за допомогою до німецьких фахівців з відомої корабельні «Блом і Фосс».
17 серпня 1918 р. в Берлін вирушила українська делегація на чолі із капітаном першого рангу Ю. Свірським. Разом із ним до Берліну вирушили і найвищі чиновники Української Держави — голова ради міністрів Ф. Лизогуб, та товариш міністра іноземних справ О. Палтов. 19 серпня 1918 р. між Німеччиною та Україною було підписано угоду про відкриття суднобудівних заводів. В угоді зазначалося, що німці фінансуватимуть заводи, забезпечуватимуть їх сировиною і паливом.
Угода голосила, що головним замовником для заводів на часи війни буде Німеччина, але український уряд і приватні компанії чи особи також можуть дати замовлення. Німецькі замовлення виконувались в першу чергу, а українські — лише в тому випадку, коли буде доведено, що угода про них була укладена раніше цього договору. Підписаний документ був дійсний на період перебування німецьких і австрійських військ у Миколаєві. Німецька сторона мала право зупинити його дію, попередивши про це українську сторону за 4 місяці.
Але співпраця німецької влади та гетьманського уряду невдовзі закінчилась. Причиною була відмова української влади передати фірмі «Блом і Фосс» замовлення на завершення будівництва воєнних кораблів, які знаходились в цей час на стапелях. Морське Міністерство збиралося добудовувати ці кораблі своїми зусиллями.
Поразка Німеччини у Першій світовій війні, послідуюча революція та майже одночасна зміна урядів в Українській Державі та Німеччині фактично анулювала договір від 19 серпня 1918 р.

### Українська морська піхота за Гетьманату

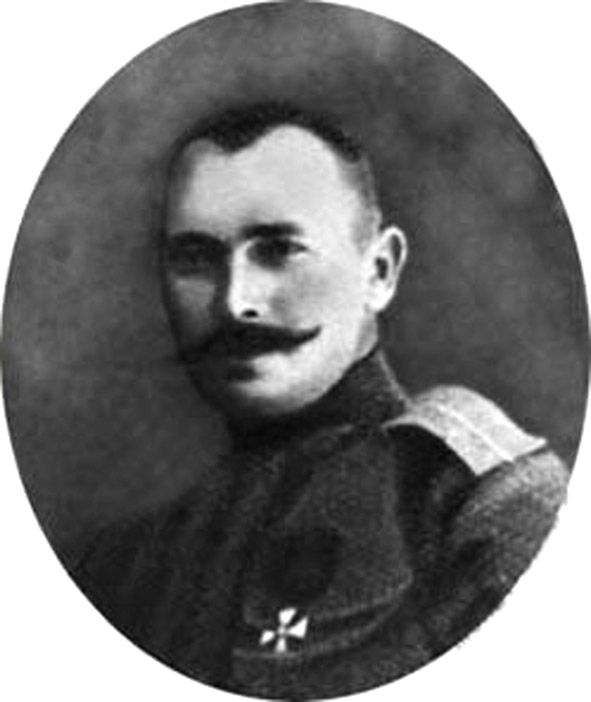
Командант полку морської піхоти підполковник Гаврило Никогда

23 травня 1918 р. Скоропадський видав наказ по Морському відомству «Про початок формування бригади Морської піхоти в складі трьох полків для несення служби». Цим же наказом були назначені командири полків та голови відділів. Начальником відділу морської піхоти Головного морського штабу затвердили Гаврила Никогда.
Кожен полк мав трикурінну структуру. Окрім основних завдань, в обов'язки полків Морської піхоти входила охорона майна Морського відомства. Кожен з куренів мав 4 піхотних і одну кулеметну сотню.
Система берегової оборони згідно з наказом поділялася на три частини. Адміралом Покровським був розроблений план дислокації частин Корпусу морської охорони північно-західного району Чорного моря. Система охорони узбережжя складалася з 3 районів:
- перший район — від західного кордону Української Держави до Сичавки;
- другий район — від Очакова до Миколаєва;
- третій район — від Станіслава до Херсону і Перекопу.

В кожному районі планувалося тримати до 2 артилерійських батальйонів, полк морської піхоти та ескадрон морської кавалерії, а також деяку кількість зв'язкових та транспортних відділів. Відповідно до секретної директиви від 31 серпня, полки мали бути розташовані наступним чином: 1-ий в Одесі, 2-ий в Миколаєві, 3-ій в Херсоні. Начальником сухопутної оборони південно-західного району Чорного Моря було призначено контр-адмірала Семена Фабрицького.
Управління Корпусу морської оборони знаходилося в Одесі. Штаб 2-ого відділу берегової оборони знаходився в Миколаєві, його 1-ий артилерійська дільниця складався з трьох важких артилерійських батарей Очакова, 2-ий артилерійський батальйон складався з двох батарей (в кожній по 4 гармати) і знаходився також в Миколаєві. В склад 2-ого відділу берегової оборони входили 2-ий полк морської піхоти, два курені якого дислокувалися в Миколаєві, а третій курінь цього полку знаходився в Очакові, тут же мав розміщуватися 2-ий ескадрон морської кавалерії. Формації морської кавалерії мали розміщуватися наступним чином: 1-ий ескадрон в Одесі, 2-ий в Очакові, 3-ий в Перекопі. Як в Одесі, так і в Миколаєві були розміщені два інженерних відділи (телеграфний та телефонний), в Очакові знаходилася піврота саперів та мотоциклетна команда.
До кінця літа 1918 р. вдалося сформувати три полки неповного складу, артилерійські та допоміжні відділи. Деякі курені представляли собою лише кадровані штаби з 20—40 офіцерами, які в майбутньому повинні були почати формування підрозділів; те ж саме стосувалося і формувань морської кавалерії. 15 липня 1918 року наказом по морському відомству було встановлено уніформу для морської піхоти. Від армійської вона відрізнялася лише чорним кантом навкруги погонів. Офіцерам і унтер-офіцерам на погони добавлялись золоті якоря, матросам — жовті. На морських шапках покладався напис «Українська Фльота».

## Загибель Українського флоту наприкінці 1918 року
Після 11 листопада 1918 року та кінця світової війни, німецьке командування нарешті передало весь флот під український прапор. Тоді було передано дредноут «Воля», 7 старих броненосців, крейсер, мінну дивізію та інші допоміжні кораблі. Нарешті, під українським контролем опинилася не якась частка, а цілий чорноморський флот. Морське відомство відразу видає цілий ряд наказів про нові призначення навчальних відділів, священиків та екіпажів на кораблі. Було оголошено першу мобілізацію на флот. Тоді ж морське відомство було виділене в окремий орган управління, незалежне від воєнного міністерства. Морським міністром Української Держави став адмірал А. Покровський. Капітана першого рангу В. Клочковського було підвищено в званні до контр-адмірала та призначено головнокомандувачем флоту.
Відтак, в листопаді 1918 року Український Державний Флот отримав всі шанси реалізуватися в повній мірі. Українська Держава тоді найближче стояла до цієї мети. Але на заваді цим планам стала ціла низка різних політичних причин. Тоді Антанта вважала Гетьманат за німецького сателіта, відтак її керівництво вирішило окупувати територію України. Вже 16 листопада в Чорне море увійшов об'єднаний флот країн Антанти. Він нараховував 10 англійських, французьких, американських та грецьких дредноутів та броненосців, 9 легких та тяжких крейсерів, 10 есмінців та безліч інших дрібніших воєнних кораблів. Флот Антанти значно переважав український, тож ніякої мови про воєнні дії йти не могло. До того ж, Український флот тоді лише почав відновлювати свою міць.
В цій ситуації, щоб запобігти конфліктові, адмірал Клочковський вдається до тактичного кроку — піднімає російського Андріївського прапора (хоча, як згадує С. Шрамченко, гетьман був дуже проти цього рішення). 24 листопада кораблі Антанти прибули в Севастополь, а 26 листопада — в Одессу. Кораблі Антанти, через Андріївський прапор хоч і не відкрили по українському флотові вогонь, але висадившись, французькі та англійські десанти одразу захопили собі усі кораблі. Втім, не зважаючи на це, українське морське міністерство до самого кінця Гетьманату справно виділяло на флот гроші, сподіваючись на скоріше вирішення усіх несприятливих обставин.
Із часом Гетьман домігся визнання Антанти та налагодив добрі зв'язки із англійським та французьким командуванням. З'явилася тверда чітко визначена надія на визнання ними Української Держави. Але в цей час в Україні набуло розмаху протигетьманське республіканське повстання С. Петлюри, результати якого в тодішній загальнополітичній ситуації для Української Держави та її флоту мали дуже сумні наслідки.
Але навіть у цих складних умовах продовжується формування Українського Флоту. 23 листопада німці передали Україні Пінську річкову флотилію, яку очолив капітан першого рангу Іллютович. В складі флотилії знаходилося 6 американських бронекатерів типу «Муллінз» та деякі пароплави. Втім, Прип'ять на той час вже почала замерзати, і кораблі не змогли узяти активної участі у війні. Відомий лише один епізод із цією флотилією. Коли в ході листопадової революції республіканські частини (отамана Зеленого) заблокували рух Дніпром в районі Обухова і Трипілля, то для вирішення цієї проблеми гетьманський уряд вислав 4 мобілізовані пароплави з військами в кількості 75 чоловік при 9 кулеметах, а німці броньований човен. Після бою з партизанами, добровольча дружина розблокувала 13 пароплавів з вугіллям для Києва. В ході другої українсько-більшовицької війни броньовані катери флотилії були захоплені більшовиками. Решта кораблів цієї флотилії в 1919 р. була захоплена поляками.
Коли війська Директорії входили в Миколаїв, то гетьманська адміністрація і військові (градоначальник Де-Бонді, генерал Богаєвський) на транспортах «Труд», «Михаил Архангел» відпливли до Одеси. Це, фактично була остання операція Українського Державного флоту.
14 грудня повсталі витіснили урядове військо та захопили Київ. Революціонерами Українська Держава знову була оголошена республікою. Гетьман мусив зректися влади та виїхати за межі України. За іронією долі, антантська місія консула Енно прибула до Києва тоді, коли гетьман вже зрікся престолу. Новий уряд Винниченка Антантою визнано не було, через це частку флоту Антанта залишила собі, а іншу частину передала Озброєним Силам Півдня Росії. 13 грудня був започаткований перший розподіл українського флоту між союзниками та білогвардійцями. Таким чином, наново реставрована Українська Республіка зовсім залишилася без надії на флот. Більша частина офіцерського складу українського флоту, не сприйнявши соціалістичної Директорії, тоді ж перейшла до Денікіна. Після цього в розпорядженні нового українського уряду залишилися лише кораблі, що будувалися в Миколаєві.

### 1919
З приходом до влади Директорія УНР розпочала роботу з видання спеціальних законів, які регламентують різні сторони життя держави. Значною мірою продовжилась законотворча і організаційна діяльність у військовій сфері, що розпочалася ще в період Гетьманату. Проте планомірній роботі в цьому напрямку заважала позиція соціалістичних лідерів УНР, передусім В. Винниченко. На першому місці стояли партійні інтереси. Соціалістичні лідери УНР також прагнули запровадити партійний контроль у військовій сфері.
Це торкнулося всіх сфер суспільного життя, в тому числі і Морського міністерства. Святослав Шрамченко згадував, що по вступі Директорії до Києва в Морському Міністерстві появився політичний комісар Акимів. Він підібрав собі комісію зі своїх прибічників з Головної Морської Господарчої Управи і з осіб цілком сторонніх і таким чином до складу її увійшли, крім кількох звичайних матросів, цивільні особи, які мали спільного з флотом лише те, що вони були урядовцями Головної Морської Господарчої Управи. Акимів вирішив реорганізувати Морське Міністерство на «демократичносоціалістичний лад» і почав зі звільнення офіцерів флоту. Товариш морського міністра контр-адмірал Михайло Остроградський щодо цього висловився: «Смердить розкладом Морського Міністерства. Не розумію, невже часи Центральної Ради нічого не навчили. Поки урядує цей комісар, я не хочу брати жодного уділу в його роботі по розгону персонального складу Міністерства… Але …, ще урятуємо ситуацію, як тільки призначать морського міністра».

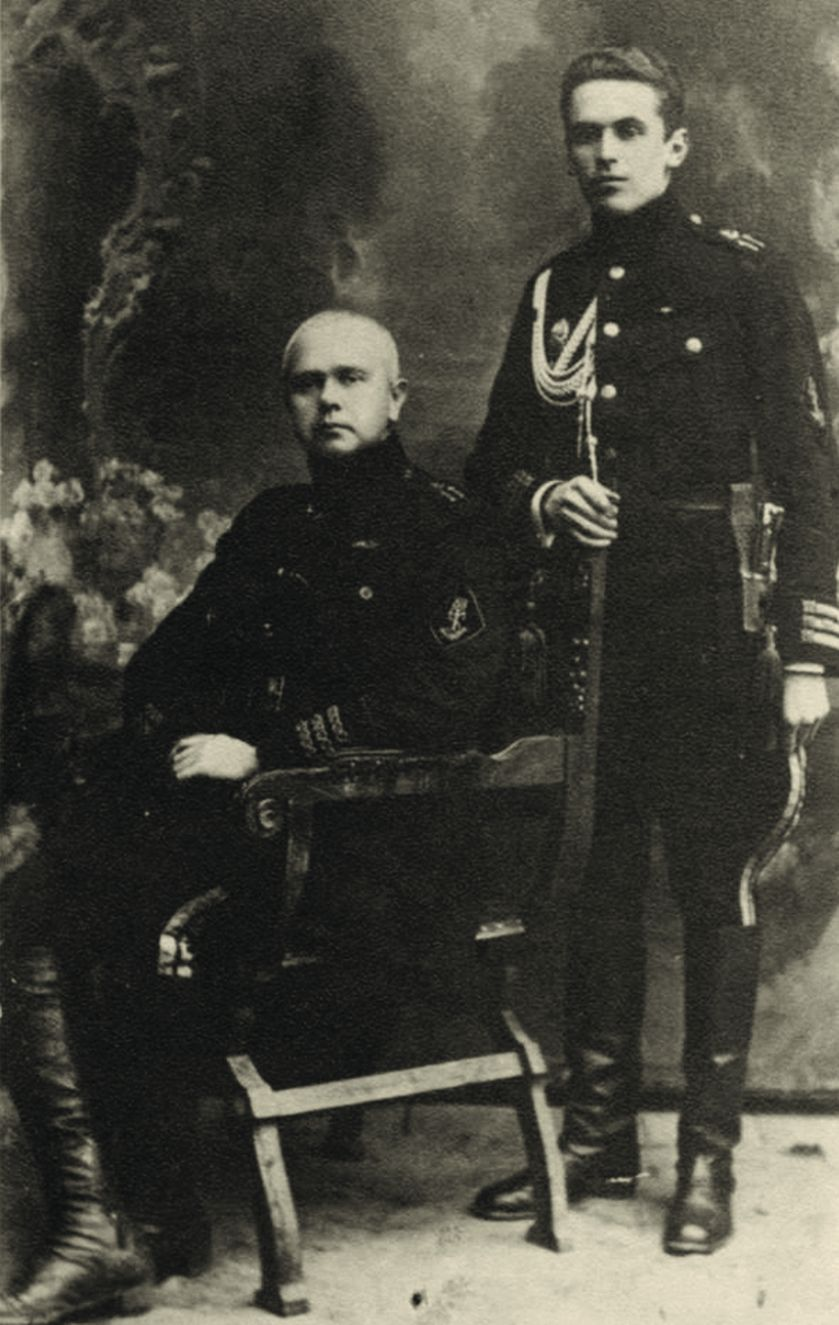
Старший лейтенант Михайло Білинський разом зі своїм ад'ютантом лейтенантом Святославом Шрамченком. Обидва в уніформах гуцульського полку морської піхоти.

Директорія УНР, особливо спочатку, за уряду Винниченка, наслідувала провальну політику Центральної Ради, продовжуючи загравати з більшовиками та практично не налагоджуючи контакти з Антантою. Хоча морське міністерство все ж таки намагалось займатися розбудовою флоту.
Зрештою, 25 грудня 1918 р. морський міністр все-таки був призначений. Першим і найбільш визначним, а разом із тим найдіяльнішим морським міністром Директорії УНР став енергійний старший лейтенант флоту М. І. Білінський, людина великих організаційних здібностей. 3 січня 1919 року наказом по Морському Генеральному штабу № 10/1 Головний отаман військ і флоту УНР С. Петлюра підтвердив легітимність раніше прийнятого морського прапора, наказавши «лічити прапором Воєнної фльоти Української Народної Республіки прапор, затверджений 18 липня 1918 року». Першими законотворчими заходами Морського міністра були прийняття законів про штати центральних установ Морського Міністерства (20 січня 1919 р.), «Закон про гардемаринську школу» (11 січня 1919 р.), і нарешті «Закон про фльоту» (25 січня 1919 р.). Перший акт містив такі розділи: штати Морського Міністра, штат канцелярії Морського Міністерства, штат Морського Генерального Штабу, штат Головної Морської Господарчої Управи, штат Головної Морської Технічної Управи, штат Головної Морської Будівельної Управи, штат Гідрографічного управління, штат Головного Воєнно-Морського Судового Управління, штат Головного Воєнно-Морського Санітарного Управління.

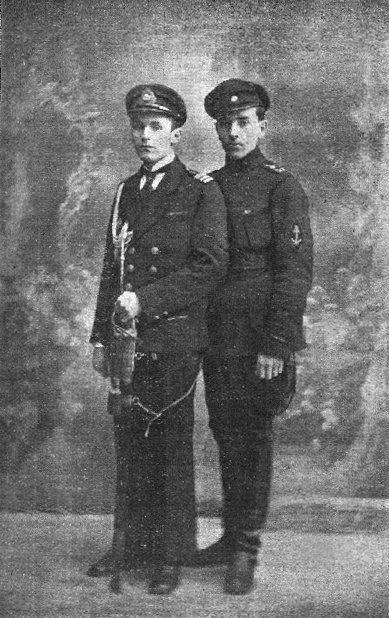
Лейтенант Святослав Шрамченко разом із морським піхотинцем.

В законі було викладено основні положення існування флоту, регламентовано склад флоту, термін служби кораблів різних типів, йшлося про бойову підготовку, комплектування, театри можливих бойових дій флоту. На підставі цього закону Директорія УНР 25 січня 1919 року видала наказ за № 57/28 по Морському відомству про присвоєння кораблям Українського Державного Флоту, які будувалися на той час у Миколаєві назв, лінкору — «Соборна Україна», чотирьом крейсерам: «Гетьман Богдан Хмельницький», «Гетьман Петро Дорошенко», «Тарас Шевченко» та «Гетьман Петро Конашевич-Сагайдачний». Чотирнадцять великих міноносців отримали назви: «Київ», «Чигирин», «Батурин», «Львів», «Іван Виговський», «Іван Сірко», «Пилип Орлик», «Кость Гордієнко», «Мартин Небаба», «Іван Підкова», «Петро Могила», «Іван Котляревський» та ін., а база підводних човнів — «Дніпро». Також було виділено кошти на добудову 8-ми великих підводних човнів типу «Щука», «Карась» та «АГ-21» — «АГ-26». В цьому ж законі передбачалася відправка двох урядових комісій Морського Міністерства до Миколаївського та Херсонського портів.
На жаль, окупація Чорноморського узбережжя та міст-портів Одеси, Миколаєва, Севастополя, Маріуполя військами Антанти не дозволила продовжити воєнно-морське будівництво. 24 березня 1919 наказом Морського Відомства узбережжя Чорного моря було оголошено Приморським Фронтом з підпорядкуванням Морському Міністерству, командувач якого наділявся правами головнокомандувача окремим фронтом. Однак в дійсності, права та інтереси України вже не було кому відстояти.
Українська Народна Республіка втрачала контроль над півднем України, куди все більше прибувало військ Антанти. На спробу військового міністра генерала О. Грекова відкрити у Миколаєві військове морське відомство, представники Антанти відповіли, що ця ідея не має сенсу.
Після Антанти до Криму прийшли війська Денікіна. Залишаючи Україну в квітні 1919 року, війська Антанти прихопили більшість кораблів Чорноморського флоту перевівши їх у Стамбул. Шість броненосців, що вони не змогли вивести, було підірвано, а 13 підводних човнів було затоплено. Майже всі головні сили Чорноморського флоту було виведено з ладу. Після того, як рештки колишнього українського, а тепер білого флоту дісталися Стамбулу, відбулося проголошення про створення «Бази Російського Чорноморського Флоту» під командою адмірала Володимира Шрамченка, що за гетьмана служив в українському флоті.
Кораблі, що не вийшли в море з технічних причин та залишилися у Севастополі, потрапили до рук червоних і увійшли до складу Червоного Флоту УСРР, який почав формуватись під наглядом утвореного 28 березня 1919 року Морського управління Наркомвоєна УРСР. Навесні 1919 року більшовики також захопили Херсон, Миколаїв, Одесу. Там же, в Миколаєві, більшовики продовжили, розпочату за часів УНР, добудову крейсера «Гетьман Богдан Хмельницький», лінкора «Соборна Україна», низки міноносців.
Бойовий склад кораблів Червоного флоту був незначний. Флоту належав один підводний човен «АГ-22» та два десятки тралерів, близько п'ятдесяти катерів та декілька допоміжних суден, сім лінкорів, один крейсер, 4 есмінці, більшість з яких були виведені з ладу відступаючими союзниками. Проте скористатися цим усім червоні не встигли. Внаслідок наступу Добровольчої армії генерала Денікіна влітку 1919 року весь південь (як і схід) України було захоплено білогвардійцями.

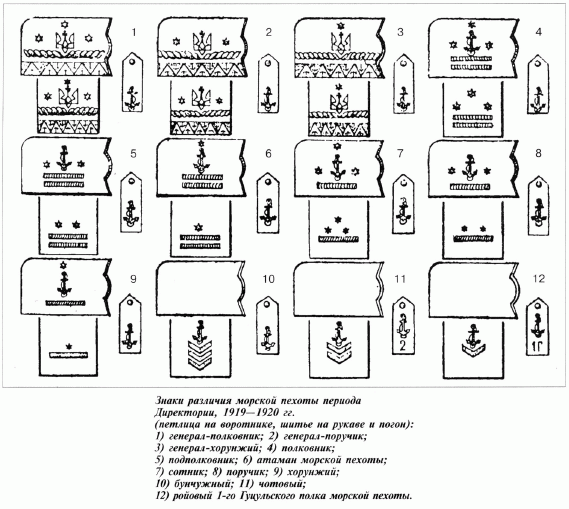
Нарукавні відзнаки гуцульського морського піхотного полку, 1920 р.

Тим часом, стараннями морського міністра М. Білинського був продовжений, початий ще в травні 1918 року, процес створення підрозділу морської піхоти. 3 лютого 1919 року Директорія перенесла відділ командування морським полком до Вінниці, а згодом, за погодженням з Військовим Секретаріатом ЗУНР до Коломиї.
24 березня 1919 року було затверджено штат 1-го Гуцульського полку Морської піхоти та призначено його командиром сотника Володимира Гемпеля. Полк сформували у 20-х числах березня 1919 року в Бродах. В складі полку числилося 2374 особи, з них старшин — 63, лікарів — 5, урядовців — 9, козаків — 2297, коней — 415, з них верхових — 142, обозних — 273.
Після чого полк прибув до Рівного, отримав зброю та технічні засоби й вирушив на фронт під Київ. 25 травня 1919 року полк прибув на ст. Богданівка, звідки перейшов маршем на Чернилівку. Відтак 2 червня було організовано переправу через Збруч за 200 м південніше Оріхівця. 3 червня полкова розвідка вела бої в районі Волочиська. Того ж дня полк оволодів містечком Волочиськ та ст. Волочиськ. Було захоплено кулемет, набої для гармат і рушниці. Полк втрат не зазнав, було убито 7 большевиків. Командиром полку спочатку був полковник морської піхоти Гаврило Никогда, а згодом лейтенант Кость Мандрика.
Невдовзі після того полк захопив Жмеринку, а далі вступив у перестрілку з махновцями. Далі воював у районі Одеси — ст. Роздільня. Частини морської піхоти стали елітарною частиною Дієвої Армії УНР, залишивши після себе добрі спогади українських воєначальників, зокрема генерал-хорунжого Омеляновича-Павленка. Лейтенант Святослав Шрамченко, будучи одним із співзасновників української морської піхоти згадував:

«Пригадую собі, яке гарне вражіння робила запасово-навчальна сотня 2-го полку, коли добре одягнена і вимуштрована, вона з піснями проходила по Кам'янці. 29 липня 1919 р. відбувся її інспекторський перегляд морським міністром на площі біля кам'янецького залізничного двірця. Був гарний день. Тільки що одержано відомості про успіх наших з'єднаних армій проти більшовиків. Уже звільнені від ворога були і Проскурів, і Жмеринка, і Вапнярка. Під команду „струнко!“ морський міністр прийняв рапорт коменданта 2-го полку, який приїхав з фронту і в супроводі автора цих рядків і сотенного коменданта обійшов фронт сотні. Потім морський міністр у короткій промові поздоровив сотню з нашими успіхами на фронті і побажав їй того ж, що сотня зустрінула „славою“. Сотня в той же день вирушила на фронт до місця перебування штабу дивізії морської піхоти».

Українська морська піхота взяла активну участь у війні за державність. В квітні 1919 року, після чергової зміни Уряду УНР, М. Білинський подає у відставку з посади морського міністра та очолює Дивізію Морської Піхоти, яка в цей час перебувала на фронті. Її частини в складі 5 збірного полку київської дивізії брали участь у Першому Зимовому Поході армії УНР.

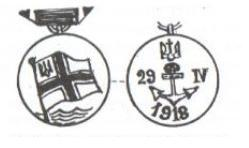
Медаль Українського флоту (реконструкція Анатолія Феньова)

24 квітня 1919 року Морським Міністром став капітан першого рангу Микола Злобін. Також, в 1919 році, відповідно до Наказу Симона Петлюри була відкарбована медаль, якою повинні були нагородити всіх учасників подій у Севастопольській фортеці 29 квітня 1918 року. Відповідно до цього наказу день 29 квітня було проголошено святом Українського флоту.

Текст оголошення про набір до Гардемаринської школи, 1919 рік.

22 травня 1919 було розпочато організацію другого полку морської піхоти, який укладався із жителів Наддніпрянської України. Крім утворення частин морської піхоти, Морське Відомство вело загальну працю державного характеру, намагалося зберегти та підготувати нові кадри морських офіцерів для майбутнього. С. Шрамченко згадував: «В початках вересня 1919 р. блиснула, було, надія на Одесу на море, по здобуттю Києва, і в Камянці-Подільському було відчинено Гардемаринську школу». До школи навіть було набрано невелику групу з 20 гардемаринів, але «через несприятливі події, що незабаром наспіли, ця надія тоді ж загинула і згасла».
Протягом 1919 року морське відомство весь час згорталося, передаючи своїх фахівців у склад дієвої армії. В кінці 1919 р. морське відомство знову стає частиною воєнного міністерства. Рішенням уряду Міністерство морських справ УНР було ліквідовано і Микола Злобін наказом по Морському міністерству № 333 від 24 вересня 1919 року перетворив його на Головне управління Військово-Морського флоту загальновійськового міністерства, а з 20 березня 1920 року — в Головну Воєнно-Морську Управу, які послідовно сам й очолював до серпня 1920 р.

### 1920—1924

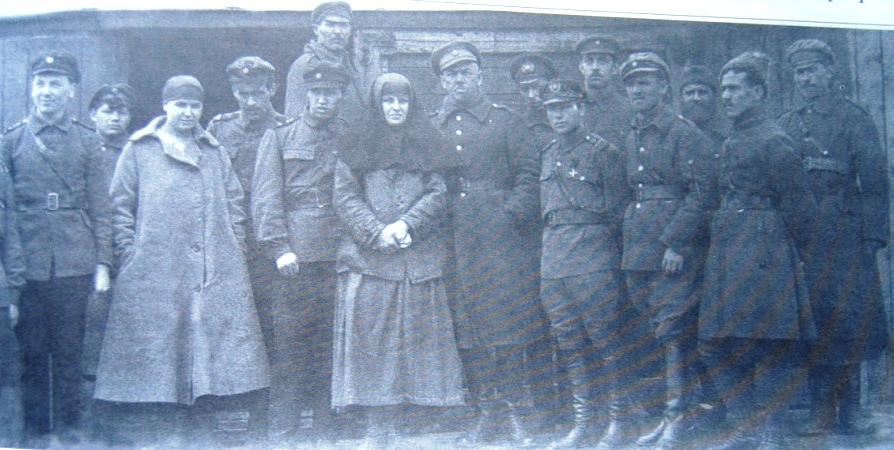
Морські піхотинці УНР, інтерновані в польських таборах

В кінці 1919 року, після Першого Зимового Походу, частини армії УНР були інтерновані в Польщі. В 1920 році війська УНР в союзі з Польщею почали успішний наступ на Україну проти більшовиків. Знову з'явилася примарна надія на море та флот. Саме тому наказом по Директорії УНР 17 квітня 1920 року Симон Петлюра наперед призначив контр-адмірала Михайла Остроградського «Головним начальником Чорноморського флоту та Заступником Військового Міністра по справах Військового та Торговельного Мореплавання».
Остроградський, як чудовий професіонал та відданий патріот, з головою занурюється в роботу. Після звільнення Києва українськими військами 7 травня Михайло Остроградський заново створює Дніпровську флотилію. Окрім цього було створено флотський півекіпаж, а на фронті діяв бронепотяг «Чорноморець». Він беззмінно воював проти більшовиків до самого останнього моменту, прикриваючи 21 листопада 1920 року перехід українських військ за Збруч під Підволочиськом.

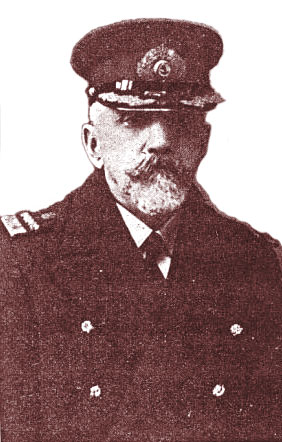
Генерал-хорунжий флоту Володимир Савченко-Більський.

Чорноморським флотом у той час уже командували англійці і французи, які спільно з білогвардійцями довершували його руйнування. У цій ситуації М. Остроградський свої зусилля направляє на переговори з представниками Антанти, які знаходилися в Румунії. Тоді ж у травні почалися перемовини із білогвардійцями генерала Врангеля, із якими планувалося утворити спільний антибільшовицький фронт. Севастополь відвідала українська делегація на чолі із полковником Іваном Омеляновичем-Павленко, яка була присутня на зустрічі із чорноморцями, що виявили бажання дізнатися більше про уряд Директорії та українське військо. Полковник Цапко, що був в складі української місії, згадував:

Пор. Іванів передав мені, що морські старшини в Севастополі, довідавшись про прибуття нашої Місії, хочуть отримати відомості про боротьбу українського війська. Вони прохали, щоб члени Місії прибули на прийняття, що має бути влаштоване вечором 14 травня. Полк. Ів. Ом.-Павленко на зустріч з моряками погодився. Зрештою, всі ми були зацікавлені нагодою зустріти морських старшин, які певно ще пам'ятають про піднесення українського прапору на кораблях Чорноморської фльоти в 1918 році й лише через збіг несприятливих обставин, а потім через відрізаність від України з її урядом і військом, не змогли носити відзнаки Української воєнно-морської фльоти.
[…]
Після того, як ми зайшли до середини, за нами зараз же позамикано двері й ми опинилися в довгій залі, де за довгими рядами столів було до 300 морських старшин, які зірвались зі своїх місць зі співом «Заповіту». Співали вони, можливо, не так для пошани прибулих, як тому, що національні відзнаки українських старшин пригадали їм Україну. Поміж зібраними старшинами було багато капітанів 1-го ступня й один адмірал. Нас щиро гостили, обмінювалися спогадами, хоч і не всі вони добре знали українську мову, але відчувалося, що у цих моряків є щось спільне з нами. Бенкет тривав до глибокої ночі, на прощання один капітан палко вітав Україну, її провід й козацтво, після чого майже кожний з присутніх рахував за обов'язок підійти до нас з чаркою в руці з останнім привітом. Потім, як ми встали, щоб відійти, почулось могутнє — «Ще не вмерла Україна! …» й всі застигли на хвилину в пошані до Батьківщини, якій їм не довелося служити. Вже перед світанком, пор. Іванів в товаристві ще одного лейтенанта, допровадив нас до готелю. Враження від цієї конспіративної зустрічі з старшинами Чорноморської фльоти на довший час залишилися незатертими в нашій пам'яті.

Та дорогий час знову було безповоротньо згаяно. Більшовики почали витісняти українську армію з України. Контакти із Чорним морем було перервано. Кораблі Чорноморського флоту брали участь у боротьбі з більшовиками, а потім саме на них відбулася евакуація Білої армії разом із біженцями до Стамбулу. 14 листопада 1920 року більшість вцілілих кораблів Чорноморського флоту, у складі «Російської Ескадри» назавжди залишили Крим. Кораблі пішли в Туреччину, а згодом були інтерновані французькою владою в Тунісі.

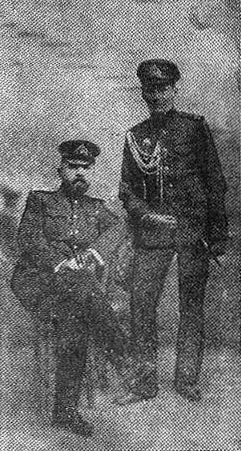
Генерал-хорунжий Володимир Савченко-Більський і лейтенант Святослав Шрамченко

Згодом Радянський уряд заявив свої права на кораблі що знаходилися в Бізерті, вимагаючи від Франції повернути їх у Росію. Французький уряд цю вимогу виконувати відмовився, посилаючись на заяву, яка була надіслана до Ліги Націй Урядом УНР (в еміграції) та заявив рішучий протест. Після цього деякі кораблі було включено до складу французького флоту. 30 жовтня 1924 року, після визнання СРСР урядом Франції, «Російська ескадра» була розформована. Кораблі, яким вдалося вціліти стали власністю Радянського Союзу, однак через свій плачевний технічний стан вони були розпродані «Рудметаллторгом» на металобрухт.
Тепер, змушена постійно відступати під навальними ударами переважаючих більшовицьких військ, українська армія наприкінці 1920 р. знову була інтернована в румунських та польських таборах. Після переходу української армії на територію, яка була під владою Польщі, Військово-Морське управління продовжувало виконувати свої функції. Єдиним його полем діяльності була морська піхота, від двох полків якої залишилася лише одна рота…
Рештки морської піхоти УНР, що зголосилися взяти участь у Другому Зимовому поході, загинули разом із своїм командиром лейтенантом Білинським в бою під Базаром, 21 листопада 1921 року. З ліквідацією органів влади Української Народної республіки в 1924 році було проголошено про розформування Військово-Морського міністерства. Моряки, що вціліли у боротьбі за державність, вийшли на еміграцію.